# Architecture en République démocratique allemande

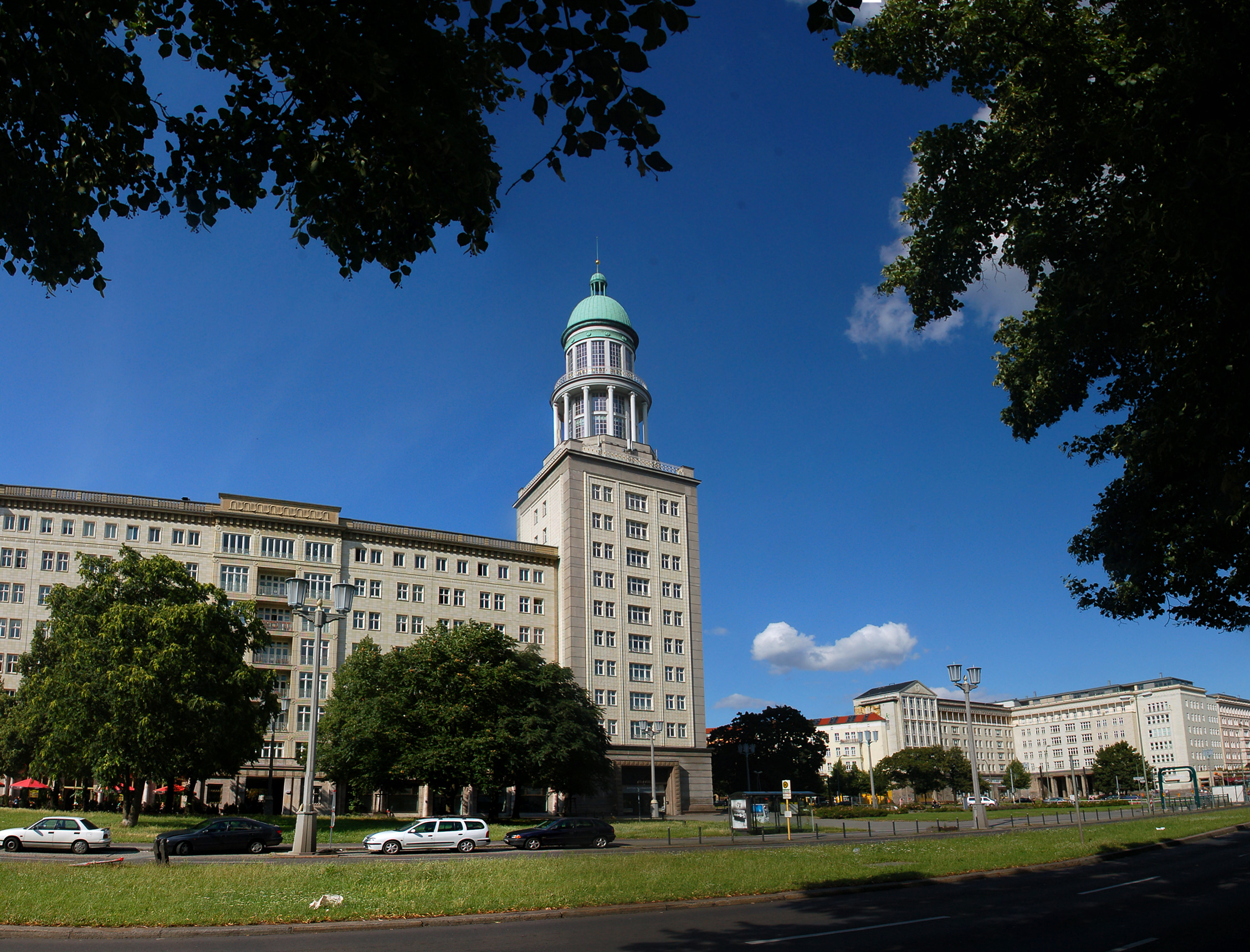
Frankfurter Tor à Berlin : architecture des années 1950 typique du classicisme socialiste par Hermann Henselmann (photo de 2009).

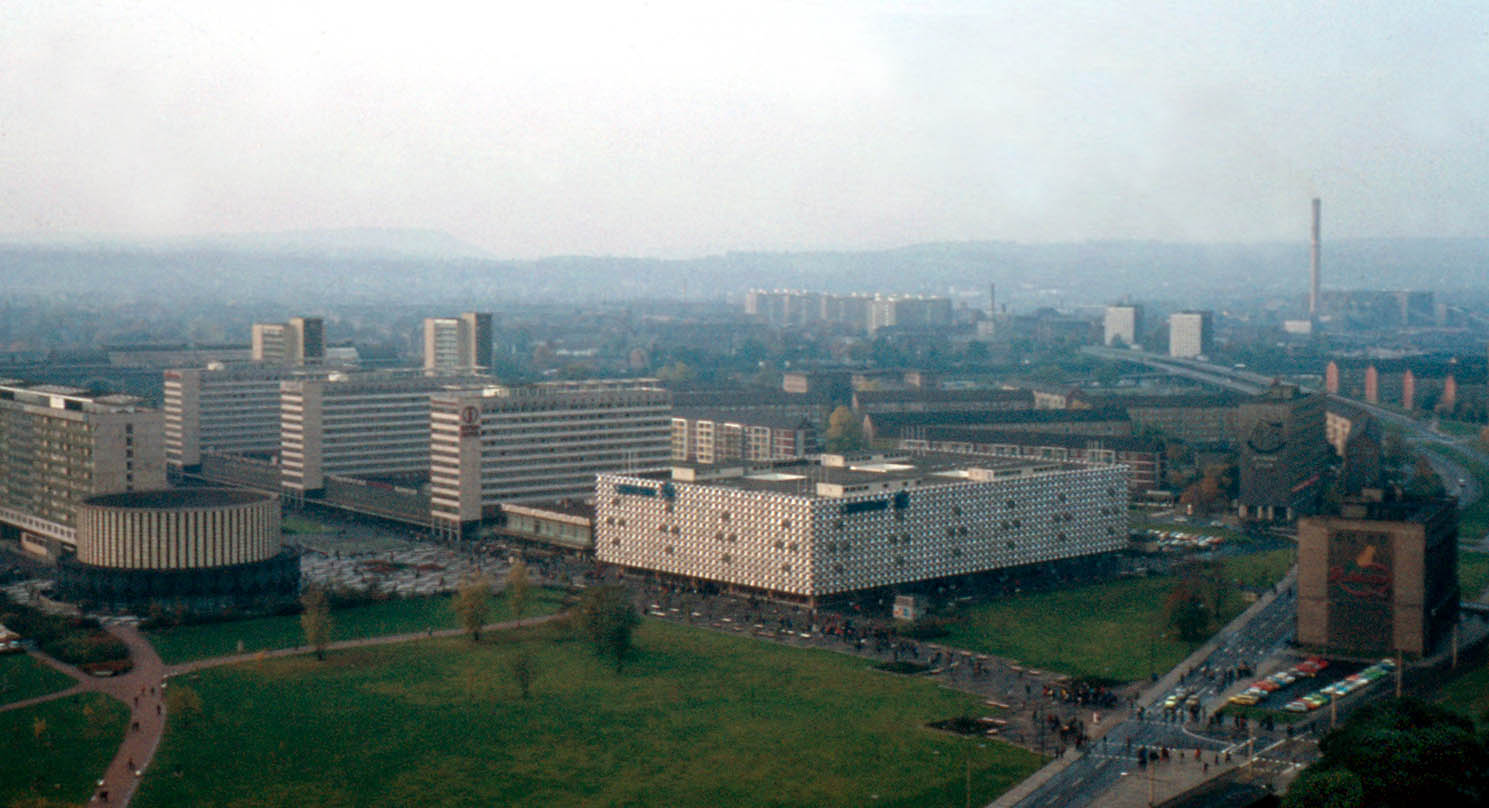
La ville socialiste moderniste : Prager Strasse à Dresde.

L'architecture en République démocratique allemande est spécifique aux projets d'architecture urbaine menés par la République démocratique allemande le temps de son existence, entre 1949 et 1990.
Cette architecture est inspirée par le modernisme, qui trouve cependant peu de soutien politique au départ. Au lieu de cela, le classicisme socialiste ou style pâtissier prévaut jusqu'en 1955, comme l'architecture d'autres pays communistes à l'époque de Staline. L'architecture des villes suit le modèle de la ville socialiste avec de larges artères, des bâtiments dominants et une place d'armes centrale. En 1953, le dirigeant soviétique Nikita Khrouchtchev initie des mesures d'austérité dans l'industrie du bâtiment qui conduisent à renoncer à ce classicisme socialiste. En RDA, cela se traduit par l'industrialisation de la construction, la construction de grands ensembles, et plus tard l'utilisation de préfabriqués de type Plattenbau.
Au sein de la RDA, l'expansion privilégiée de Berlin-Est en tant que capitale entraîne des rivalités avec d'autres villes et quartiers qui se sont sentent clairement défavorisés lors de l'attribution des matériaux de construction, de la planification et de la main-d'œuvre. L'architecture vitrine du socialisme comprend à Berlin la Stalinallee (maintenant Karl-Marx-Allee) et l'Alexanderplatz, y compris la tour de télévision.
La ville d'Eisenhüttenstadt est un exemple de cette nouvelle architecture. D'autres villes se sont, elles, considérablement agrandies, la population de Neubrandenburg par exemple a été multipliée par six entre 1945 et 1990, et celle de Schwedt et Hoyerswerda multipliée par dix.

## Étapes

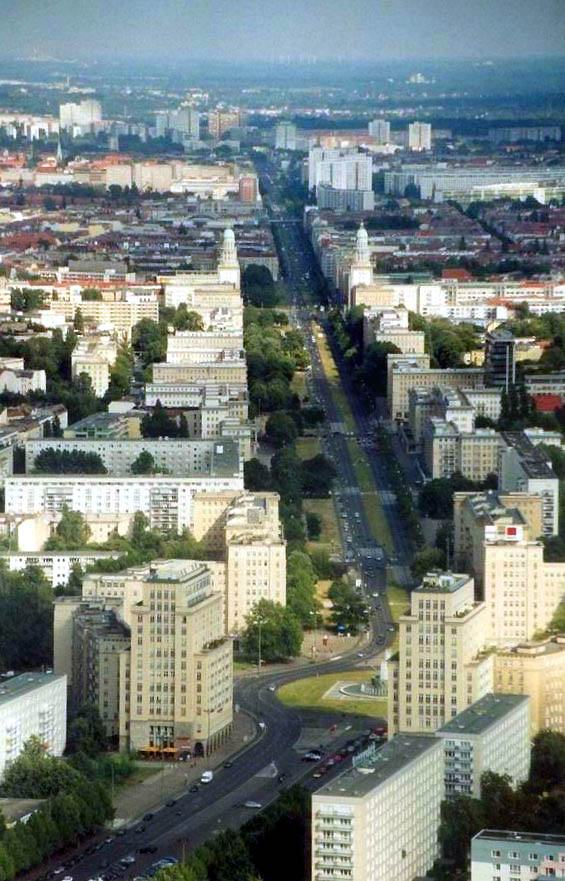
Karl-Marx-Allee à Berlin. Dans les espaces arborés au centre de l'image à droite se trouvent les maisons à arcades de la première phase de construction.

Sur les 41 années d'existence de la RDA, l'architecture est loin d'être uniforme. Les styles sont influencés par les circonstances politiques et idéologiques, et aussi par les contraintes économiques. Cependant, l'objectif principal reste toujours de résoudre les problèmes de logement.

### Années d'après-guerre
Aux premiers jours de la RDA, des projets marqués par le modernisme voient le jour. La destruction des villes offre l'occasion de concrétiser des approches d'avant-garde, notamment celles du Bauhaus. Avant la fondation de la RDA, Hans Scharoun réalise un plan collectif de redistribution et de décentralisation de la ville alors indivise de Berlin pour le compte du Conseil de contrôle allié. Des cellules résidentielles, en forme de cités-jardins entourées de verdure, devaient contraster avec les appartements sombres et étroits des quartiers ouvriers.
Un exemple connu est le début de la construction de la Stalinallee à Berlin, aujourd'hui Karl-Marx-Allee et Frankfurter Allee. Les deux maisons à arcades de la Karl-Marx-Allee entre la Warschauer Strasse et l'actuelle Straße der Pariser Kommune, réalisées par Ludmilla Herzenstein (de), en sont des exemples caractéristiques. Cependant, le monumental style pâtissier soviétique des années 1950 s'impose, et le modernisme, l'architecture fonctionnaliste et l'idée de la Cité-jardin sont combattues et qualifiés d'« idéologie petite-bourgeoise ». Les bâtiments de la phase d'avant-garde des premières années de la RDA sont aujourd'hui rares.

Architecture fonctionnaliste de l'après-guerre
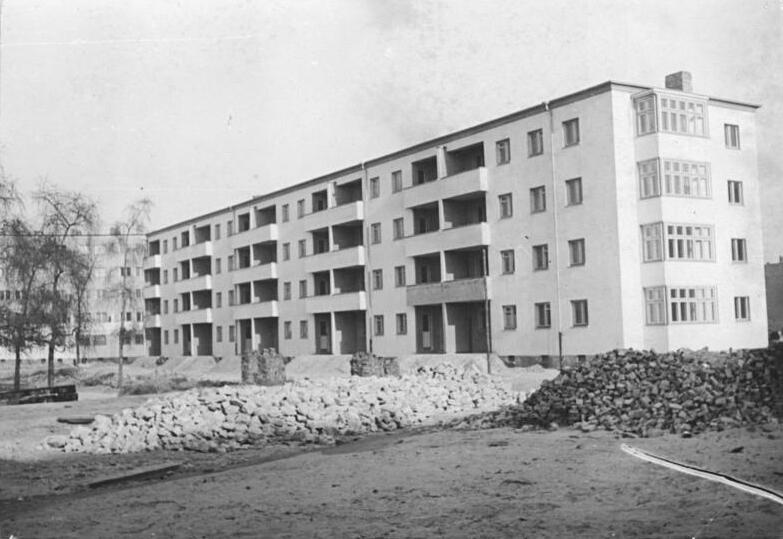
Bloc 2 d'appartements dans l'unité Stalinallee
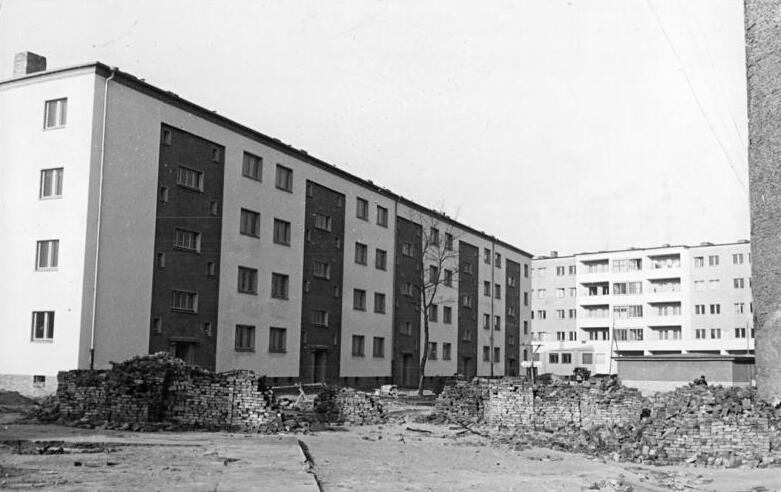
Bloc 2 d'appartements dans l'unité Stalinallee
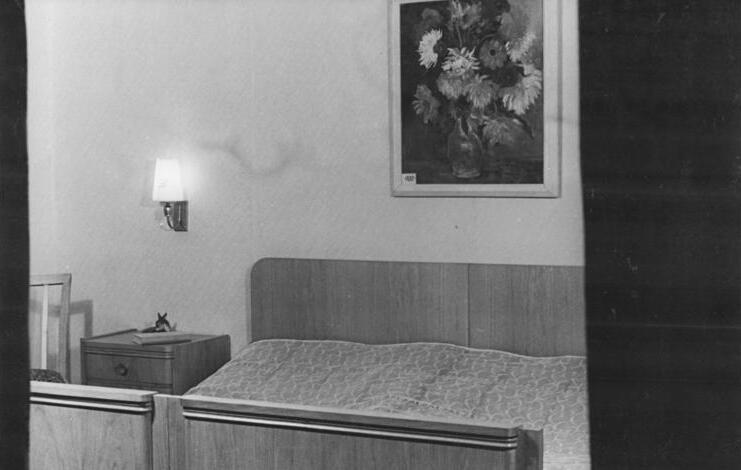
Chambre modèle pour les deux immeubles (1950)
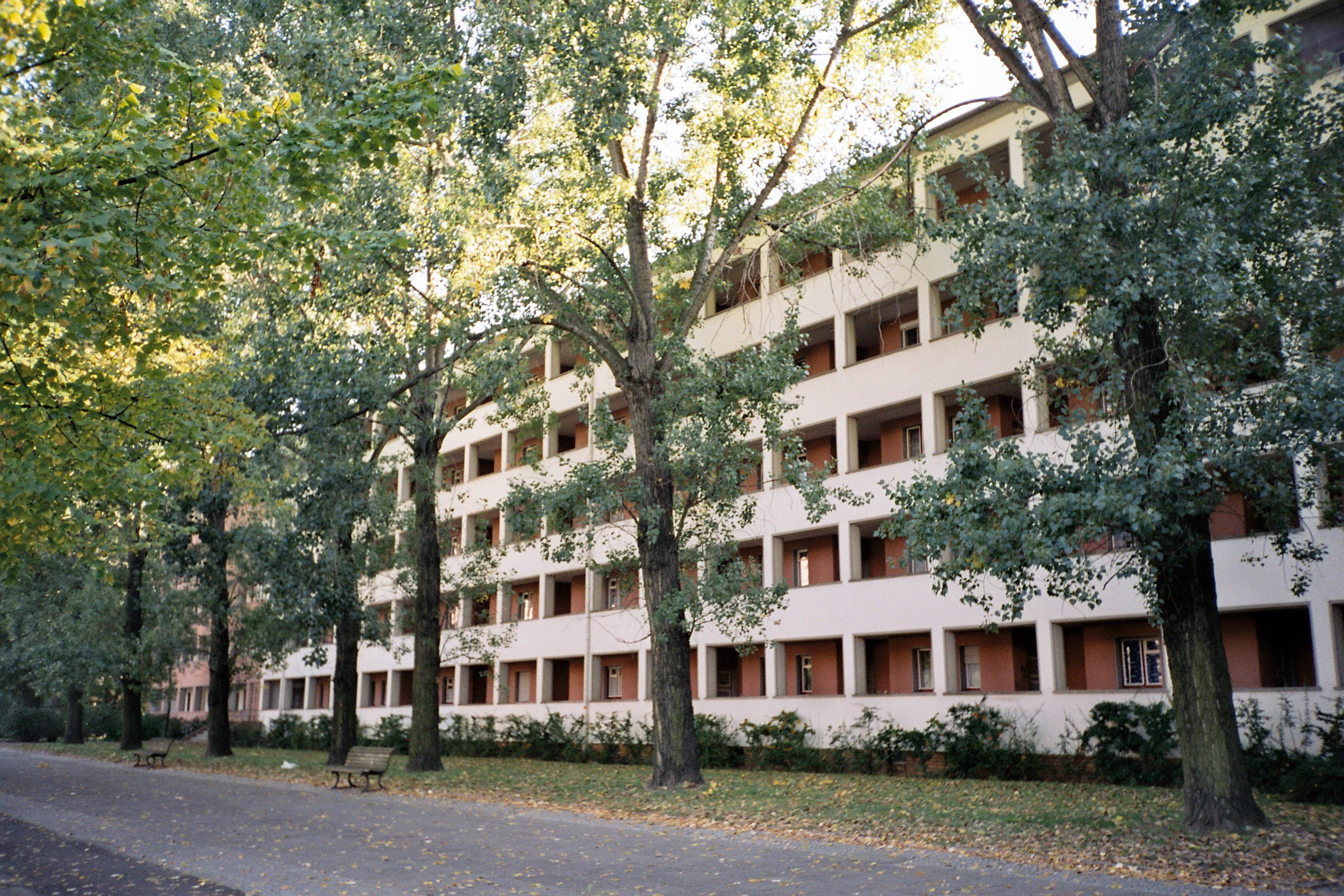
Laubenganghaus sur Stalinallee (maintenant Karl-Marx-Allee)

### Architecture des années 1950

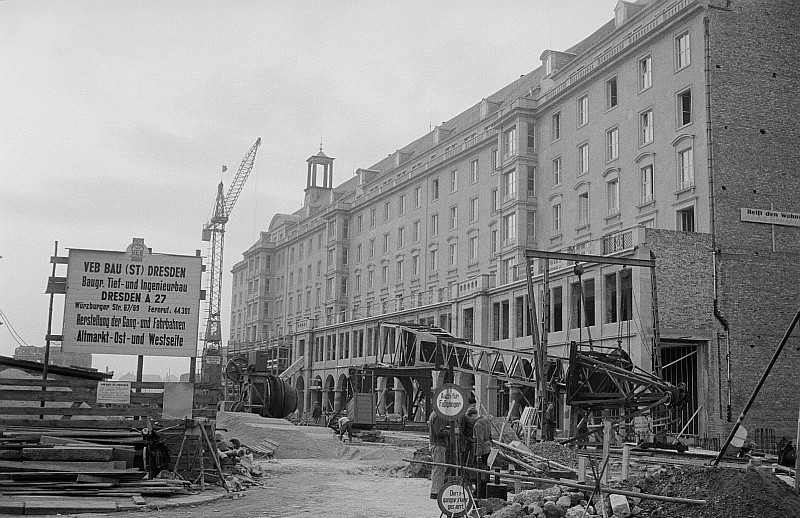
Réaménagement de l'Altmarkt de Dresde sur son côté ouest (1954)

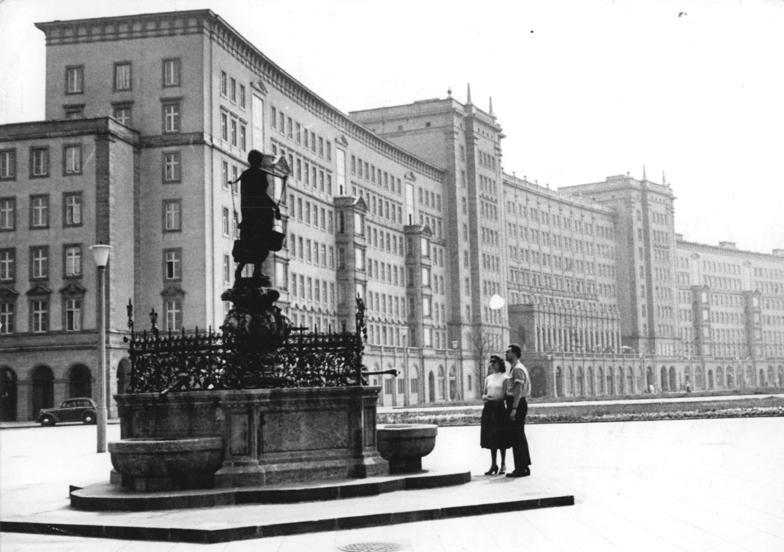
Développement du Ring à Leipzig (1956)

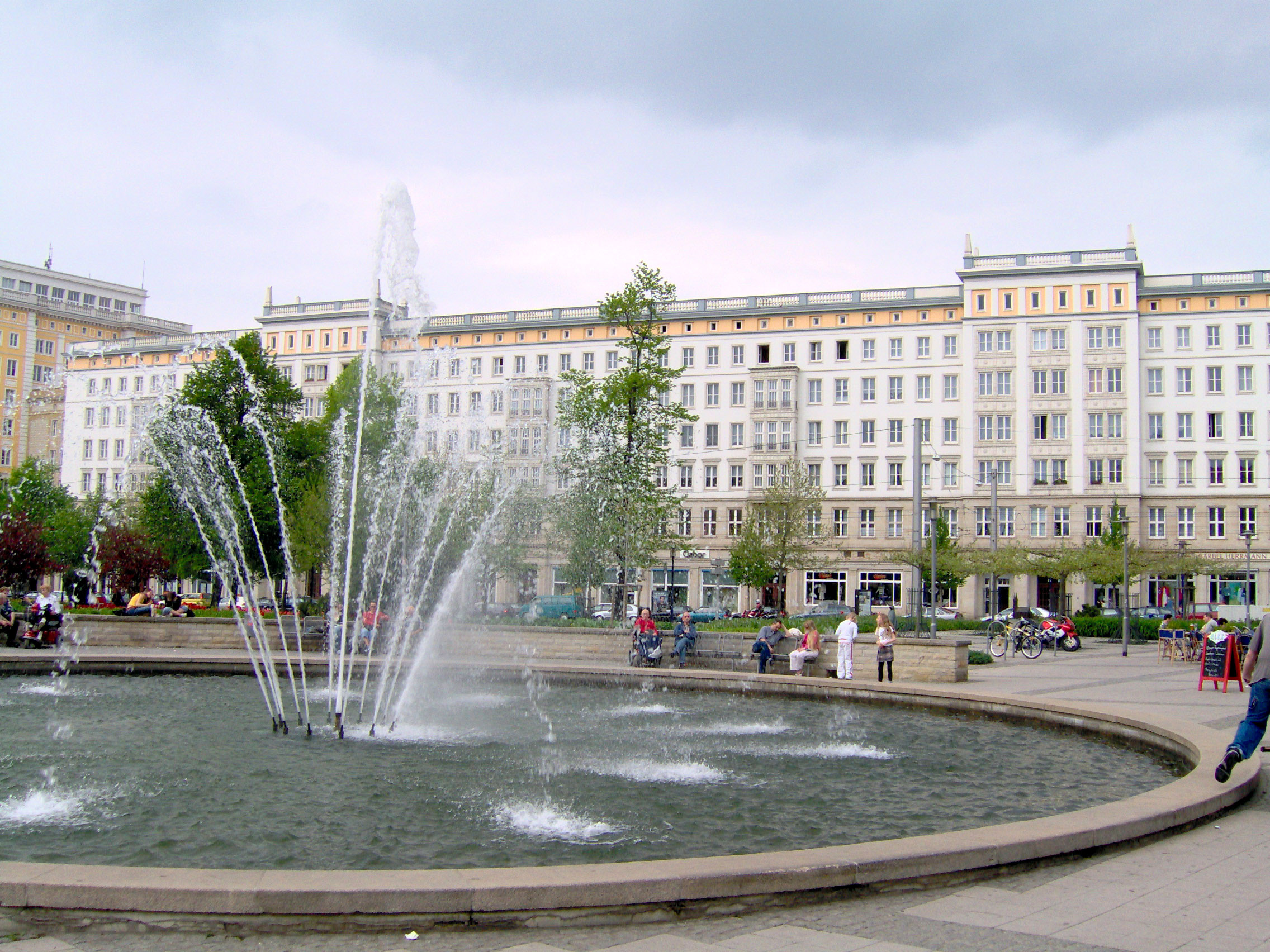
Classicisme socialiste à Magdebourg

Dans le classicisme socialiste désormais émergent les formes de bâtiments de « tradition nationale ». On tente de combiner des éléments décoratifs du passé au confort de vie moderne, avec en arrière-plan une idéologie politico-culturelle dans la sphère d'influence soviétique en Europe, qui privilégie le traitement d'éléments nationaux dans l'architecture contemporaine.
Conformément au programme culturel de l'époque en RDA, la construction suit dès 1951 « 16 principes du développement urbain » dans un style architectural qui perpétue le patrimoine culturel national. En RDA, ce sont surtout des échos du classicisme. On a des variantes régionales spécifiques du baroque (par exemple l'Altmarkt à Dresde et Neubrandenburg) ou du gothique de brique (Lange Straße à Rostock). Les idées avant-gardistes et constructivistes du Bauhaus, que Scharoun et d'autres essayaient encore de mettre en œuvre en RDA, passent au second plan. Au lieu de cela, on planifie des zones commerciales et résidentielles pour la population. Le futur architecte en chef de Berlin (Est) Hermann Henselmann invente alors le concept de « palais des travailleurs ».

Classicisme socialiste
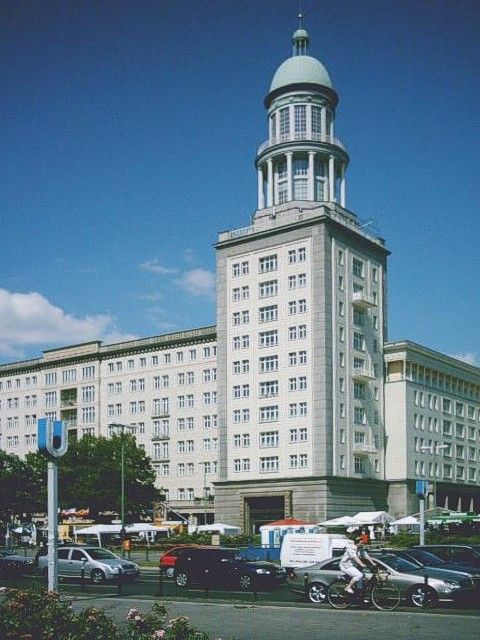
Tour à Frankfurter Tor ; Staline / Karl-Marx-Allee, Berlin
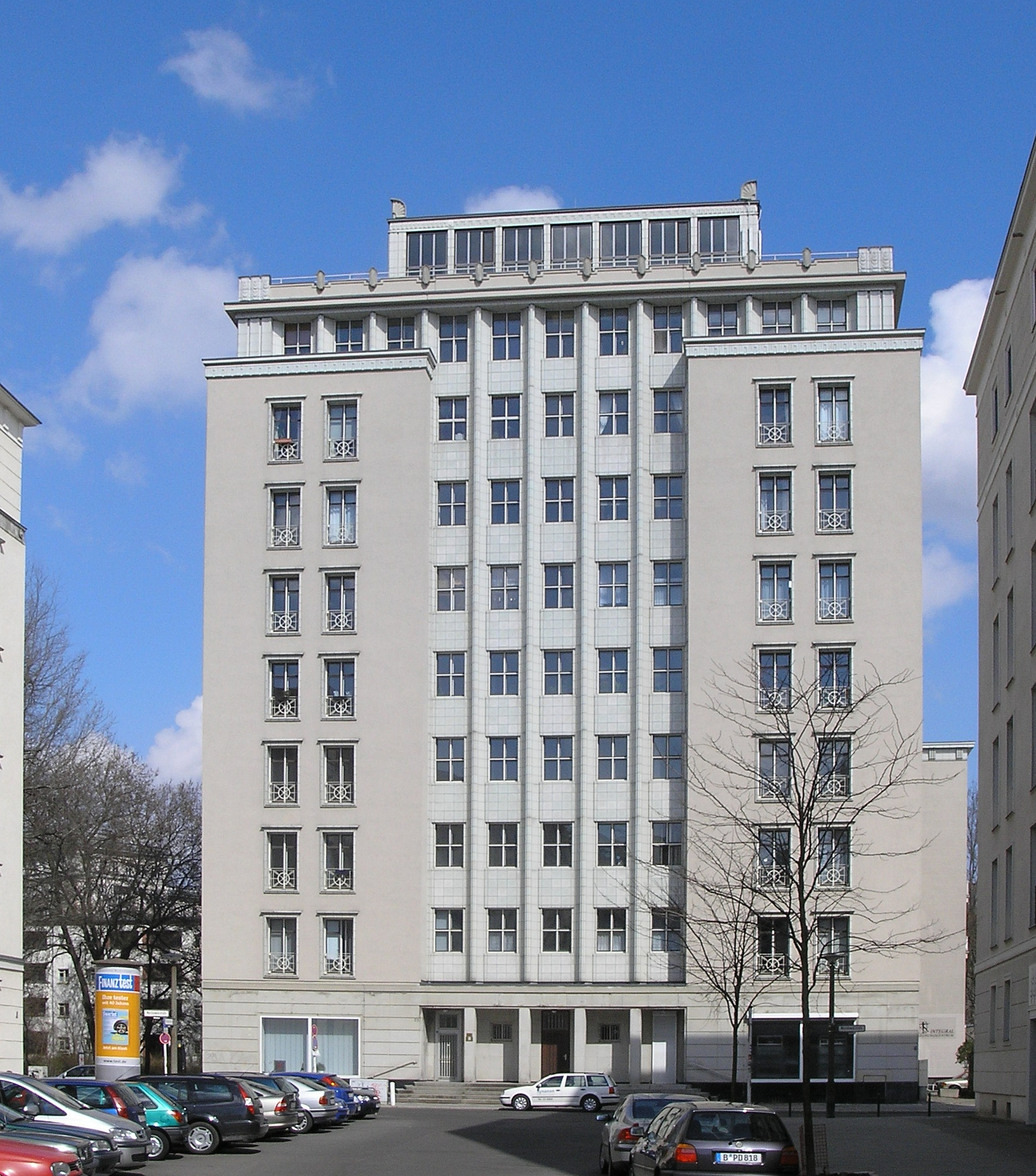
Hochhaus an der Weberwiese, Berlin.
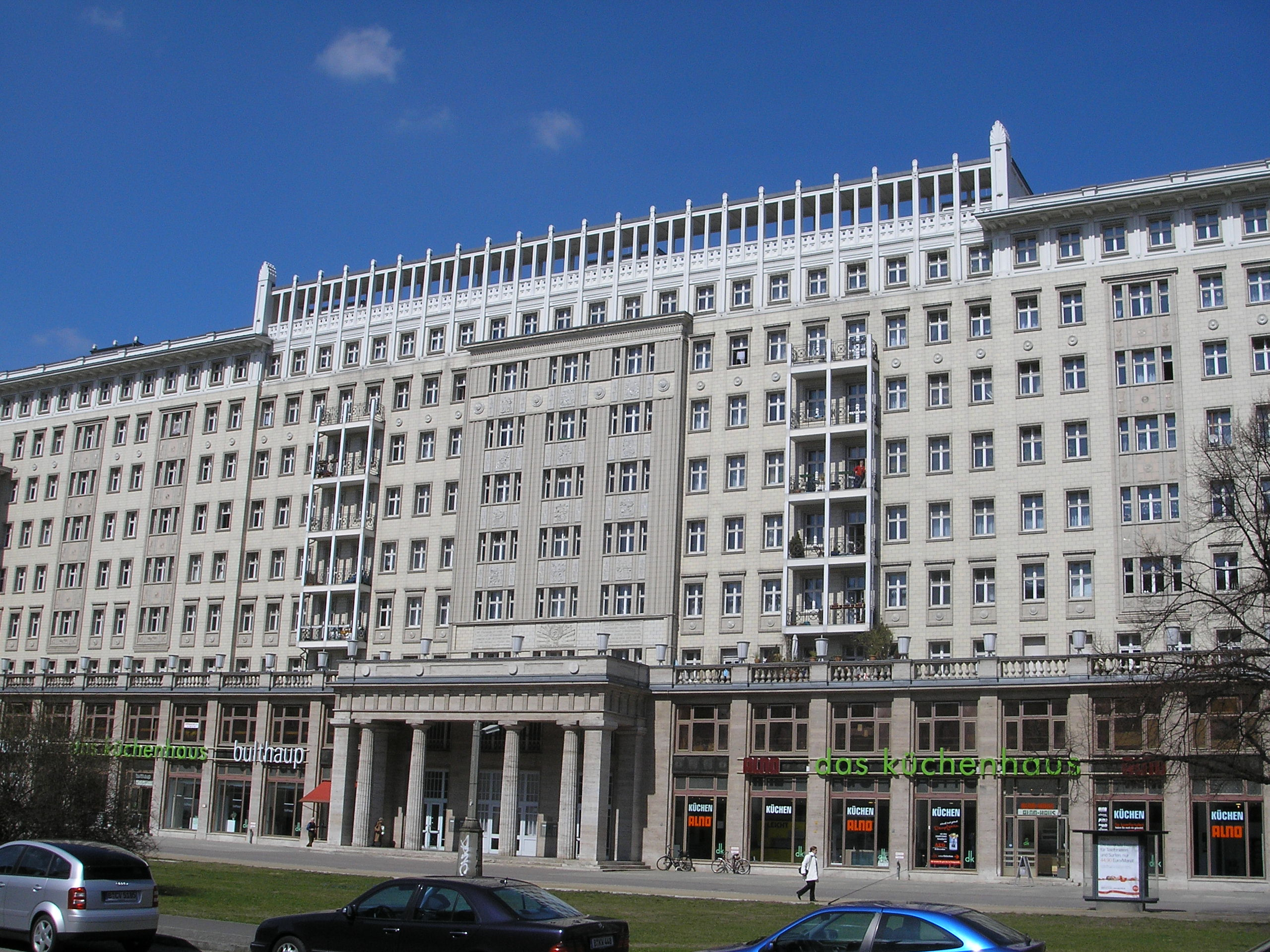
Bloc C de Karl-Marx-Allee
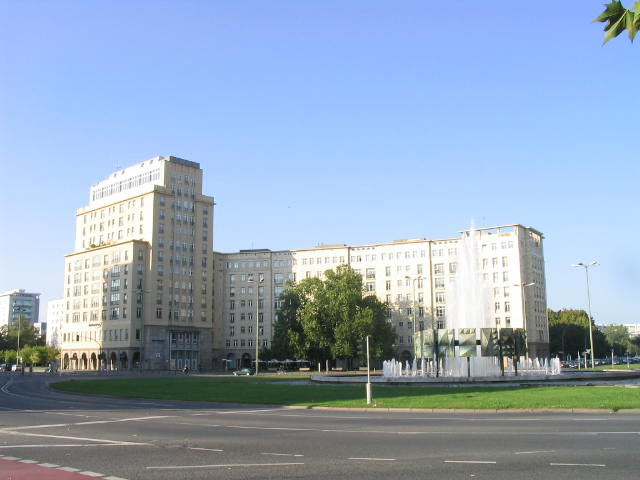
Strausberger Platz, Berlin
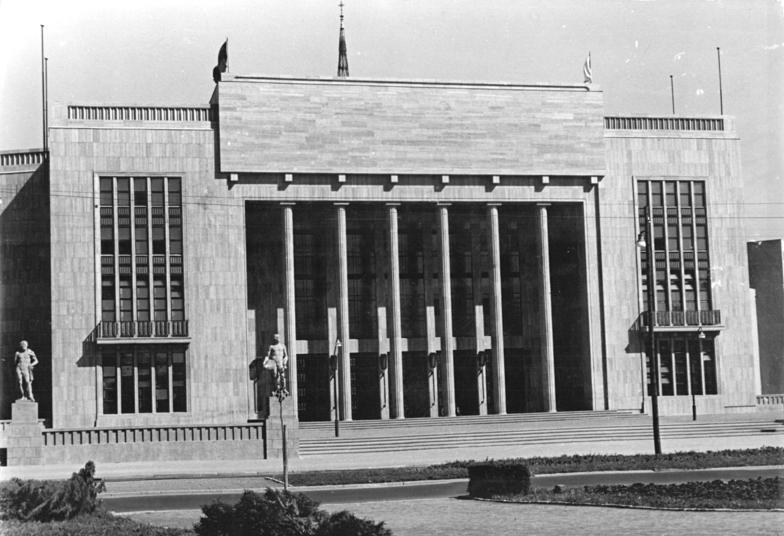
Deutsche Sporthalle
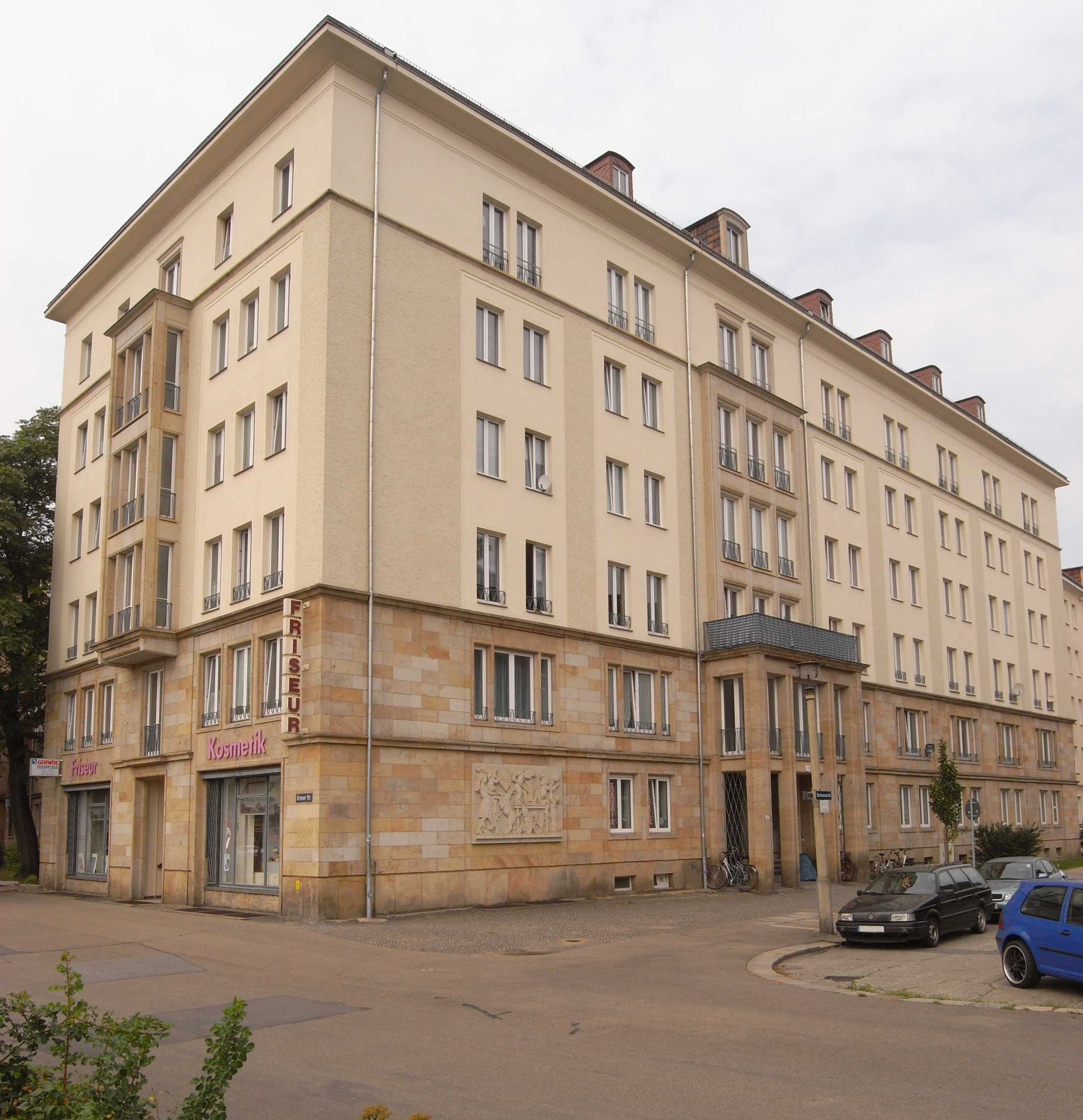
Blochmannstraße 1–19 à Dresde
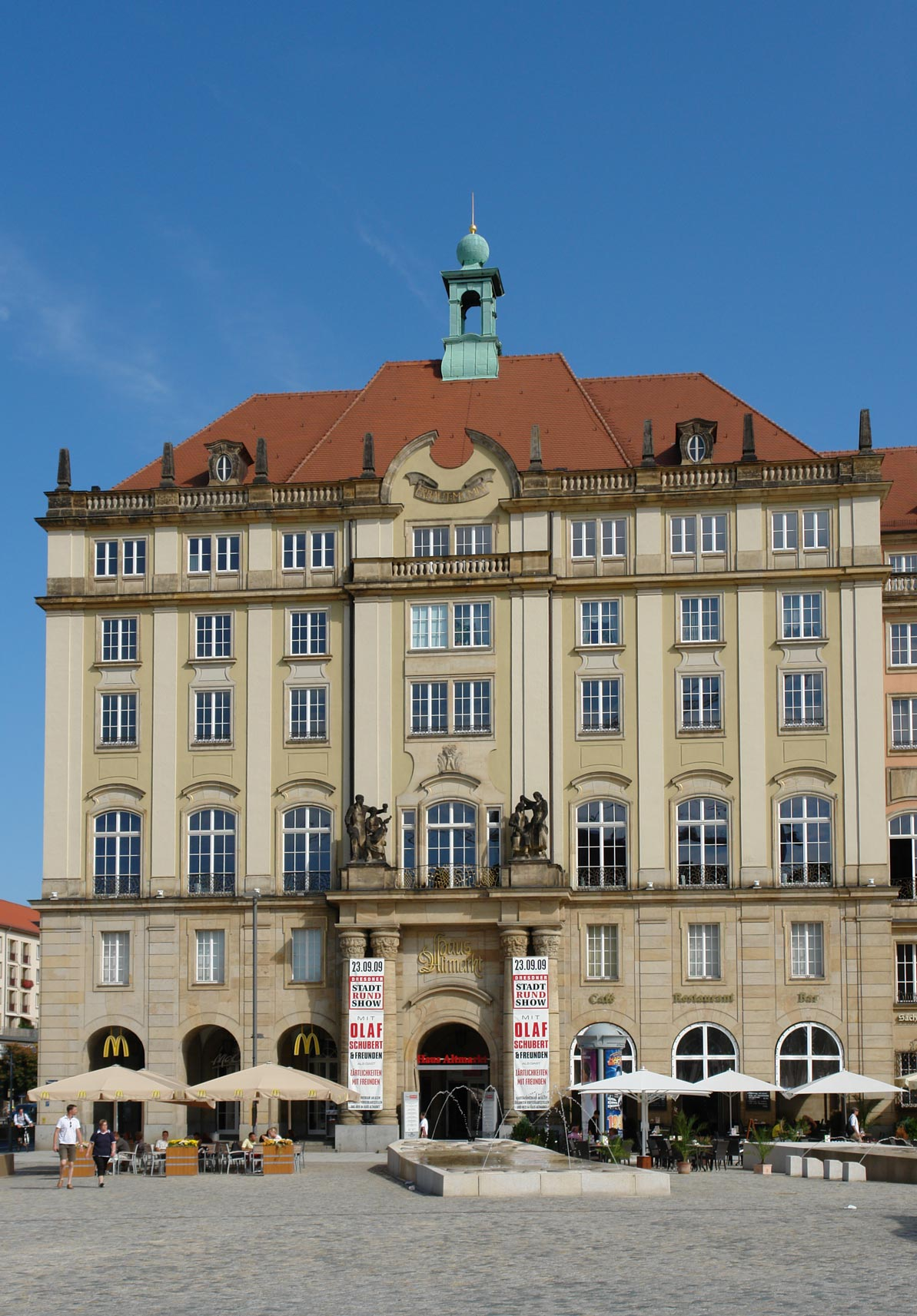
Haus Altmarkt (de) à Dresde
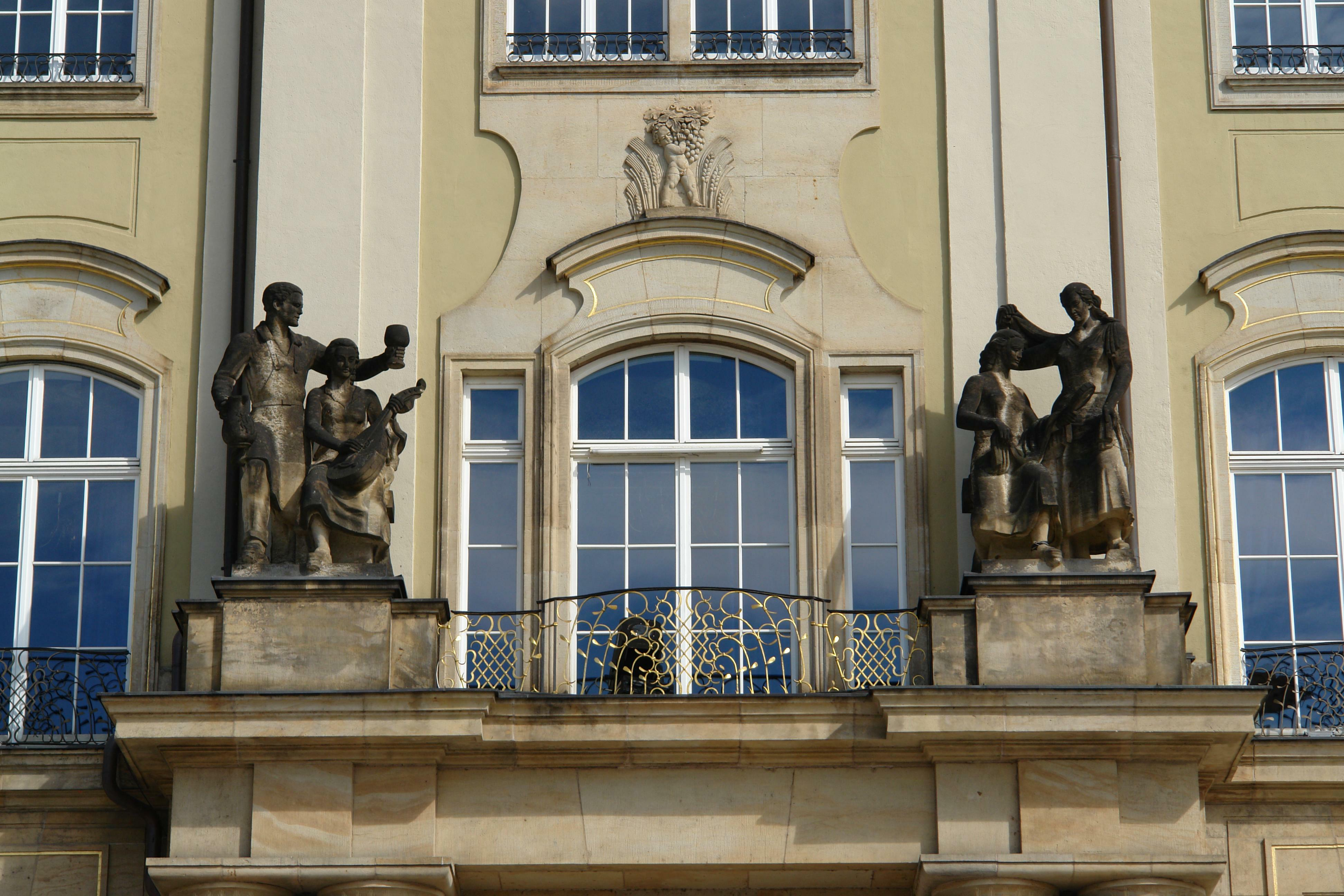
Haus Altmarkt, détail de la façade
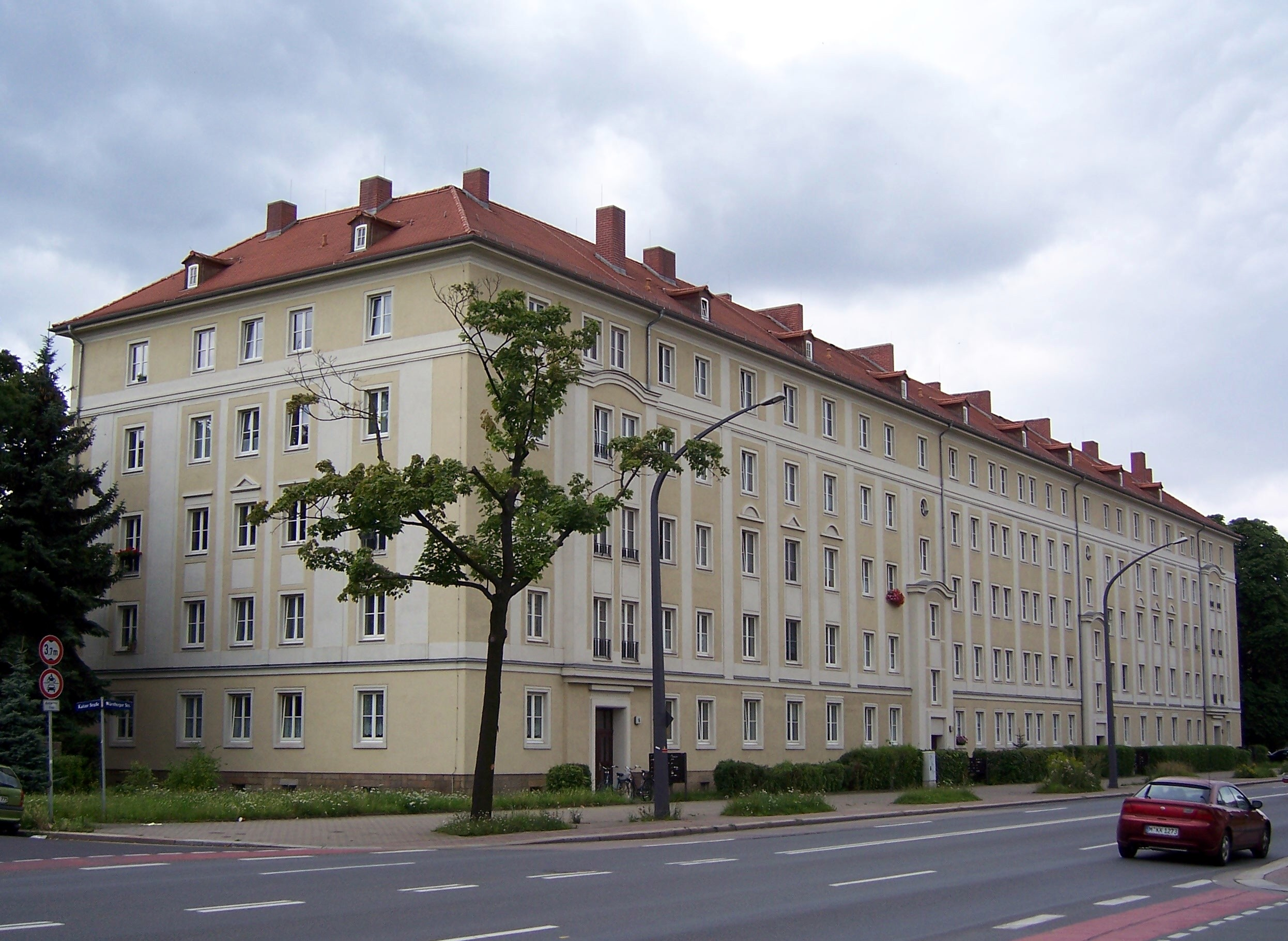
Nürnberger Strasse à Dresde avec une influence du style Heimatschutz

### Pénuries de matériaux et construction des années 1960 et 1970

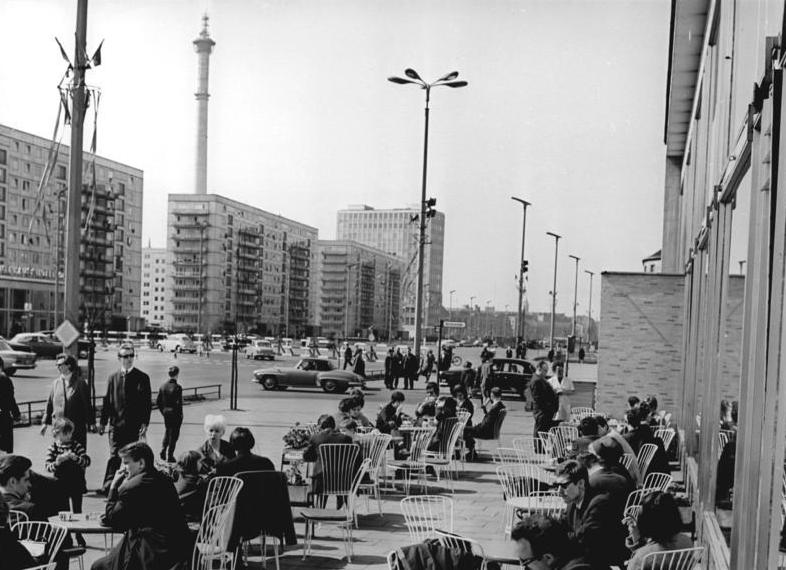
La partie ouest de la Karl-Marx-Allee de Berlin, avec la tour de télévision en construction en arrière-plan

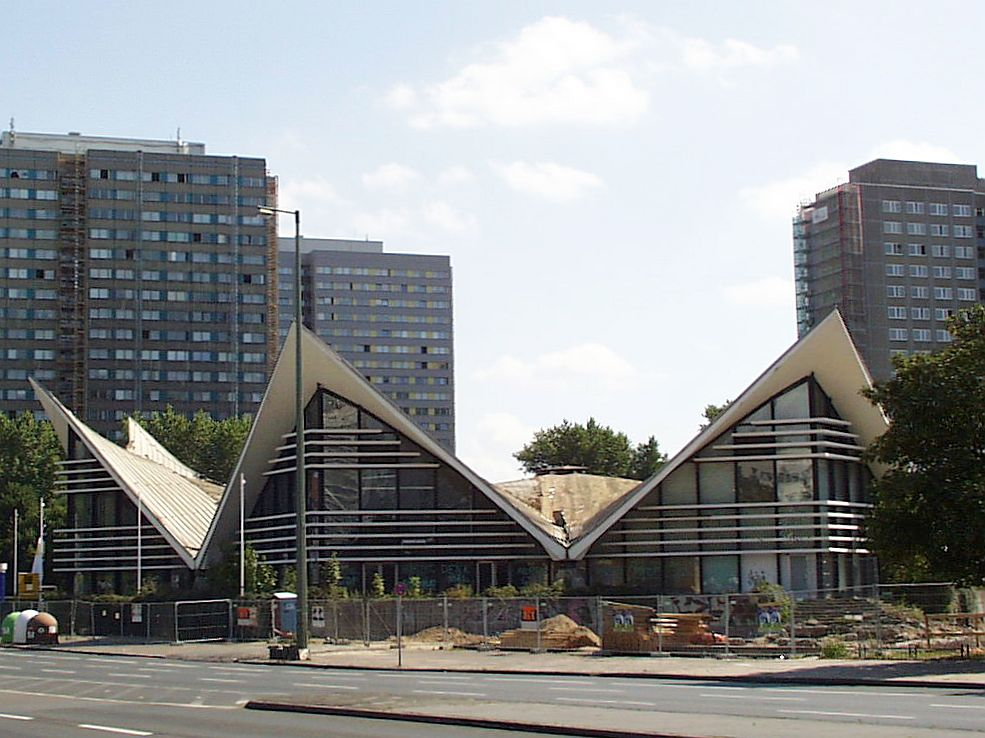
WHH GT 18/21 sur le Fischerinsel de Berlin. La « feuille d'érable » au premier plan, sorte de salle polyvalente, est aujourd'hui démolie.

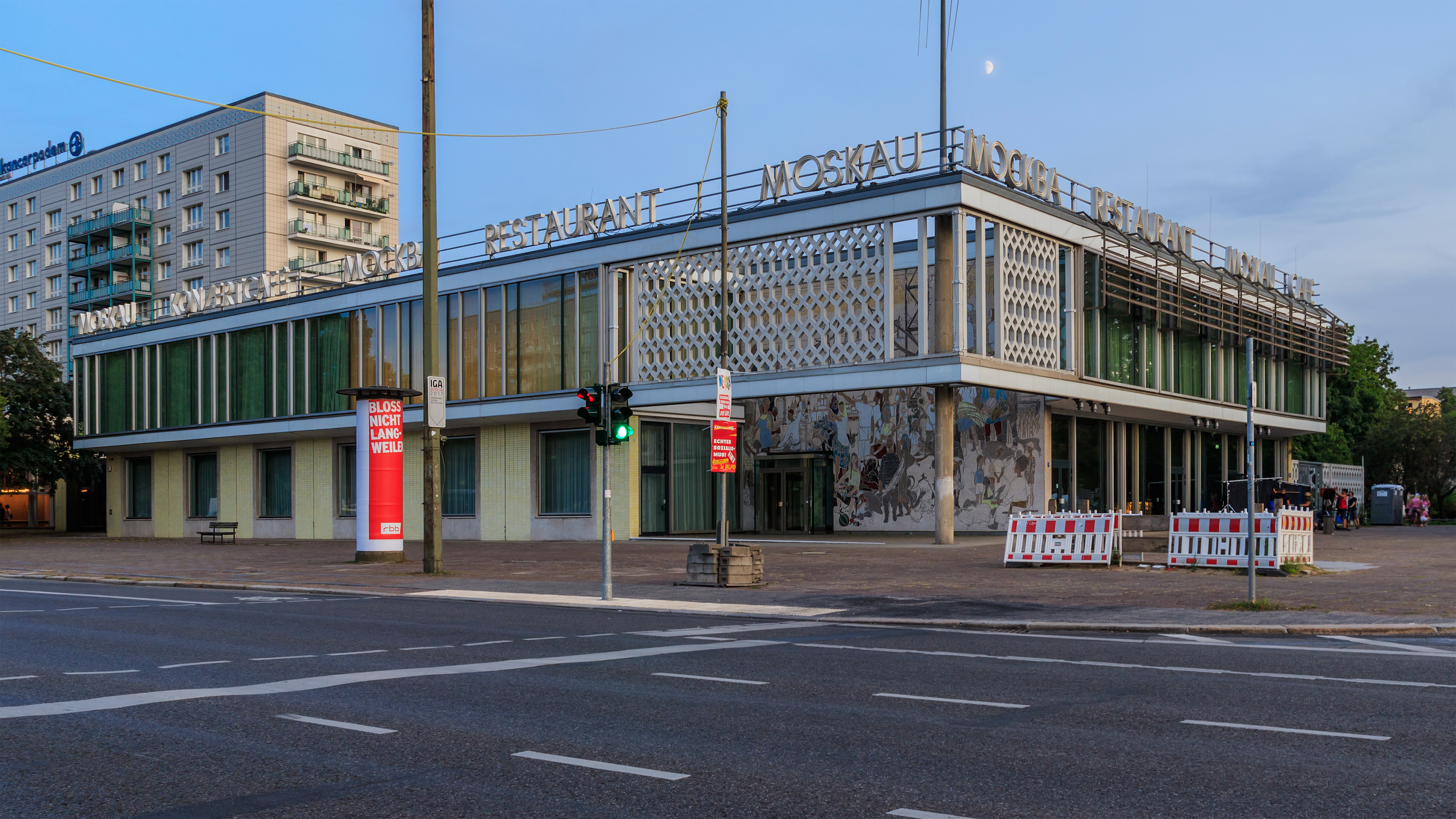
Café Moscou (2017)

Le style monumental des années 1950 crée des appartements d'un confort élevé, mais cette époque prend fin dès 1955, pour des raisons tant économiques qu'idéologiques : avec la déstalinisation de l'Union soviétique, qui s'est progressivement étendue aux autres États de la sphère d'influence soviétique, l'architecture de la tradition nationale est remise en question.
En outre, la RDA ne peut plus se permettre des projets de construction aussi coûteux que dans les grands centres urbains pour loger toute sa population. Ces constructions onéreuses qui empruntent aux styles classique, baroque et gothique créent une pénurie de ressources, de finances et de matières premières pour la construction de logements à grande échelle. Des millions de personnes vivent encore dans des appartements anciens, vétustes ou dans les conditions de vie extrêmement précaires des quartiers populaires. Cette évolution préjudiciable est progressivement reconnue.
En conséquence, on programme une industrialisation de la construction et une construction d'assemblage, où l'accent est mis sur la réduction des coûts et la construction rapide et massive d'appartements. Contrairement aux bâtiments de tradition nationale du stalinisme, la conception des façades passe au second plan.
À Berlin, ce développement est visible dans l'extension de la Stalinallee vers l'ouest, qui s'appelait déjà Karl-Marx-Allee. Une phase de construction s'ensuit entre Strausberger Platz et Alexanderplatz, qui rompt radicalement avec les bâtiments résidentiels néoclassiques dans l'esprit de l'école Schinkel. Le front de rue est maintenant caractérisé par des immeubles résidentiels fonctionnalistes en grands blocs. Devant ces bâtiments, on trouve plusieurs pavillons plats sur la Hauptstrasse, dans lesquels sont logés des équipements sociaux et culturels, comme le Café Moskau ou le Kino International. Derrière les grands immeubles résidentiels de la Karl-Marx-Allee, des bâtiments préfabriqués plus plats sont édifiés dans un environnement semblable à une ville-jardin.
Même si l'adoption d'une méthode de construction industrialisée est principalement liée à la situation économique de la RDA, les choix urbanistiques découlent de décisions réfléchies des architectes en charge. Libérés de la focalisation idéologique sur une architecture de tradition nationale, ils peuvent développer un concept urbain et résidentiel socialiste qui suit de près les traditions fonctionnalistes du « nouveau bâtiment » (Neuer Bau) des années 1920 et du Bauhaus.
À partir des années 1970, les modèles WBS 70, le P2 et l'immeuble de grande hauteur WHH GT 18/21 sont particulièrement répandus. Grâce à des éléments préfabriquées, ces modèles de construction permettent une construction rapide et extrêmement rentable. Le coût moyen de construction d'un appartement en 1965 est de 20 478 marks, alors qu'un appartement dans le gratte-ciel de 1951/52 sur Weberwiese (Hochhaus an der Weberwiese) — le prototype de Stalinallee, qui est maintenant un bâtiment classé — compte encore plus de 90 000 marks.
Dans les années 1960, le Conseil des ministres de la RDA décide d'accélérer la construction et le réaménagement des principales villes du pays. Les prétendues « villes dominantes » doivent donner aux centres-villes historiques une nouvelle apparence « socialiste » et dominer tous les autres bâtiments, en particulier les tours des églises. La tour de télévision de Berlin est censée devenir un « édifice urbain dominant », particulièrement vis-à-vis de l'Église Sainte-Marie de Berlin, et proclame la « victoire du socialisme ». L'architecte d'État Hermann Henselmann conçoit une tour ronde pour Iéna (la Jentower), censée symboliser un téléscope. Le bâtiment doit être utilisé comme centre de recherche du Kombinat Carl Zeiss Jena. En outre, des complexes industriels sont construits à Schkopau et Leuna au début des années 1960.

Constructions industrielles
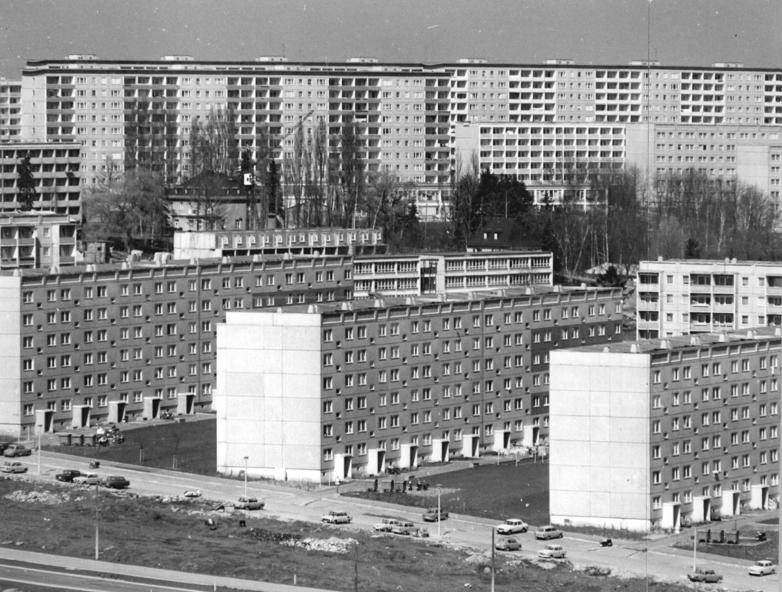
Appartements à Chemnitz
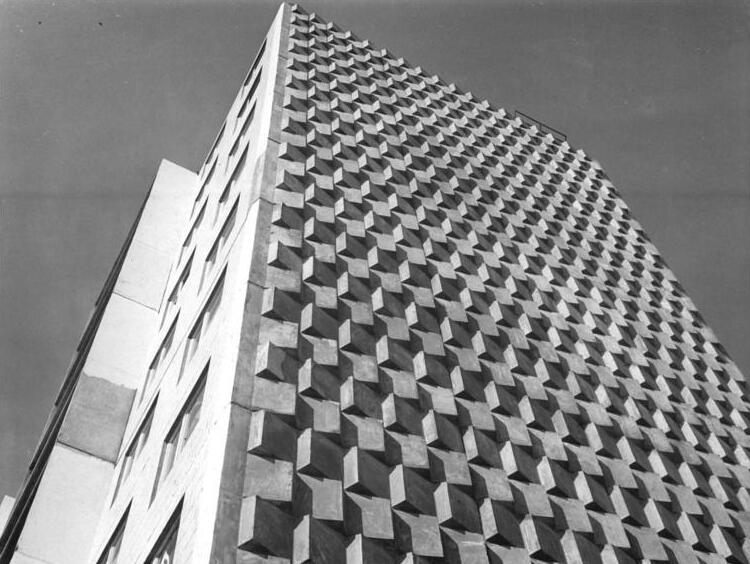
Façade à Halle-Neustadt (1967)
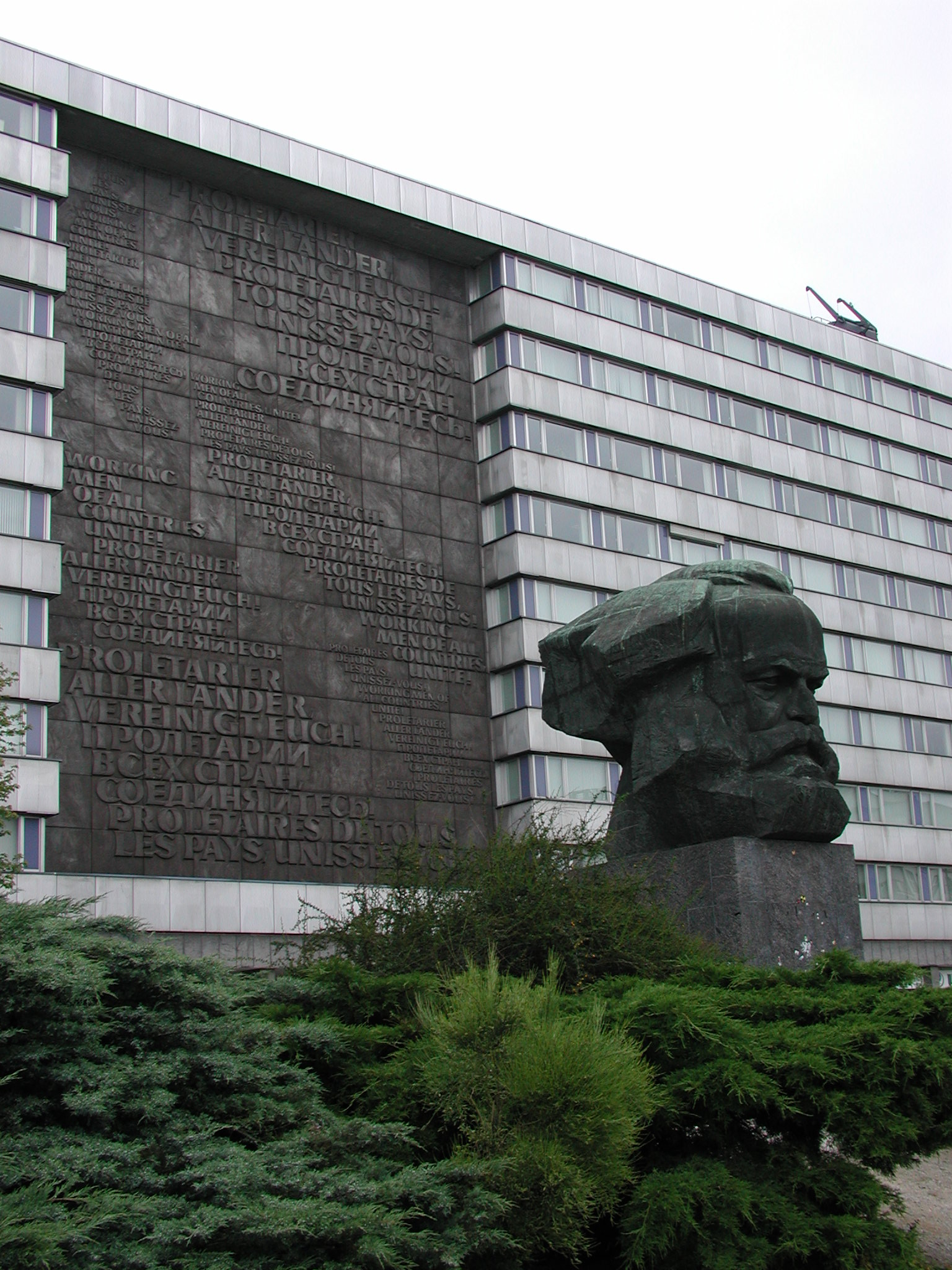
Karl-Marx-Monument, Chemnitz
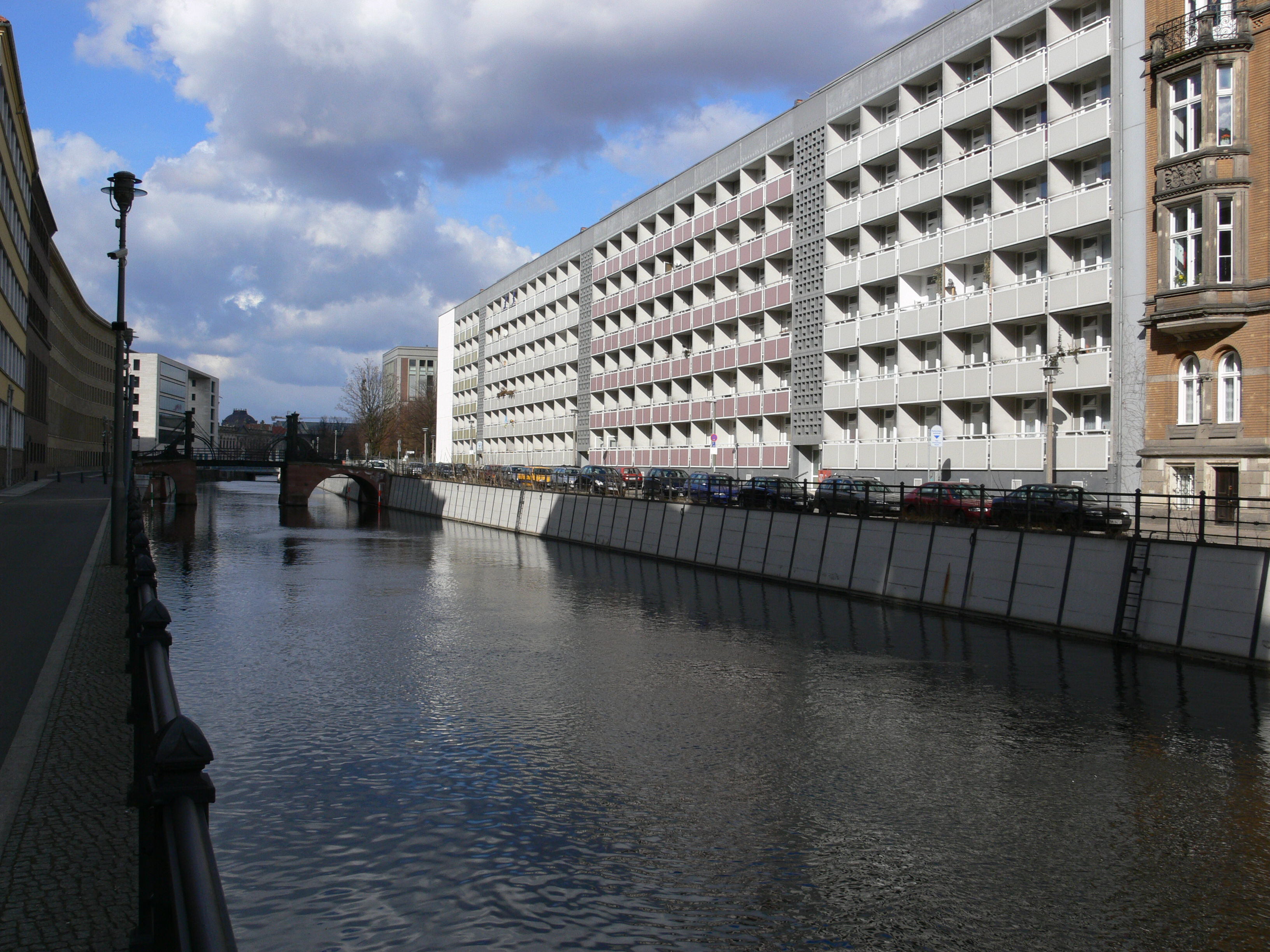
Appartements à Friedrichsgracht (1964–1968)
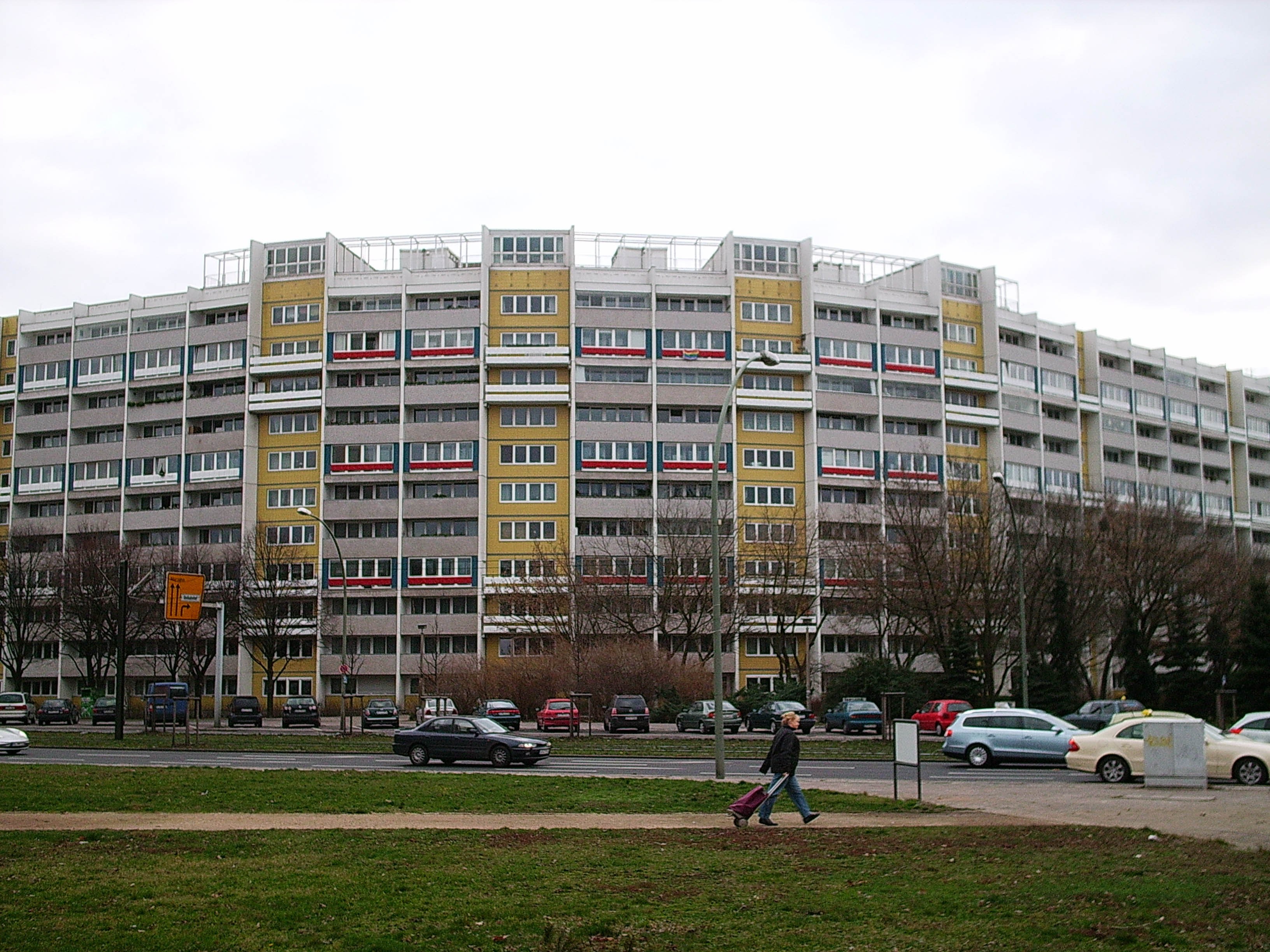
Bâtiments en U, Platz der Vereinten Nationen (1968)
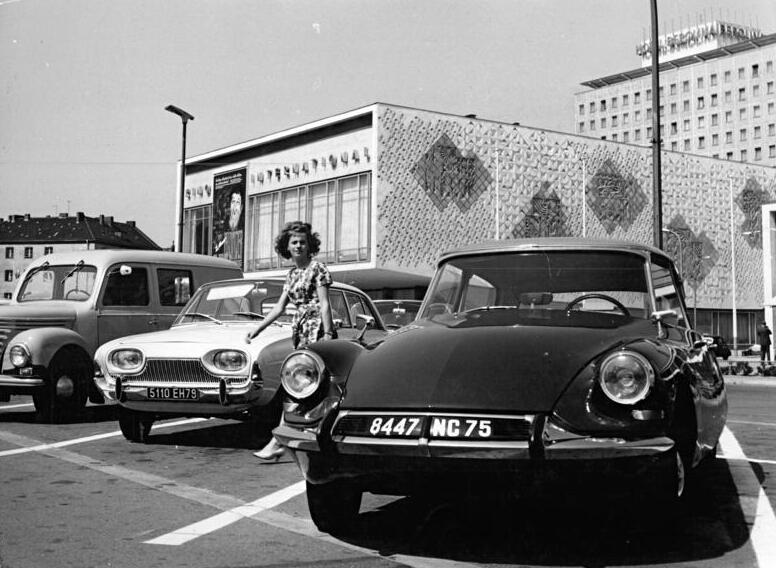
Kino International, 1964
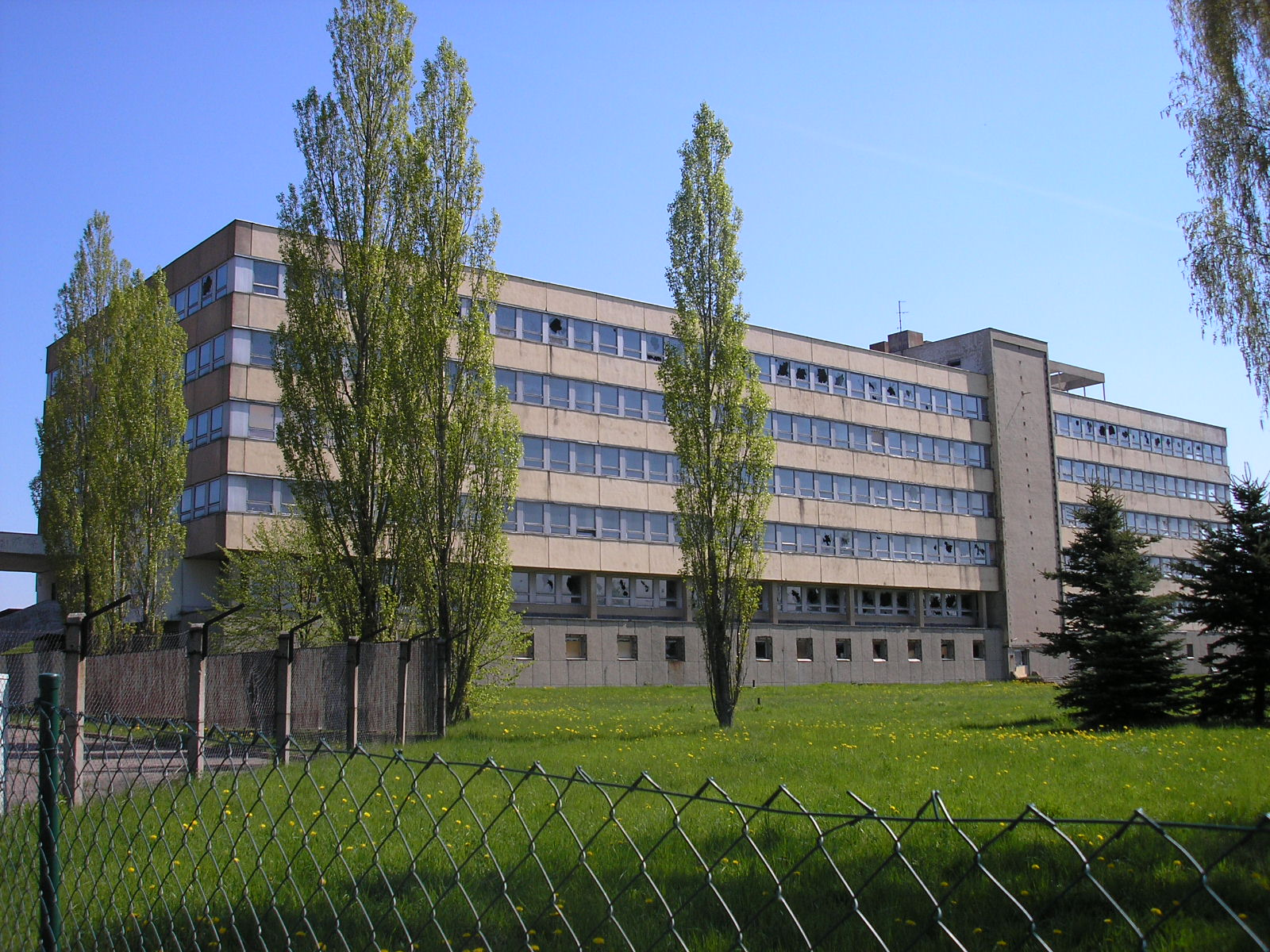
Architectur industrielle, Ilmenau (1972)
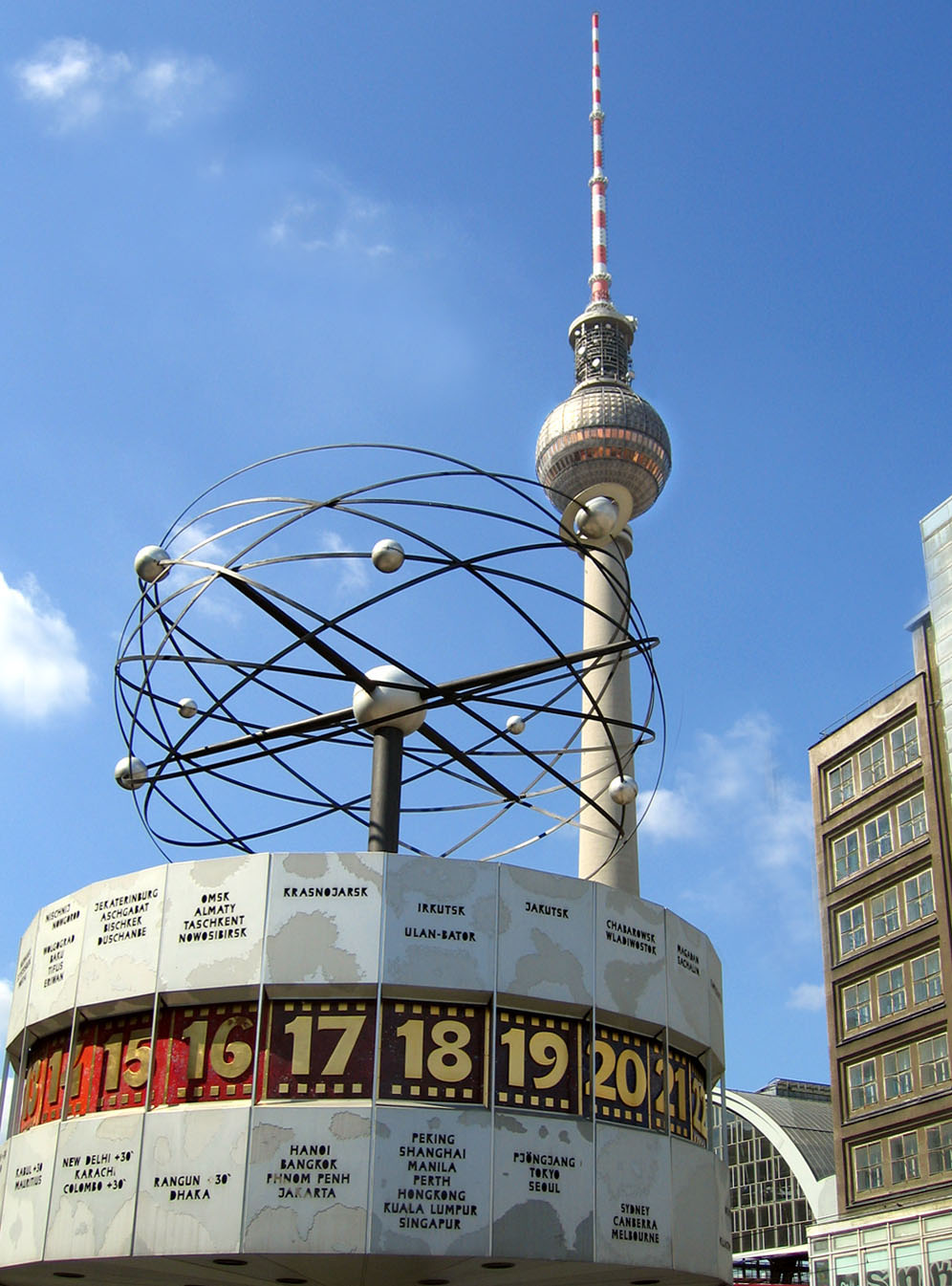
Horloge universelle Urania et Tour de télévision de Berlin (1964–1969)
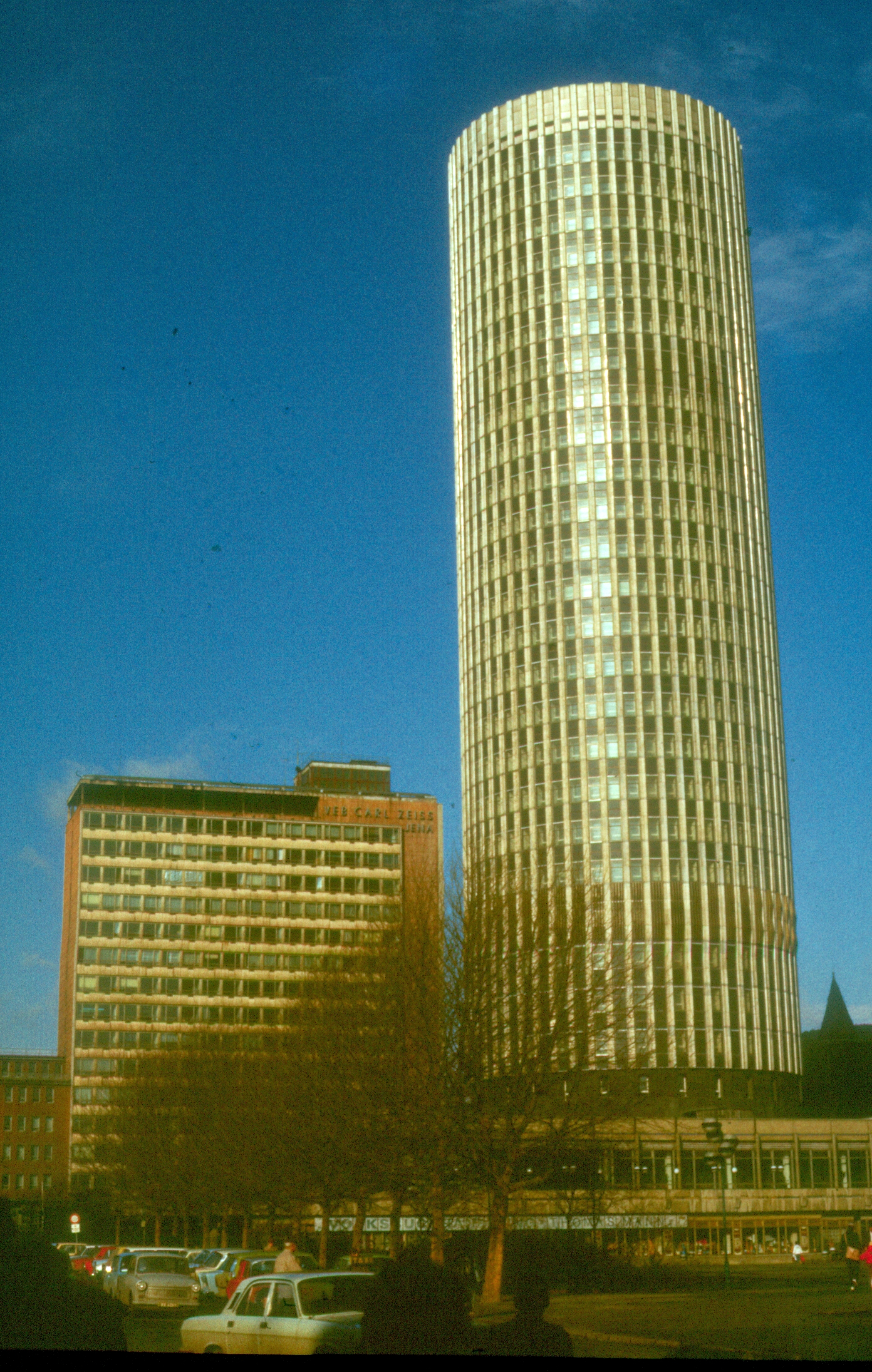
Jentwoer, Iéna (1972)
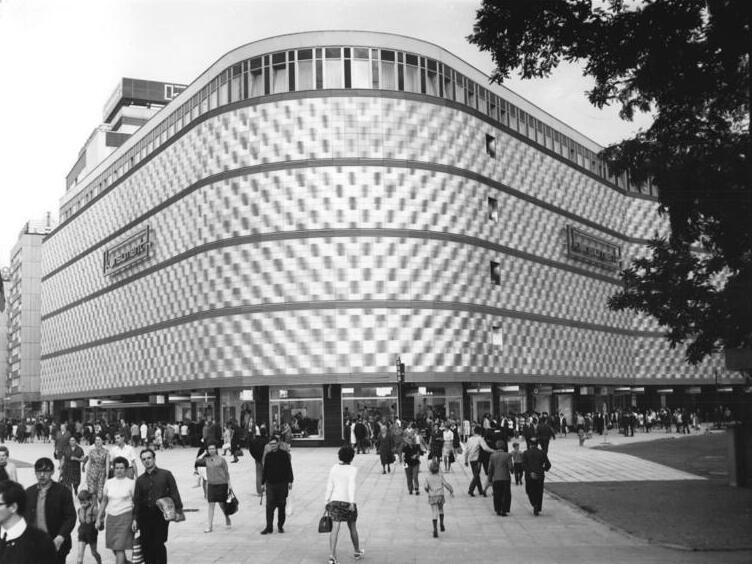
Warenhaus Blechbüchse (de) à Leipzig (1968)
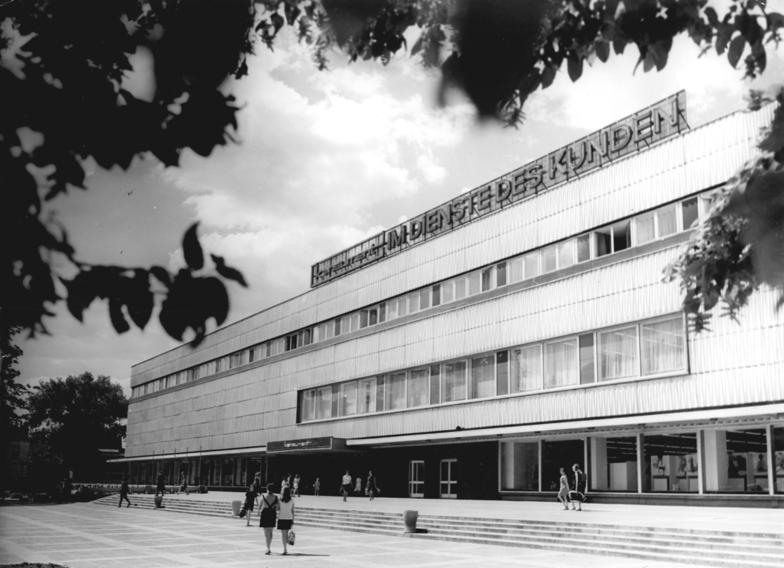
Magasin à Cottbus, Klaus Frauendorf (1966–1968)

### Individualisation et postmodernisme des années 1980
Malgré un programme de construction massive utilisant des méthodes de construction industrialisées dans les années 1960 et 1970, le problème du logement n'est pas résolu, aussi la construction entre-t-elle dans une phase supplémentaire dans les années 1980. Malgré des coûts élevés, une vaste rénovation des bâtiments anciens est entamée, comme à Berlin, dans le cadre du 750e anniversaire de la ville, les bâtiments autour de la Kollwitzplatz. Dans le secteur du bâtiment neuf, deux voies différentes sont choisies : la première est une rupture avec les constructions monotones espacées, on construit alors de manière plus dense, comme dans le Nikolaiviertel à Berlin où les styles architecturaux historiques sont reconstitués à l'aide de panneaux préfabriqués. La seconde sont des bâtiments dont les façades sont modelées sur celles des siècles passés, de sorte qu'on se retrouve avec des restitutions fidèles à l'original, hormis l'intérieur.
Dans les villes de la Baltique, on trouve un mélange de bâtiments préfabriqués et de maisons de ville à pignon hanséatiques. Rostock est un exemple particulièrement remarquable, avec la maison à cinq pignons de l'Universitätsplatz de Peter Baumbach, inspirée du gothique de brique, qui est achevée en 1986.
Si on a toujours des quartiers résidentiels à grande échelle en construction, on évite cependant désormais les façades froides et impersonnelles. On construit aussi des maisons individuelles, qui ne correspondent à aucun des types de bâtiments précédents. Les trous de bombes dans la ville densément peuplée de Berlin-Mitte sont bouchés avec des bâtiments neufs. À Halle-sur-Saale et à Erfurt, on utilise des panneaux de béton de formes variables pour combler les espaces bombardés en s'adaptant à l'architecture historique de la ville.
L'hôtel Hilton Dresden, anciennement l'hôtel « Dresdner Hof », sur le Neumarkt à Dresde est un exemple frappant dans la vieille ville de Dresde de l'évolution des directives d'urbanisme dans la phase tardive de la RDA, le postmodernisme. Ce faisant, « il n'y avait plus [de] rupture radicale avec l'histoire, mais plutôt [...] une médiation de « l'héritage historique » et un postmodernisme modifié. ». Le complexe immobilier remet en valeur la vieille Münzgasse dans sa dimension historique . Le bâtiment représente un tournant dans la politique de construction urbaine de la RDA.

Post-modernisme en RDA
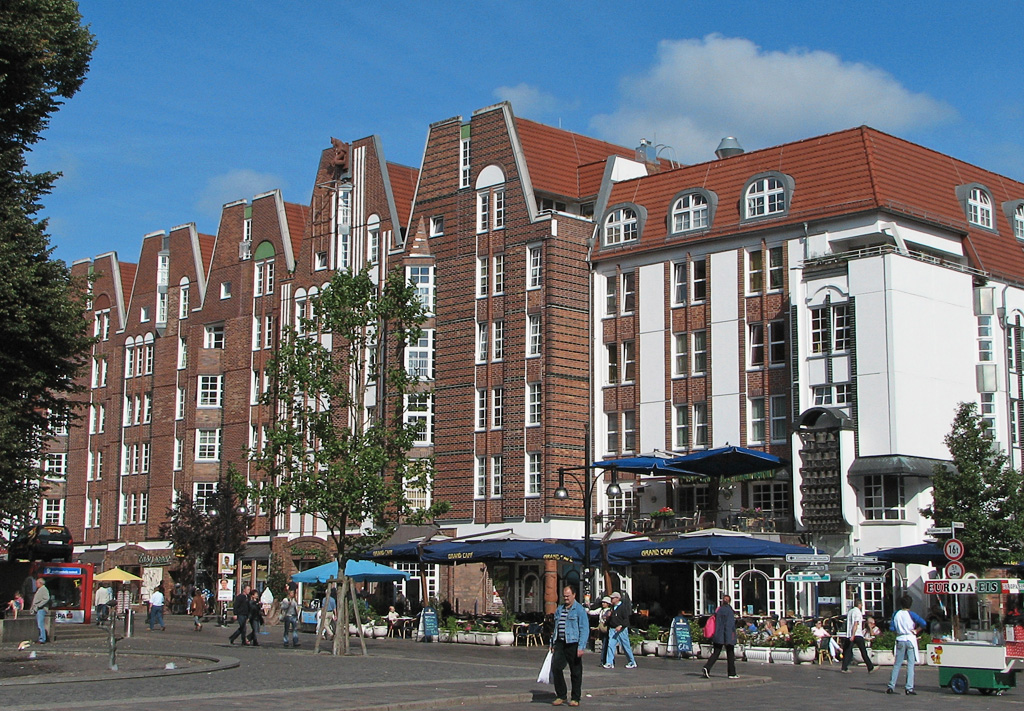
Maison à cinq pignons, Place de l'Université (de) à Rostock, construite en 1986
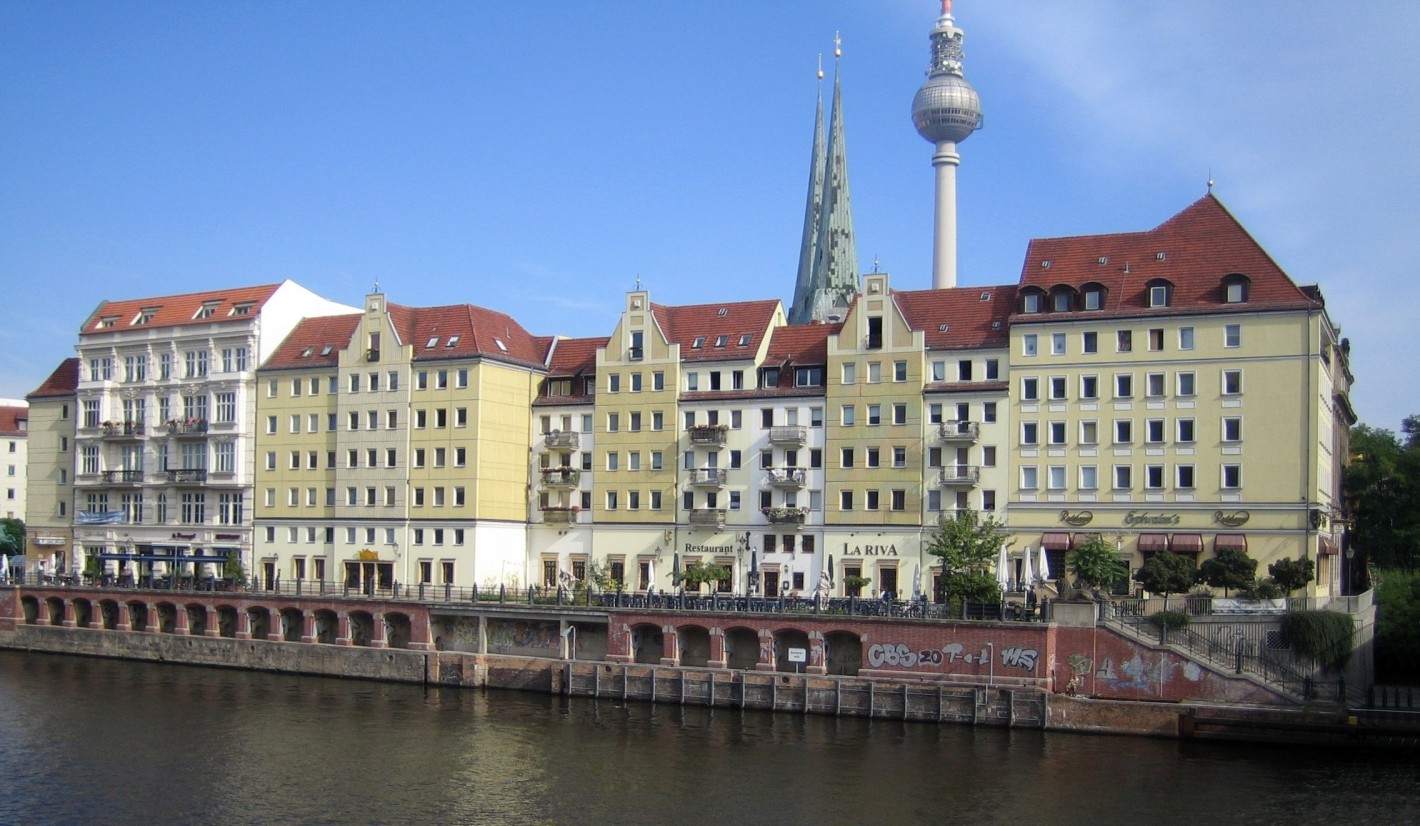
Le Nikolaiviertel à Berlin
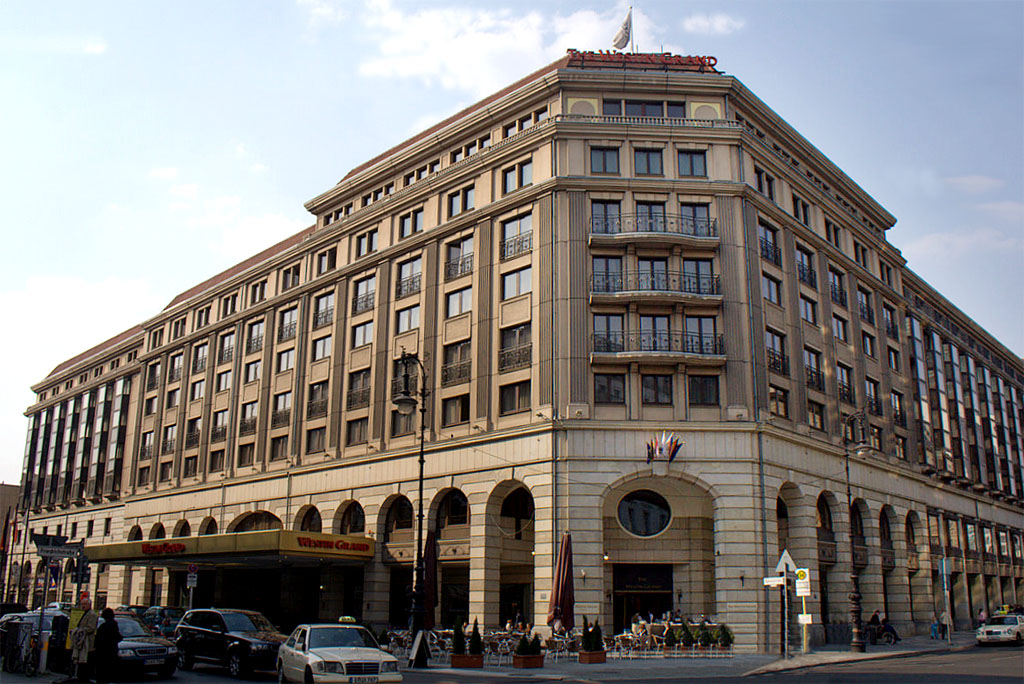
Le Grand Hôtel de Berlin-Mitte, construit en 1987
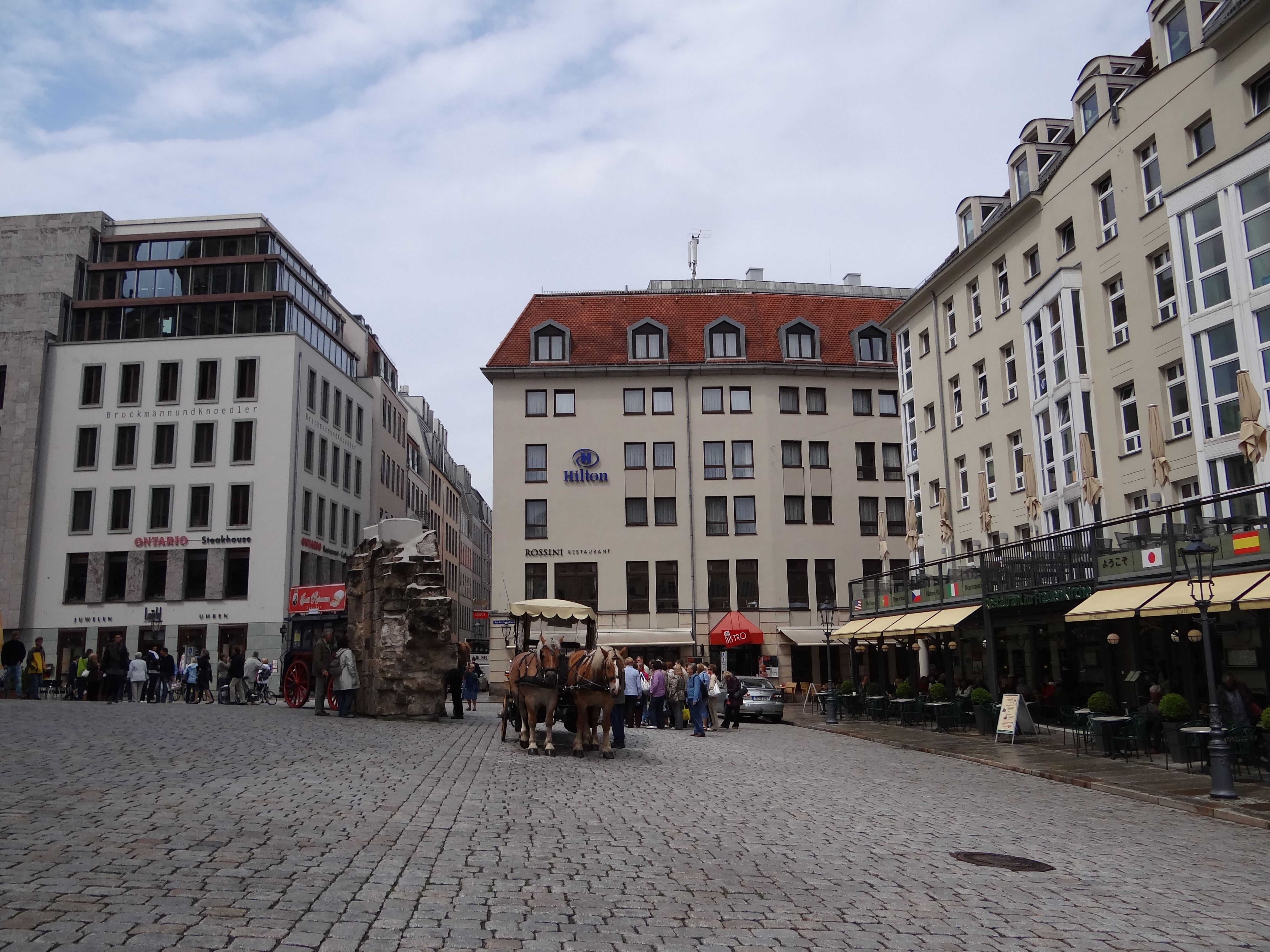
L'hôtel Dresdner Hof (aujourd'hui Hilton) sur Neumarkt / Münzgasse
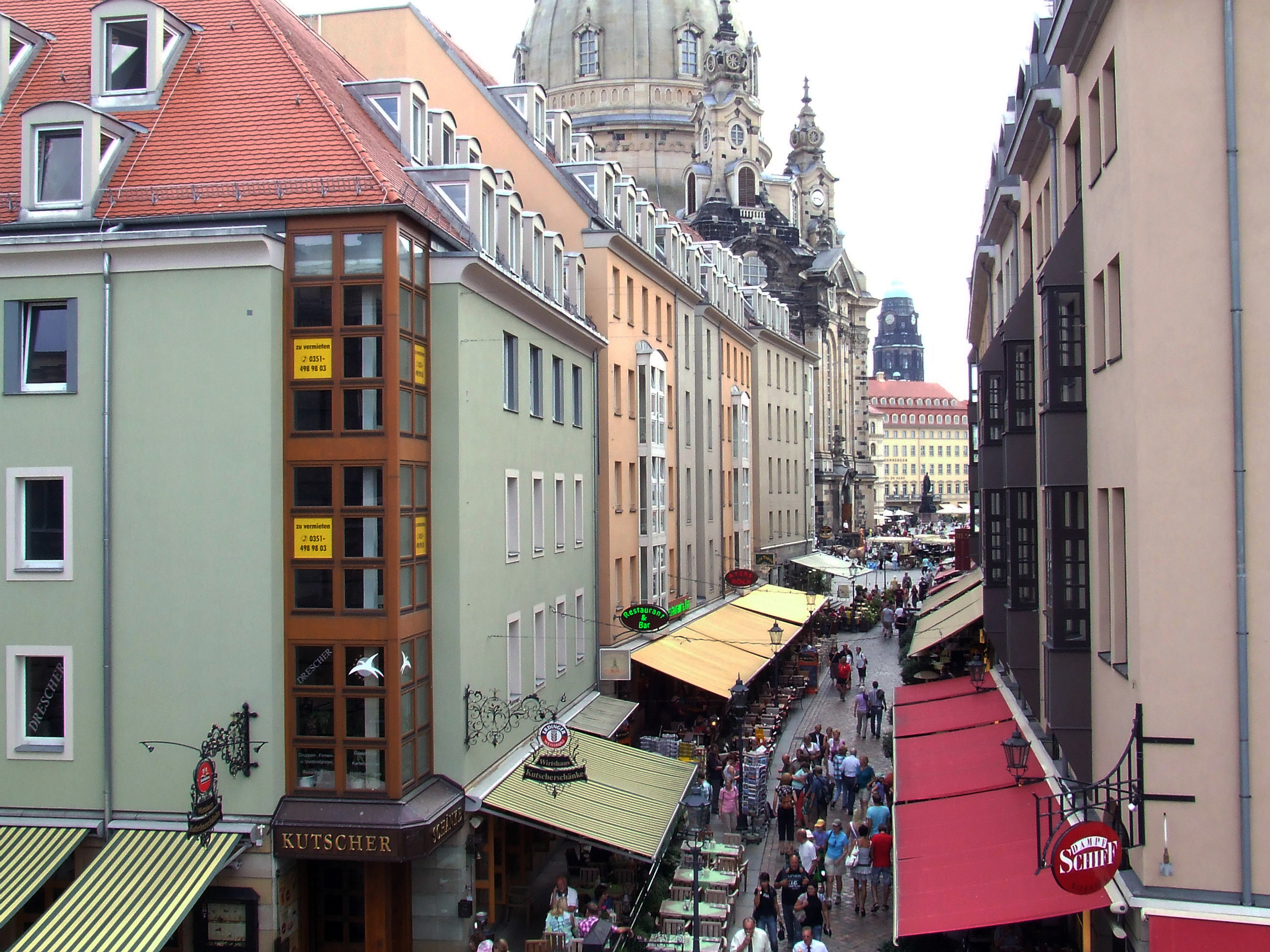
La Münzgasse de Dresde
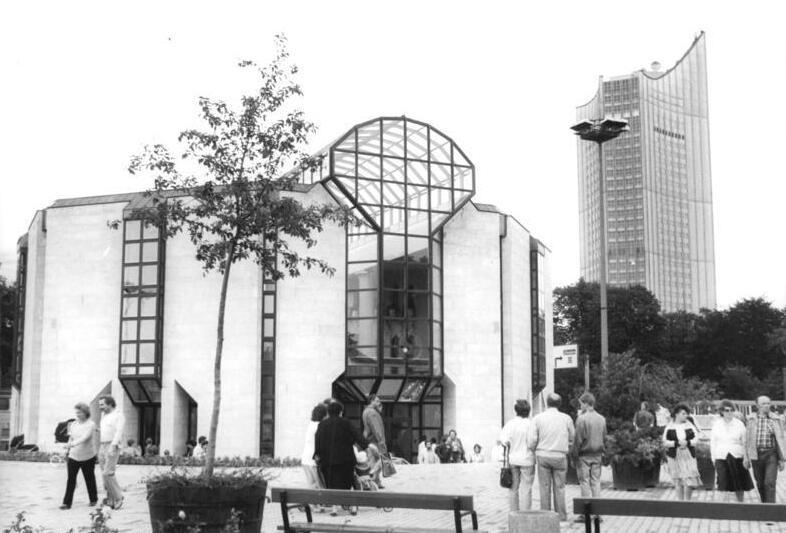
Bowling de Leipzig (de), Winfried Sziegoleit (de), construit en 1987

## Conservation des monuments et renationalisation après 1980

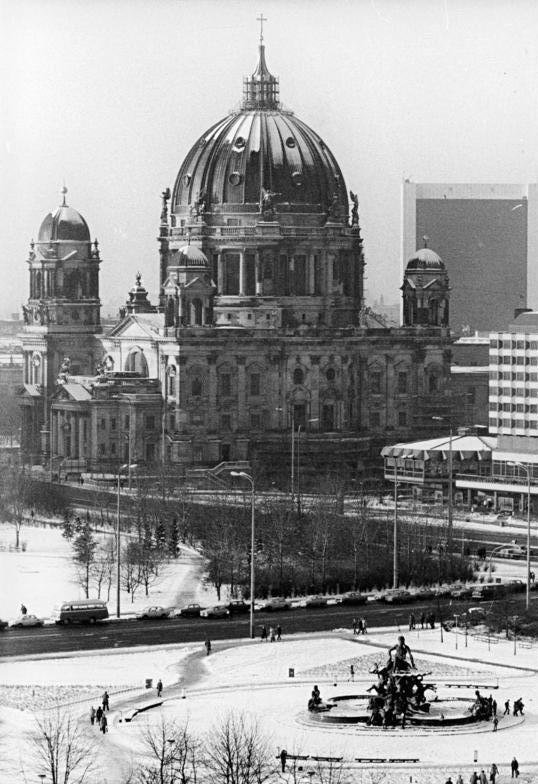
Cathédrale de Berlin, 1982, après reconstruction.

Lors de la naissance de la RDA, Walter Ulbricht exige du III. Congrès du parti du SED qu'on renonce au formalisme « occidental », prétendument fondé par le Bauhaus à Weimar. L'architecture doit revêtir une forme nationale. Cette attitude, ainsi que l'intense influence personnelle d'Ulbricht, se reflètent dans la fondation d'une Académie d'architecture de la RDA et de magazines intitulés Architecture allemande et dans un certain nombre de mesures de démolition et de construction contradictoires. Parmi ces mesures de démolition, la démolition de l' église universitaire de Leipzig est particulièrement controversée suscite de vives protestations, alors inhabituelles au sein même de la RDA. Afin de s'approprier le « patrimoine national », de nombreux édifices neufs sont construits dans les années 1950 avec des échos de formes classiques ou baroques spécifiques régionales et nationales .
Une redécouverte des anciennes techniques artisanales ainsi que le développement des compétences de préservation des monuments ont lieu en RDA, mais plus tard qu'en république populaire de Pologne et en Allemagne de l'Ouest. On peut citer la reconstruction du Semperoper à Dresde, inauguré à nouveau en 1985. Des ruines symboliques telles que l'Église Notre-Dame de Dresde ou l'église du monastère de Berlin sont conservées comme monuments commémoratifs après leur destruction pendant la Seconde Guerre mondiale jusqu'à la fin de la RDA ou jusqu'à nos jours. D'autres bâtiments historiques importants tels que la cathédrale de Berlin ou l'ancien hôtel de ville de Leipzig sont reconstruits après la guerre. Les églises d'Allemagne de l'Est ont également reçu un soutien de l'Ouest pour les travaux de construction. Contrairement à diverses rénovations à l'Ouest, dans de nombreux endroits de la RDA, la structure historique d'avant-guerre est détériorée mais encore conservée dans sa forme originale. Dans les années 1980, le gouvernement de la RDA intensifie les restaurations qui font référence au passé historique, par exemple sur le Gendarmenmarkt de Berlin, lorsque la statue équestre de Frédéric le Grand est érigée à nouveau sur Unter den Linden en 1980, ainsi qu'à Meissen, Weimar et Naumburg.

## Maisons

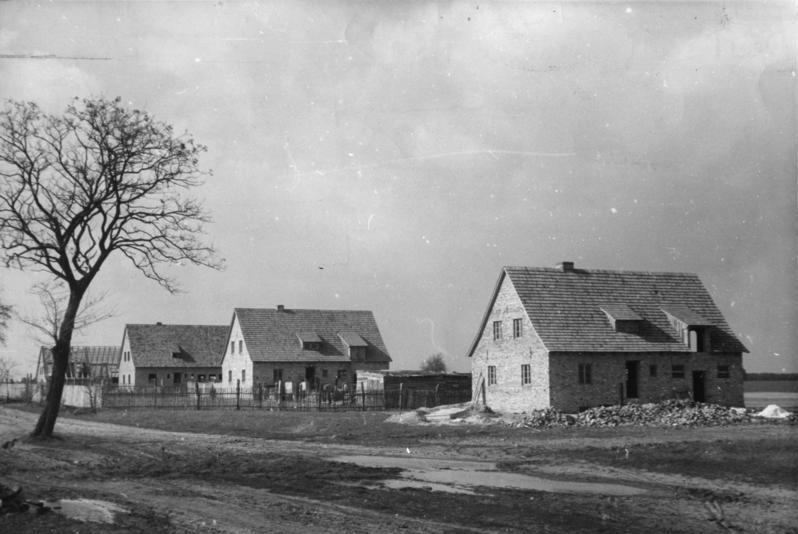
Nouvelles fermes en construction (1949)

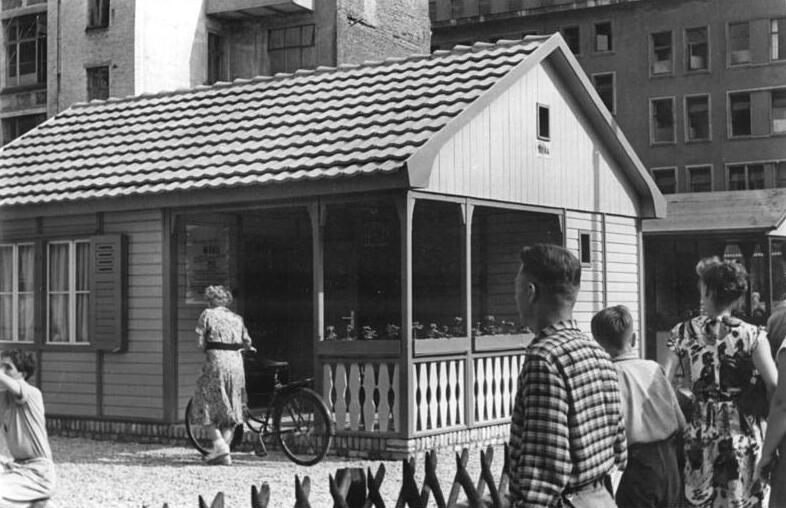
Maison de week-end (1953)

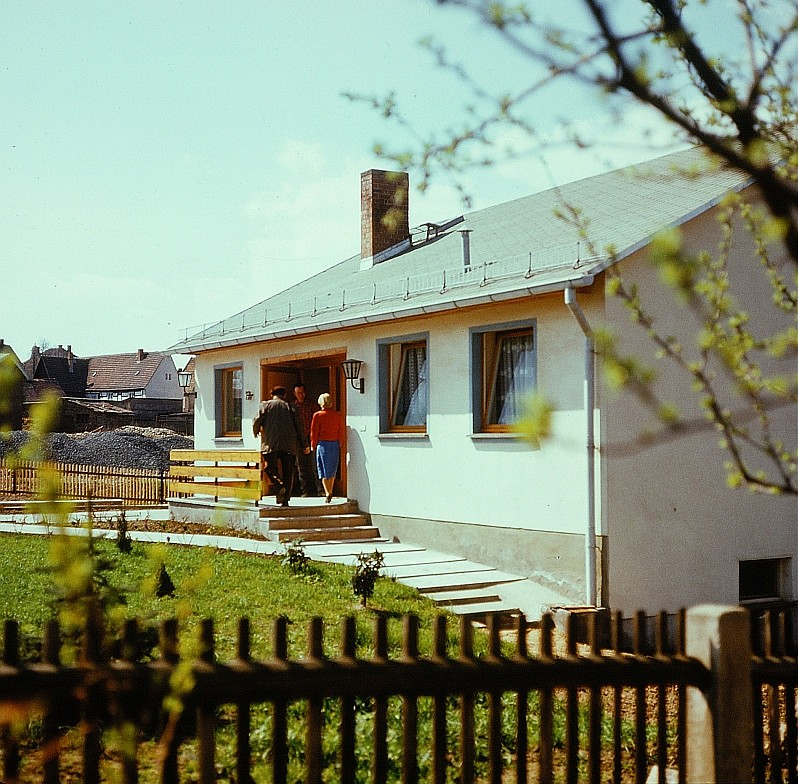
Maison familiale (1977)

À côté d'une construction résidentielle, on trouve aussi une construction soutenue de maisons privées en RDA. En 1972, on dénombre 2,5 millions de maisons individuelles, bien que ce nombre ait diminué ensuite jusqu'en 1989.
La rationalisation était aussi au premier plan lors de la construction d'une maison. Même après la réforme agraire dans la zone d'occupation soviétique, un grand nombre de « nouvelles fermes » sont construites dans les années suivantes, très similaires dans leur structure et leur apparence. Elles hébergent les agriculteurs qui disposent désormais de leurs propres terres et qui avaient auparavant dû vivre dans des conditions de logement précaires.
En général, cependant, la construction de logements n'a jamais atteint l'importance de la construction de logements collectifs en RDA. Certes, à la périphérie des villes, les maisons pouvaient être achetées à des prix relativement bas ; seulement, en raison du manque de matériaux de construction, d'équipements et d'artisans, de nombreuses personnes hésitaient à envisager la construction d'une maison, et le risque était élevé d'avoir à faire face à des réparations coûteuses par la suite. De plus, l'attribution des quelques terrains à bâtir était contrôlée par l'État, la plupart des terres lui appartenant.  Ce n'est qu'en 1990, sous le cabinet Modrow qu'il est possible d'acheter les terrains. Enfin, les loyers en RDA étant limités par la loi et représentant souvent moins de cinq pour cent du revenu familial, les familles privilégiaient les locations d'appartement.
En même temps, le système des jardins familiaux se développe beaucoup plus fortement en RDA qu'en République fédérale. Les jardins familiaux compensent en partie les problèmes d'approvisionnement en fruits et légumes. Les Allemands de l'Est y élèvent aussi lapins et volaille. Les parcelles sont également plus grandes en moyenne qu'en Allemagne occidentale. Les jardins pouvaient être loués pour des montants extrêmement bas auprès du gouvernement, du privé, ou de l'Eglise. En plus des colonies de jardins familiaux, on a aussi souvent des terrains avec bungalow pour le week-end, éloignés des villes, basés sur l'homologue russe de la datcha. Dans la langue courante, le mot « Datsche » désigne un jardin familial en RDA avec un bungalow. En plus de quelques bungalows bricolés soi-même, on a des bungalows en modules préfabriqués, qui, contrairement aux petites maisons de jardin en République fédérale d'Allemagne, permettent d'y vivre longtemps, avec salle de bains, cuisine et plusieurs pièces. Les colonies de jardins familiaux est-allemands d'aujourd'hui sont généralement caractérisées par les bungalows de type "B14", "B19", "B26", etc., qui ont été livrés en kit et construits par les occupants eux-mêmes.

Maisons individuelles et préfabriqués
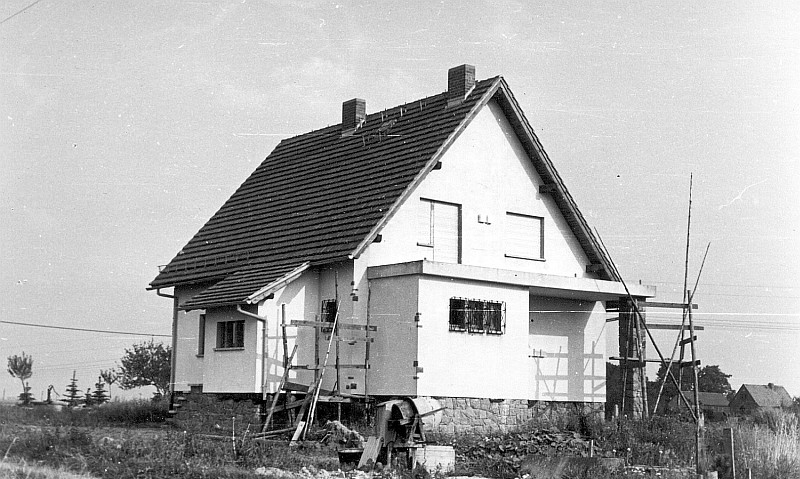
Maison individuelle
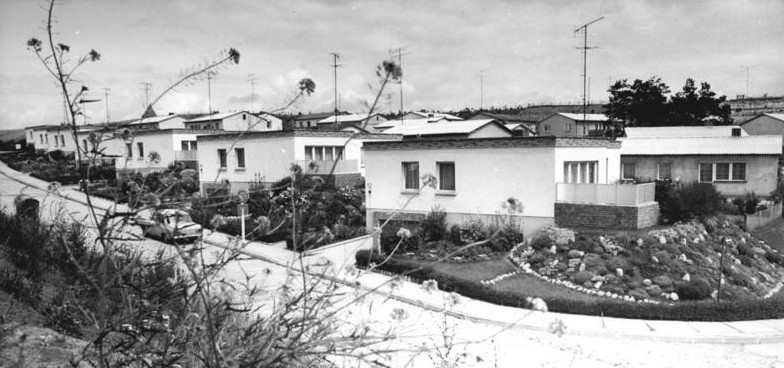
Maisons, 1972
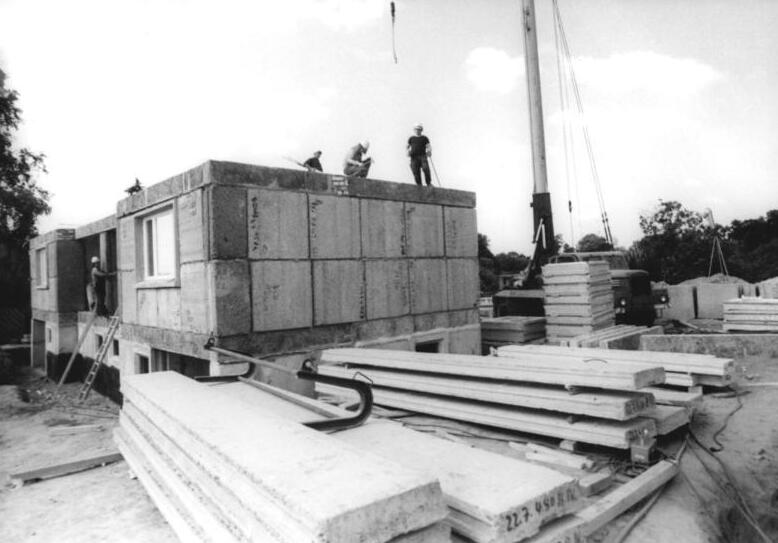
Construire sa propre maison en construction préfabriquée, 1976
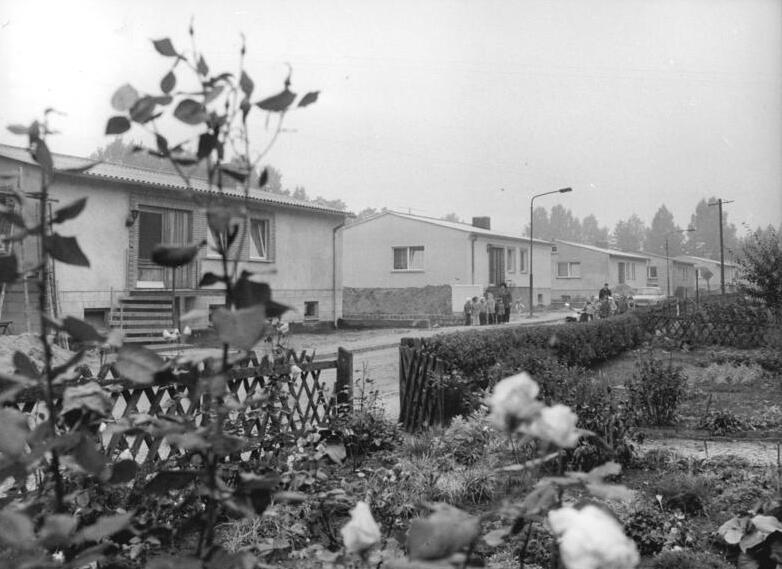
Maisons, 1976
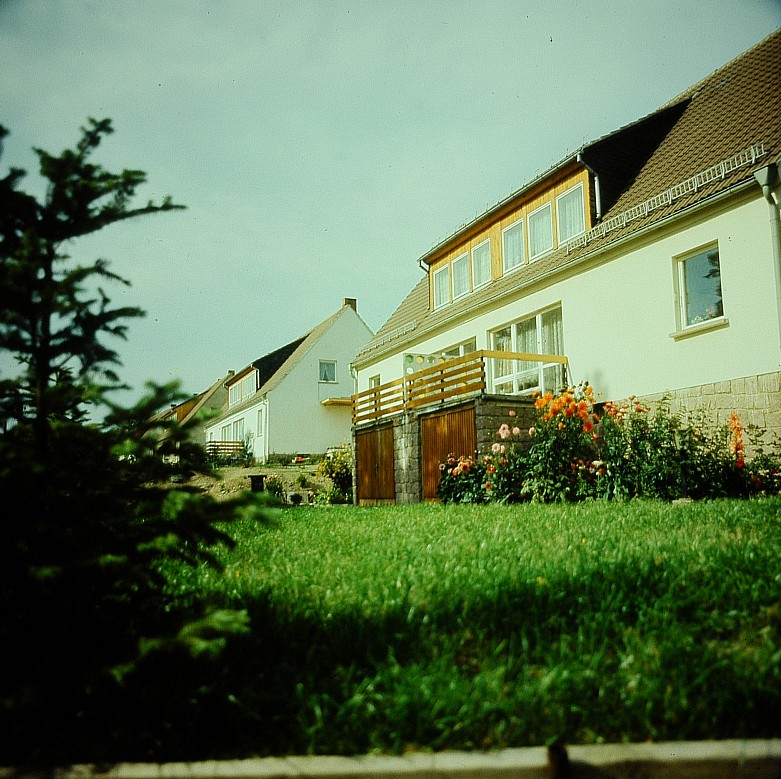
Lotissement, Freital, 1979
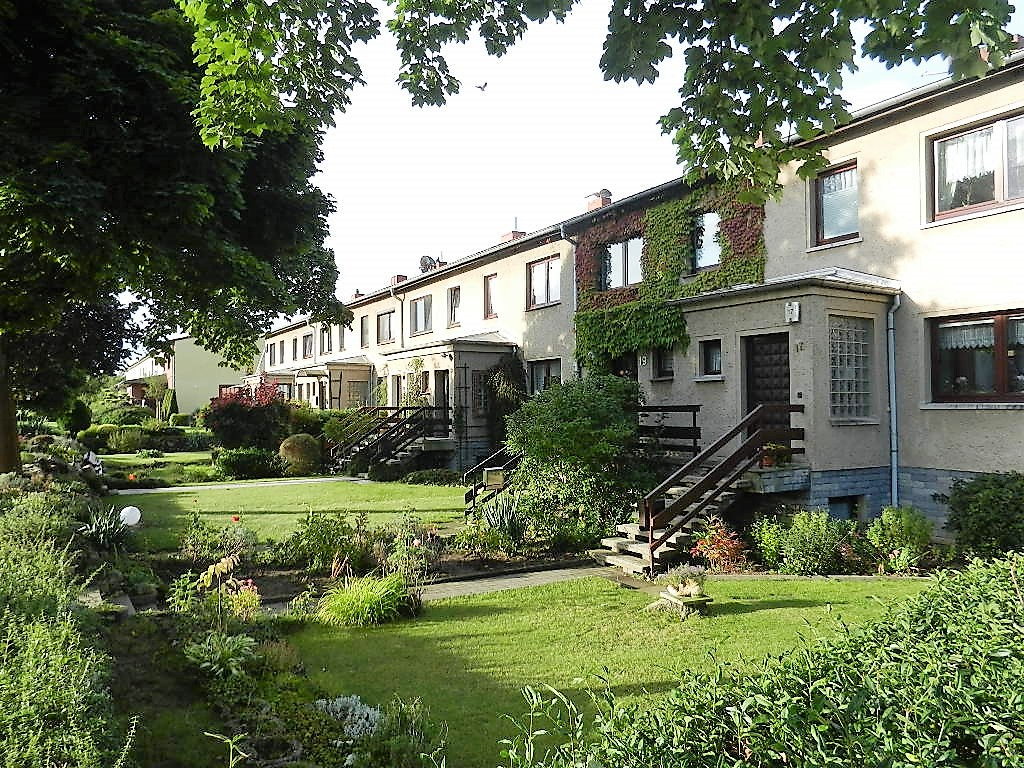
Maison mitoyenne R4, Schwerin Lankow, construite en 1980

## Bâtiments religieux

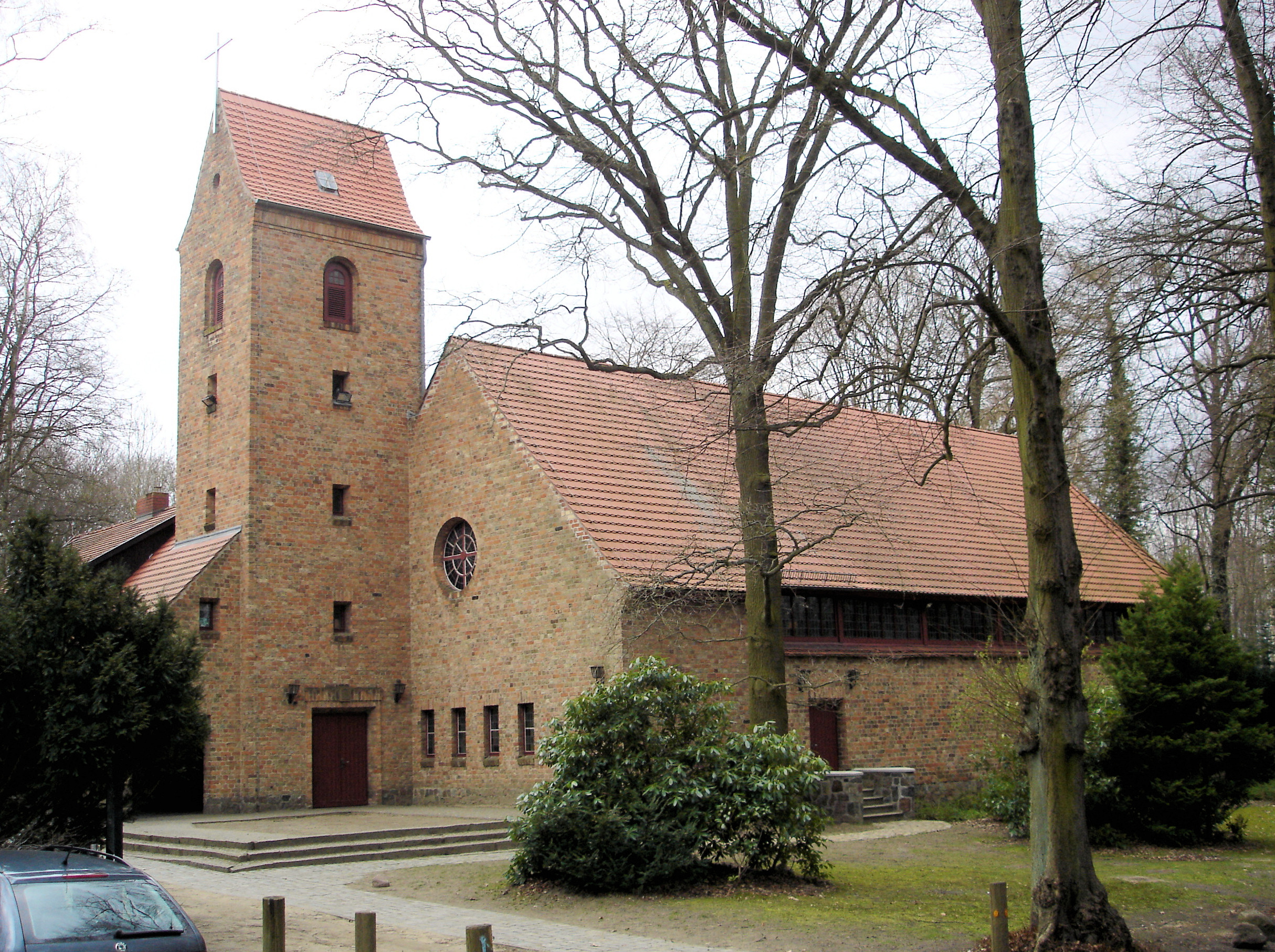
Johanniskirche à Rostock

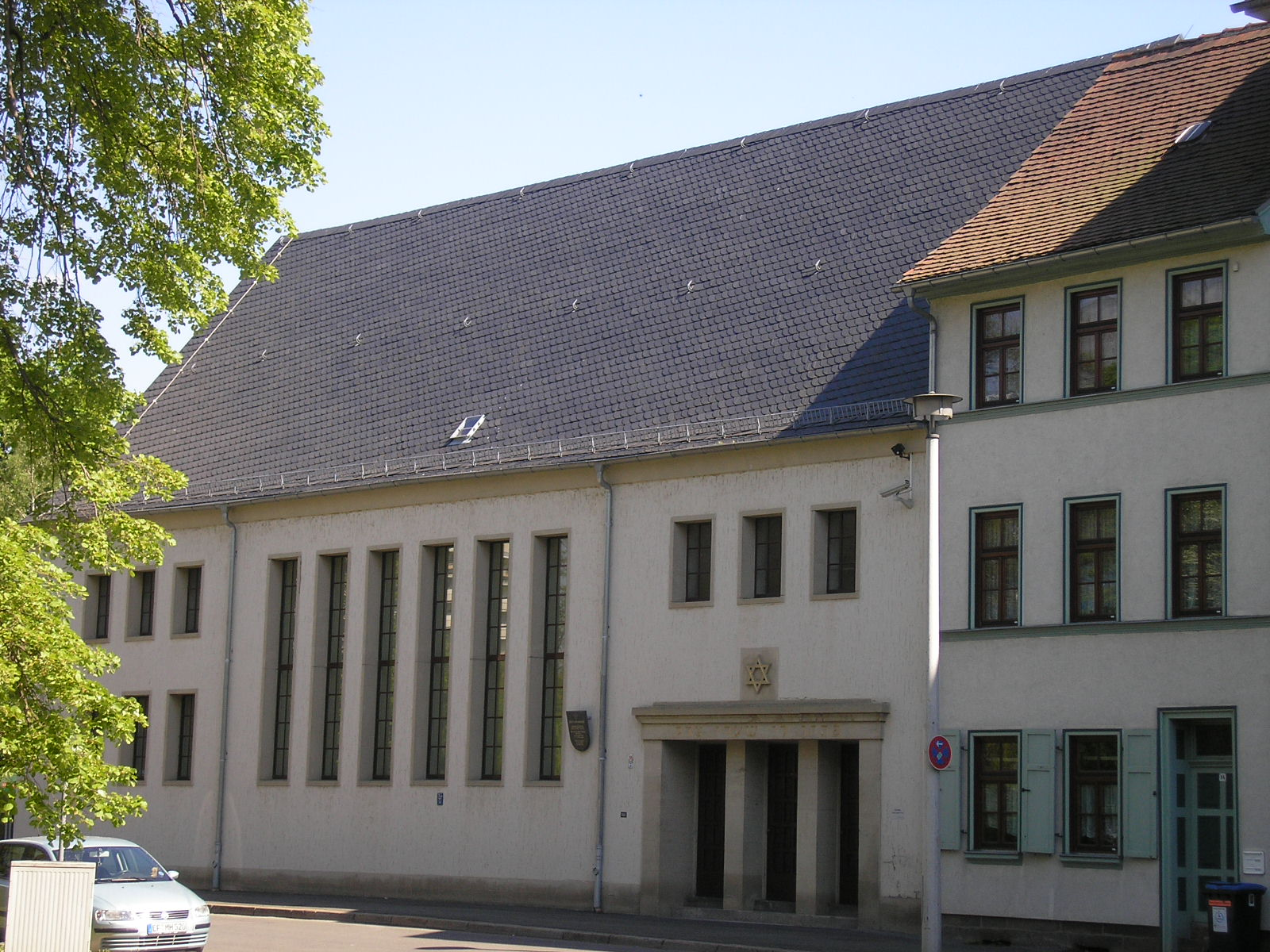
Nouvelle synagogue à Erfurt

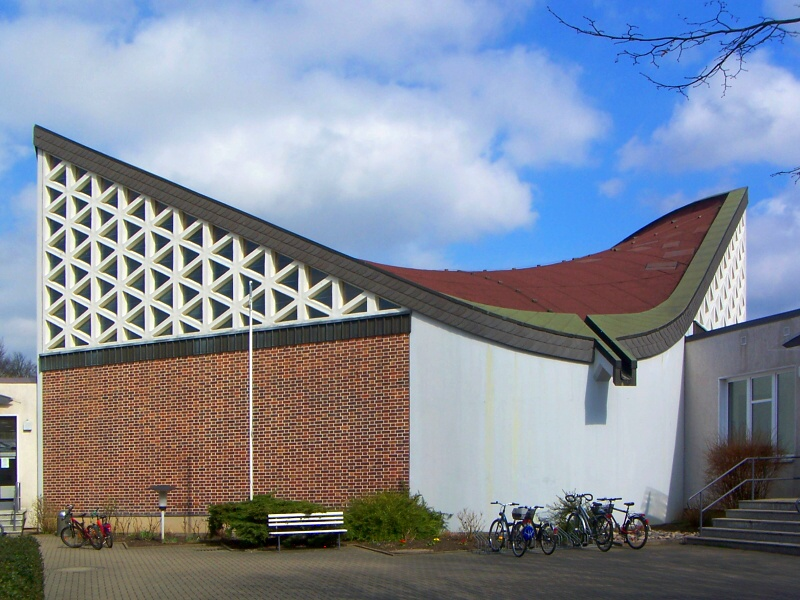
Église du Christ à Rostock

Après la Seconde Guerre mondiale, plusieurs églises d'urgence sont construites en Allemagne de l'Est pour remplacer les églises détruites pendant la guerre, dont plusieurs du type conçu par Otto Bartning. La Nouvelle Synagogue d'Erfurt est un bâtiment à deux étages construit en 1951/52 sur les plans de Willy Nöckel. Elle est la seule synagogue construite à l'époque de la RDA.
Après ces premiers bâtiments, cependant, on ne trouve que quelques nouveaux bâtiments religieux jusqu'à la fin des années 1970, comme l'église catholique du Christ à Rostock, construite par Ulrich Müther en 1971. Les bâtiments sont souvent à peine reconnaissables en tant qu'églises de l'extérieur. En particulier, dans les nouvelles villes planifiées telles Eisenhüttenstadt et les grandes zones de développement, aucun bâtiment d'église n'est initialement planifié. Dans son soi-disant « discours de la tour » à l'occasion de la désignation de la ville nouvellement construite sous le nom de Stalinstadt, Walter Ulbricht parle en 1953 de « l'abêtissement des institutions capitalistes bourgeois »  et laisse comprendre qu'il n'y a pas de place pour les églises dans la ville socialiste : « On nous a demandé si nous allions aussi construire des tours dans cette ville. Oui Monsieur. Le bâtiment qui représente le nouveau pouvoir populaire, la mairie, aura bien sûr une belle tour. Et un beau bâtiment culturel est prévu sur le plan de la ville, qui aura une tour encore plus jolie. Mais sinon, nous n'avons pas vraiment besoin de tours » (note : le mot allemand Turm désigne une tour, mais aussi un clocher, Kirchturm). Ces déclarations ne se trouvent pas dans le manuscrit écrit du discours, mais sont souvent étayées par des souvenirs partiellement différents.
Cela ne change qu'après 1976, lorsque l'État approuve la construction de dix nouvelles églises initialement dans de nouvelles zones de développement de la RDA dans le cadre d'un programme de construction de nouvelles églises pour de nouvelles villes. La première de ces nouvelles églises est inaugurée à Eisenhüttenstadt en 1981, d'autres ont suivi à Dresde - Prohlis, Iéna - Lobeda, Leipzig - Grünau, Magdeburg -Nord, Berlin-Fennpfuhl, Greifswald- Schönwalde, Gotha -West, Karl-Marx-Stadt- Markersdorf, Schwerin - Grosser Dreesch. Dans les années 1980, un certain nombre d'autres édifices religieux sont construits. La plupart des nouveaux bâtiments ont été financés par l'Allemagne de l'Ouest ou (surtout dans les années qui ont suivi la guerre) d'autres églises européennes. Pour cette raison, certains matériaux de construction (brique de clinker, cuivre) pouvaient être utilisés dans les églises qui étaient autrement difficilement disponibles sur le marché de construction de la RDA.
Dans les années 1980, des édifices religieux d'autres confessions et religions telles que les mormons sont également construits. D'autres religions, comme le bouddhisme, étaient pratiquées en privé.

Édifices religieux
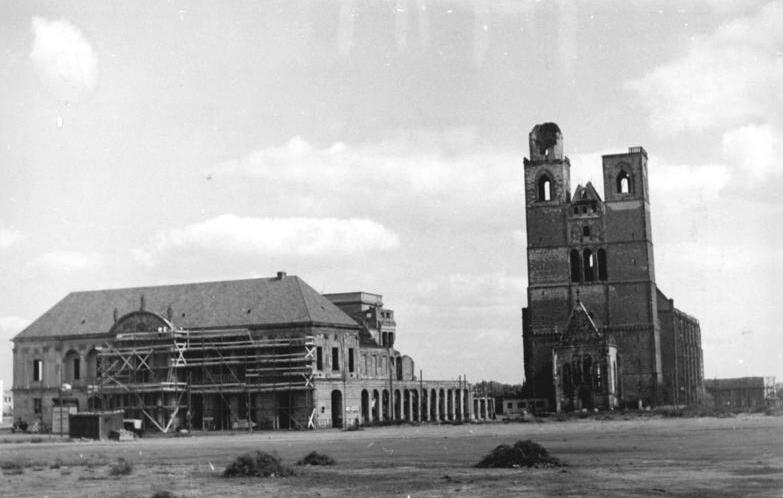
Reconstruction de la Johanniskirche à Magdebourg (1952)
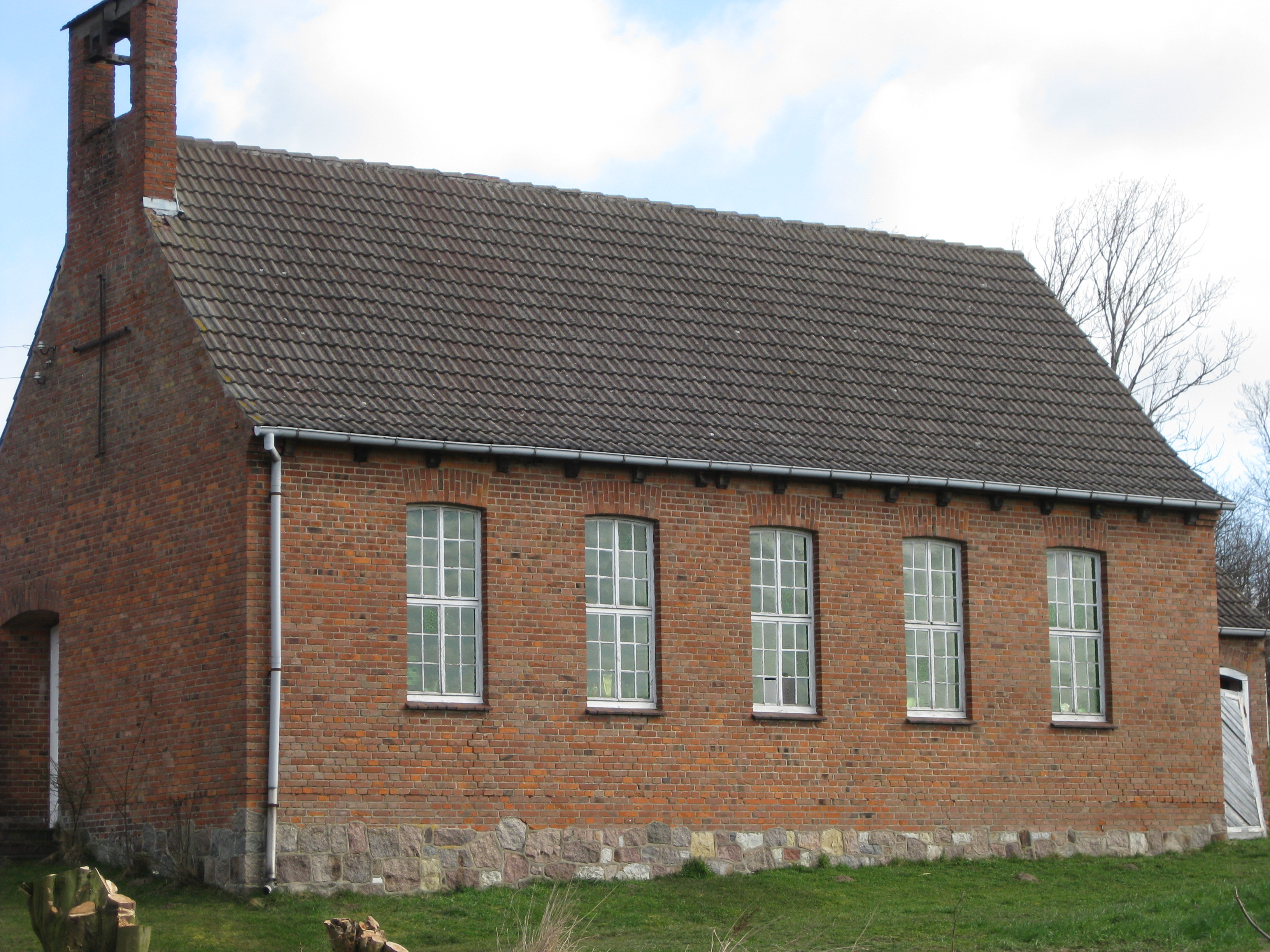
Église évangélique de Boitin-Resdorf (1953-1959)
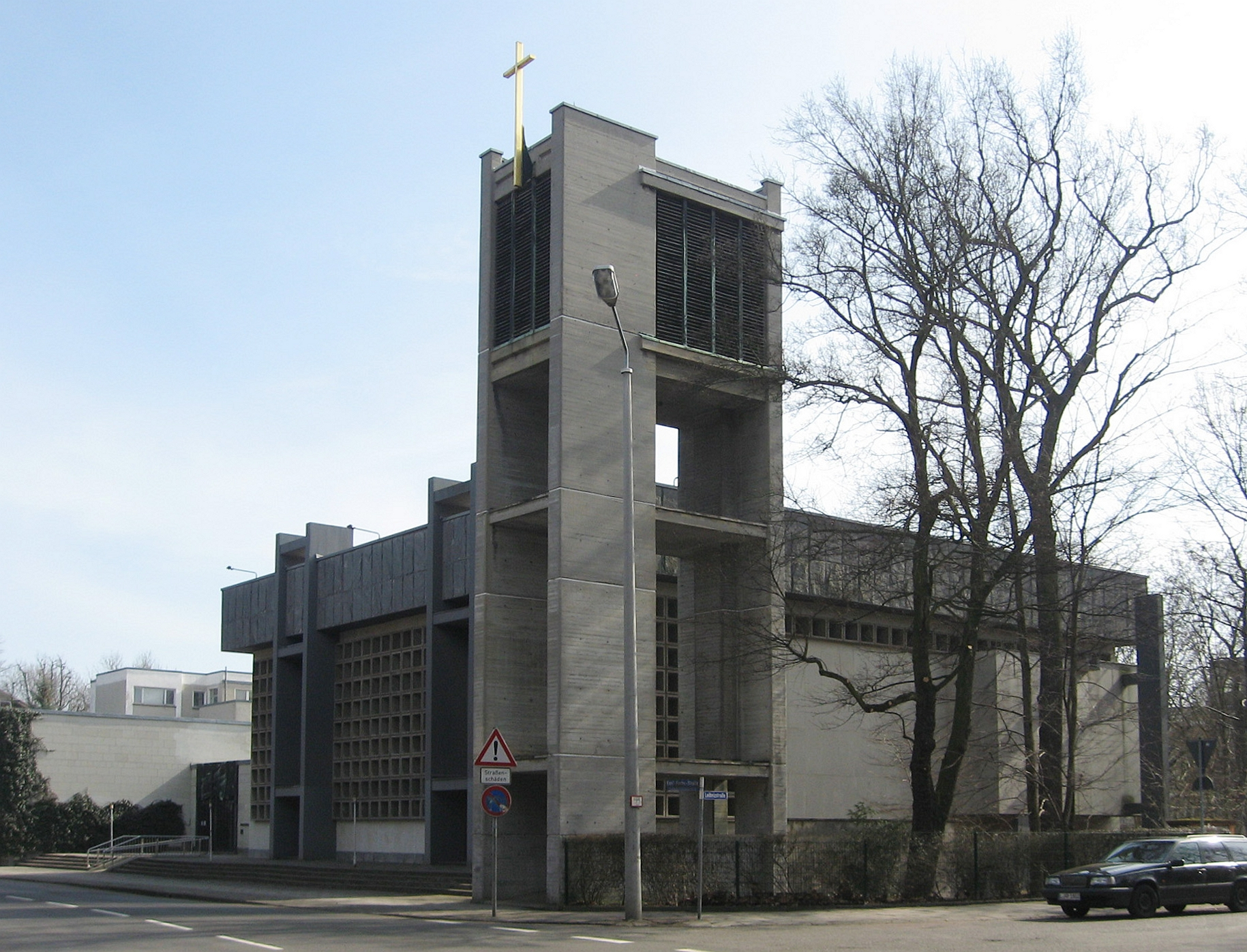
Église de la prévôté de la Sainte-Trinité (de) de Leipzig (1982)
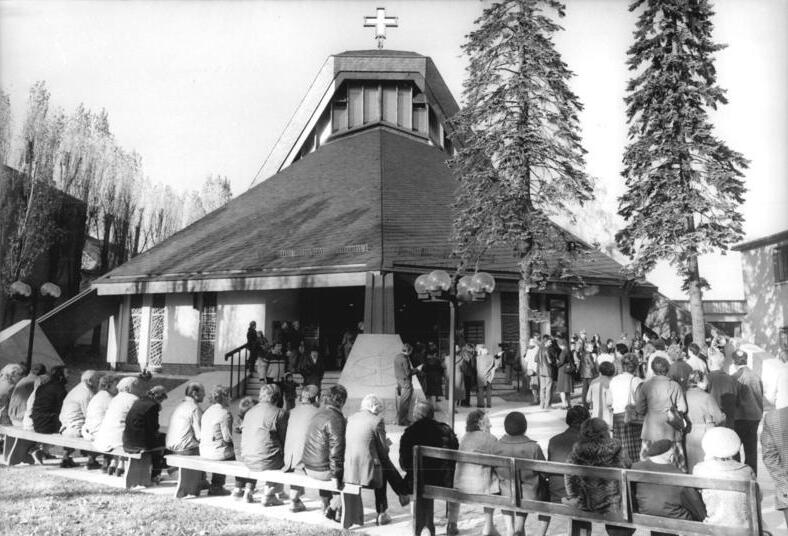
Église catholique à Ilmenau (1983)
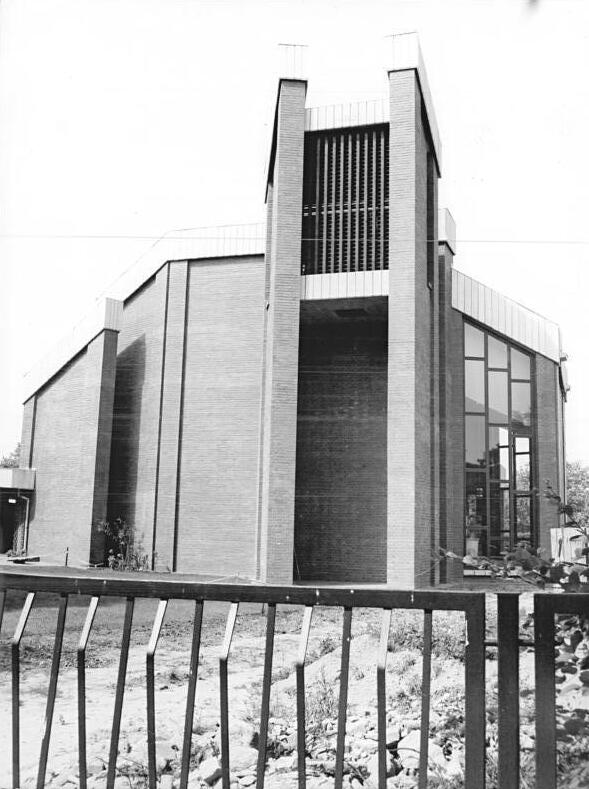
Église catholique à Berlin (1984)
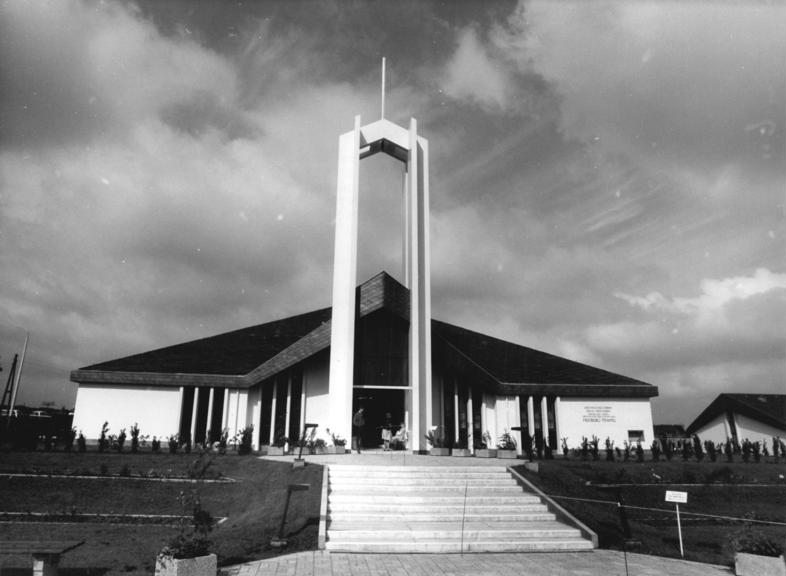
Centre communautaire mormon à Freiberg (1985)
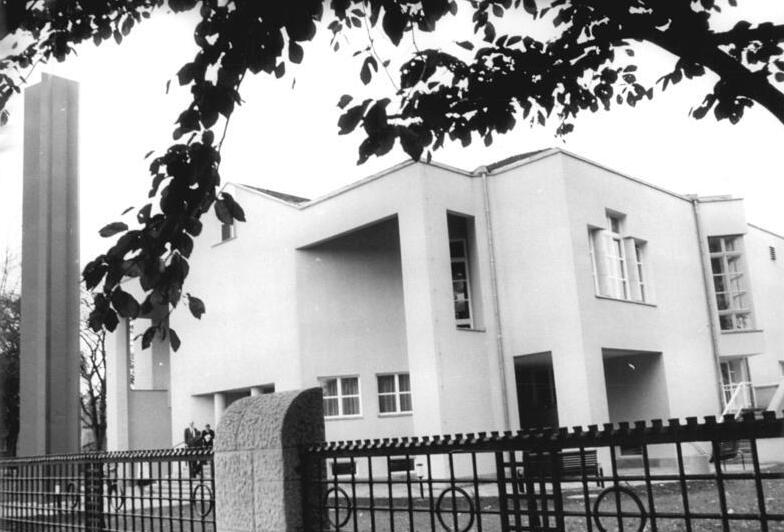
Centre communautaire mormon à Dresde (1988)

## Représentation de la RDA à l'étranger

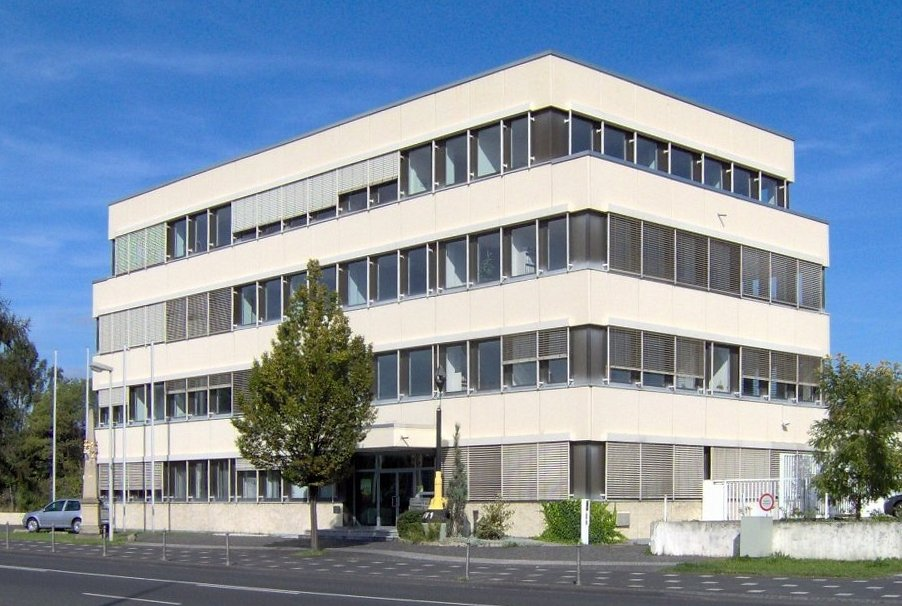
StäV de la RDA à Bonn

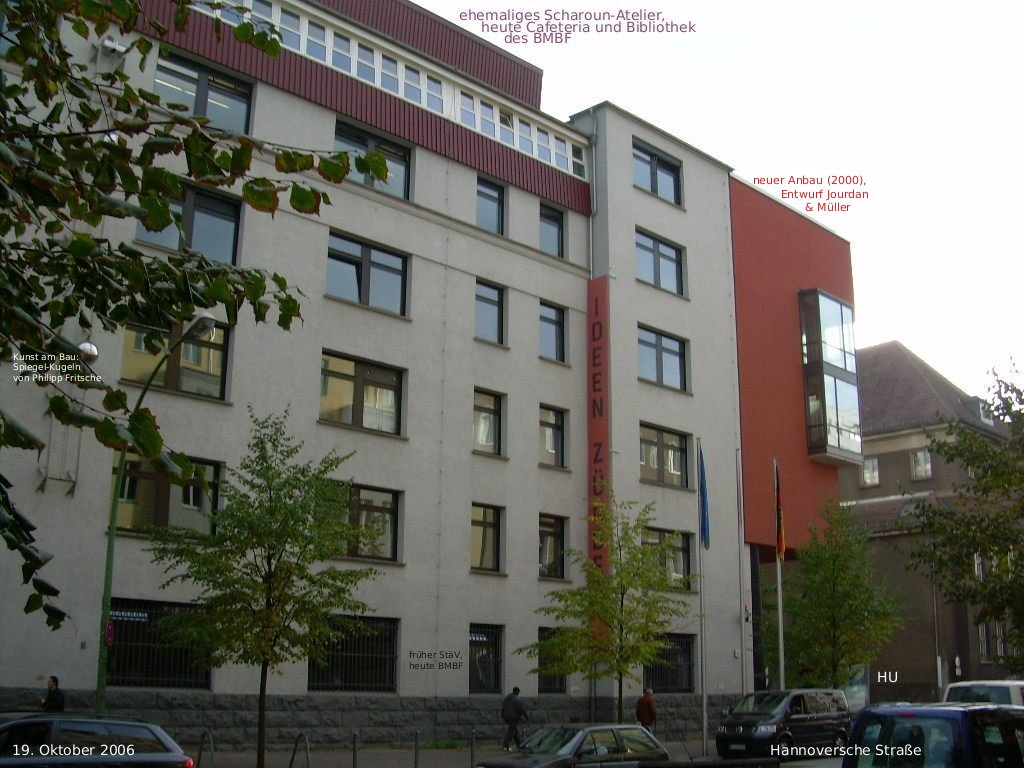
StäV de la République fédérale d'Allemagne, Berlin

La StäV, représentation permanente de la RDA à l'ouest, était un bâtiment fonctionnel érigé à Bonn-Godesberg, qui abrite aujourd'hui la Société allemande de nutrition. Franz Ehrlich (1955-1958) était responsable de la construction d'ambassades et d'agences commerciales en tant qu'architecte du ministère du Commerce extérieur.
Inversement, on avait aussi une StäV, représentation permanente de la République fédérale d'Allemagne, à Berlin-Est en RDA, dans un bâtiment qui avait à l'origine servi à l'Académie des sciences, puis en 1951 l'Académie allemande de Construction, la Deutsche Bauakademie, et temporairement la rédaction de la revue « Deutsche Architektur ». En 1973, la Deutsche Bauakademie quitte les lieux, réaménagés pour la StäV de la RFA.

## Architecture d'intérieur

### Architecture d'intérieur et décoration
En termes de décoration d'intérieur, on a des différences manifestes entre le monde rural et les zones industrielles de RDA.
Des entreprises traditionnelles telles que Deutsche Werkstätten Hellerau ont été utilisées en RDA pour une production industrielle à grande échelle d'ameublement d'intérieur pour les hôtels, les universités et les théâtres. L'accent initial mis sur l'équipement individuel avec des aménagements intérieurs de haute qualité n'a que rarement porté ses fruits. Le mobilier socialiste va finalement privilégier les modèles historiques au modernisme du Bauhaus. Des approches innovantes telles que celles de l'Université de design d'Ulm en Occident sont observées avec une grande méfiance en RDA.

## Bâtiments fonctionnels

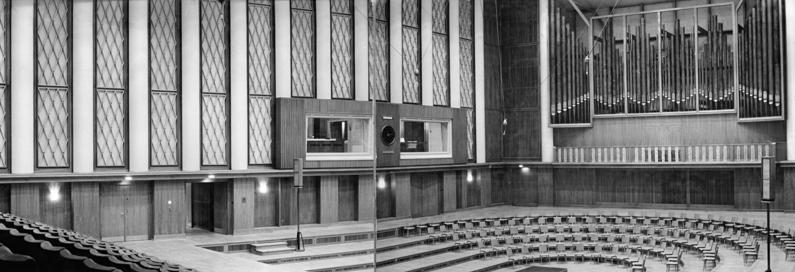
Grande salle de diffusion dans la Funkhaus Nalepastraße, 1956

La maison de la radio Funkhaus Nalepastraße de Franz Ehrlich à Berlin-Oberschöneweide est connue à ce jour pour son acoustique extraordinaire et son design intérieur simple et de haute qualité. De 1956 à 1990, elle héberge la radio de la RDA.
Franz Ehrlich est également de 1950 à 1952 directeur de l'Institut d'État pour les projets industriels et responsable de la construction de nombreux sites : chantiers navals à Wismar et Stralsund, forges de Freital en Saxe, centrale électrique de l'Elbe à Vockerode en Saxe-Anhalt, et en plus de la station de radio Nalepastraße, le centre de télévision de Berlin-Adlershof.
La vie quotidienne des Allemands de l'Est est également fortement marquée par les établissements commerciaux de la Handelsorganisation.
Des tours de  télécommunications sont construites à partir des années 1950. Contrairement aux mâts de télécommunications, les tours A sont des structures en forme de bloc avec un plan d'étage carré. Elles servent au faisceau hertzien et de tours de radio pour la police populaire ainsi qu'à  la surveillance des lignes téléphoniques. Ces zones sont protégées contre les accès non autorisés en tant que zone restreinte.

Bâtiments utilitaires et architecture industrielle
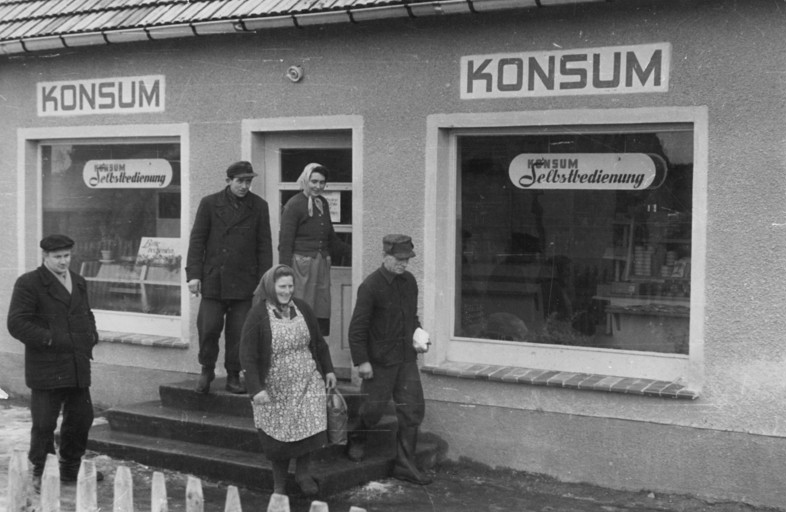
Consommation à la campagne en 1960
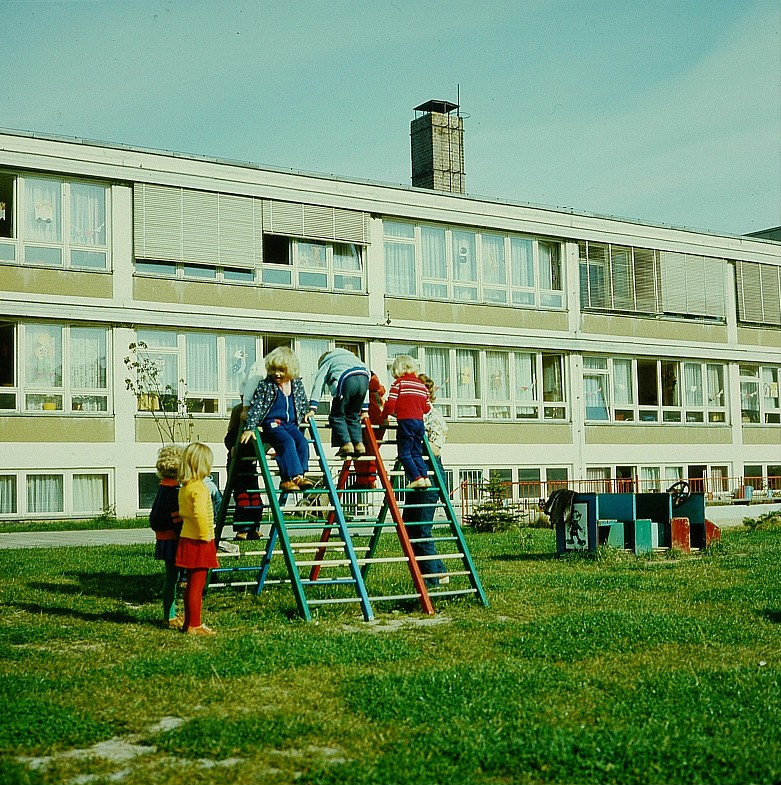
Jardin d'enfants préfabriqué
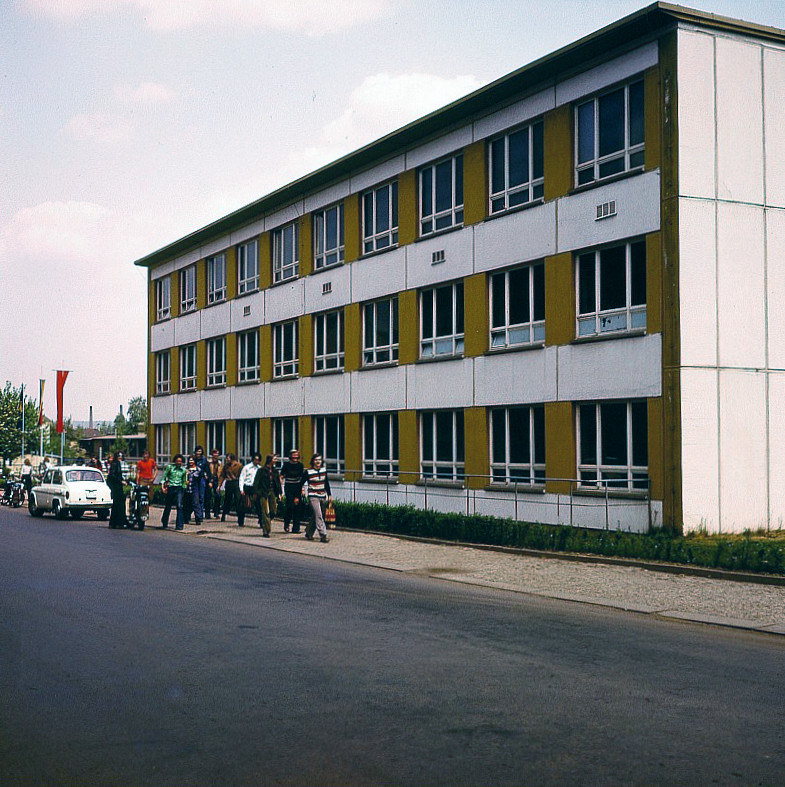
Architecture industrielle
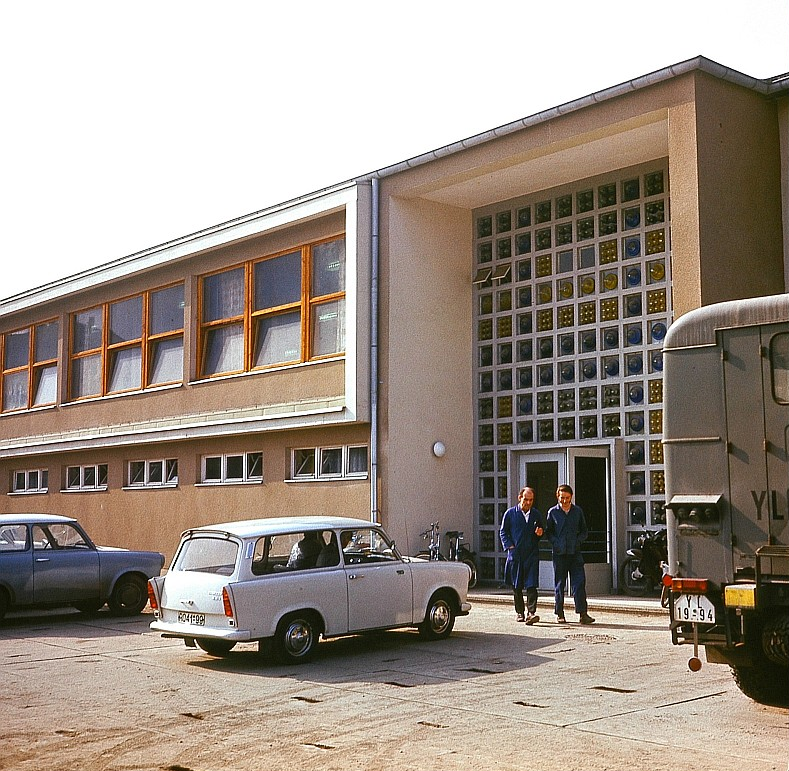
Architecture industrielle
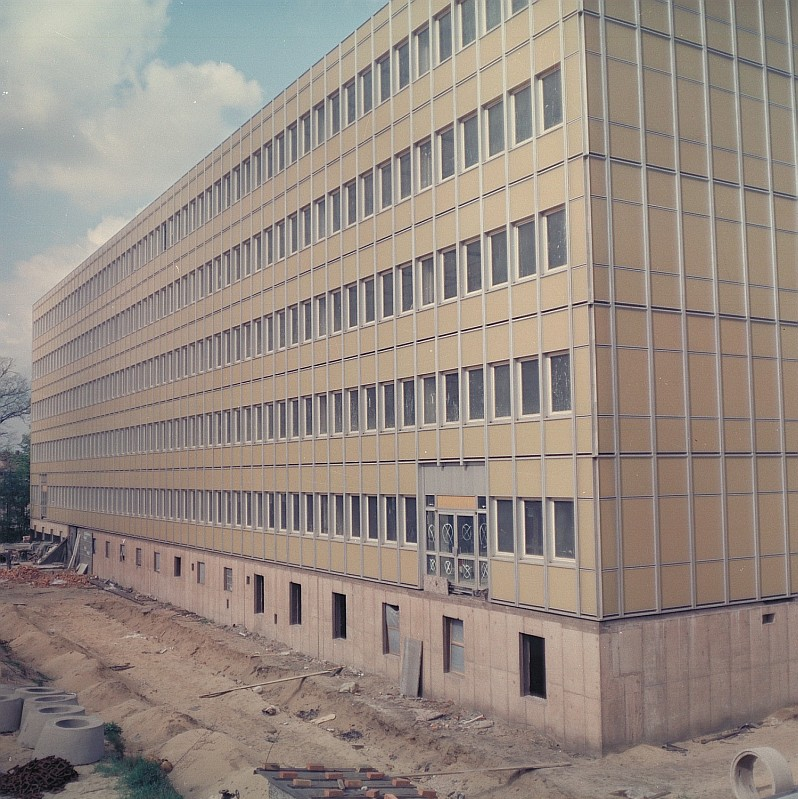
Ecole professionnelle
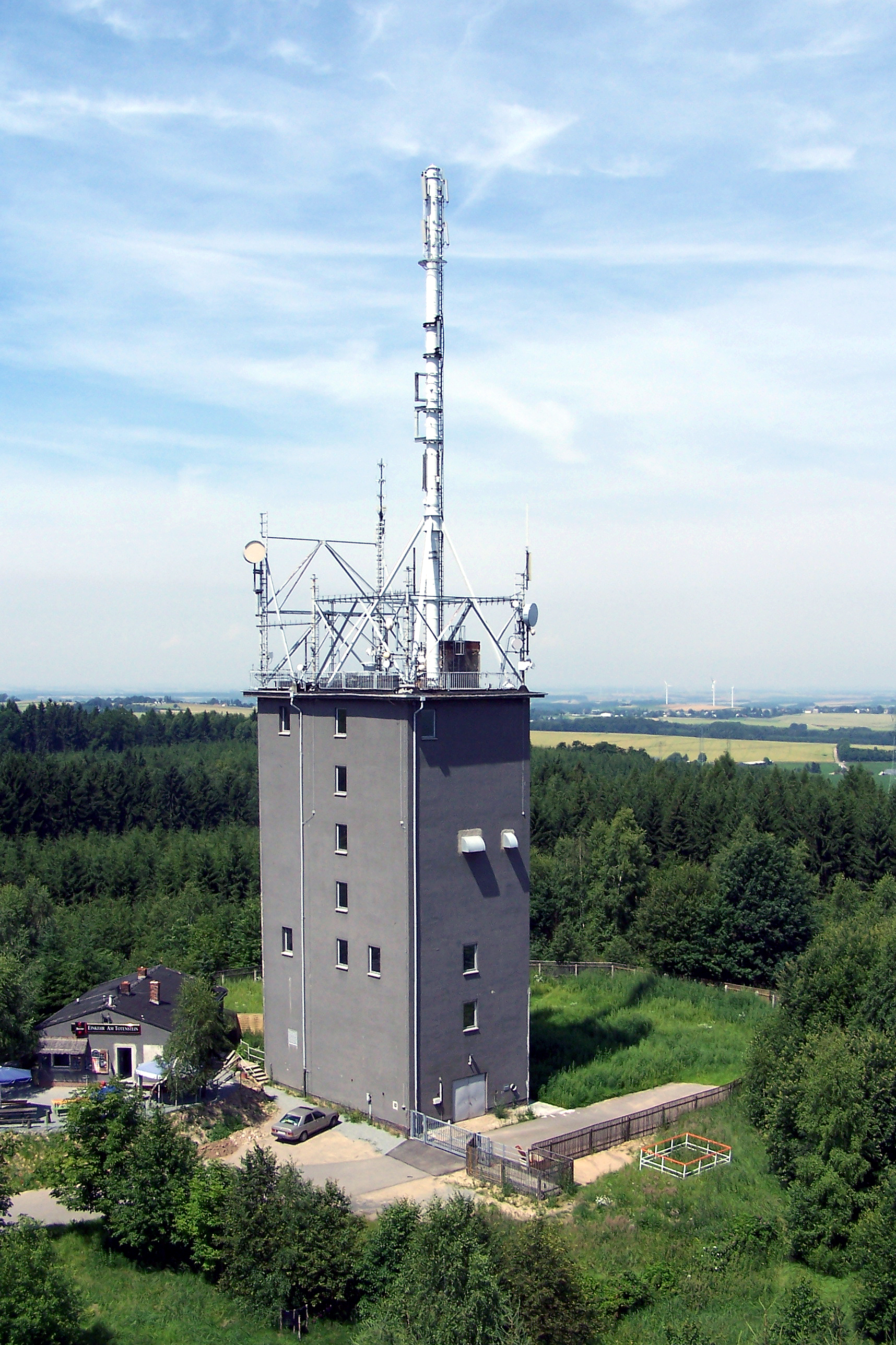
Tour A
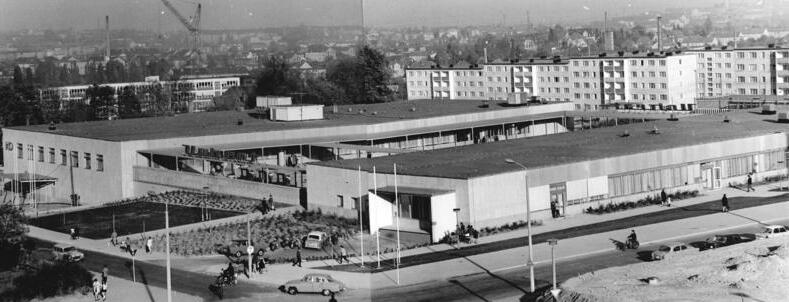
Centre d'approvisionnement (1972)
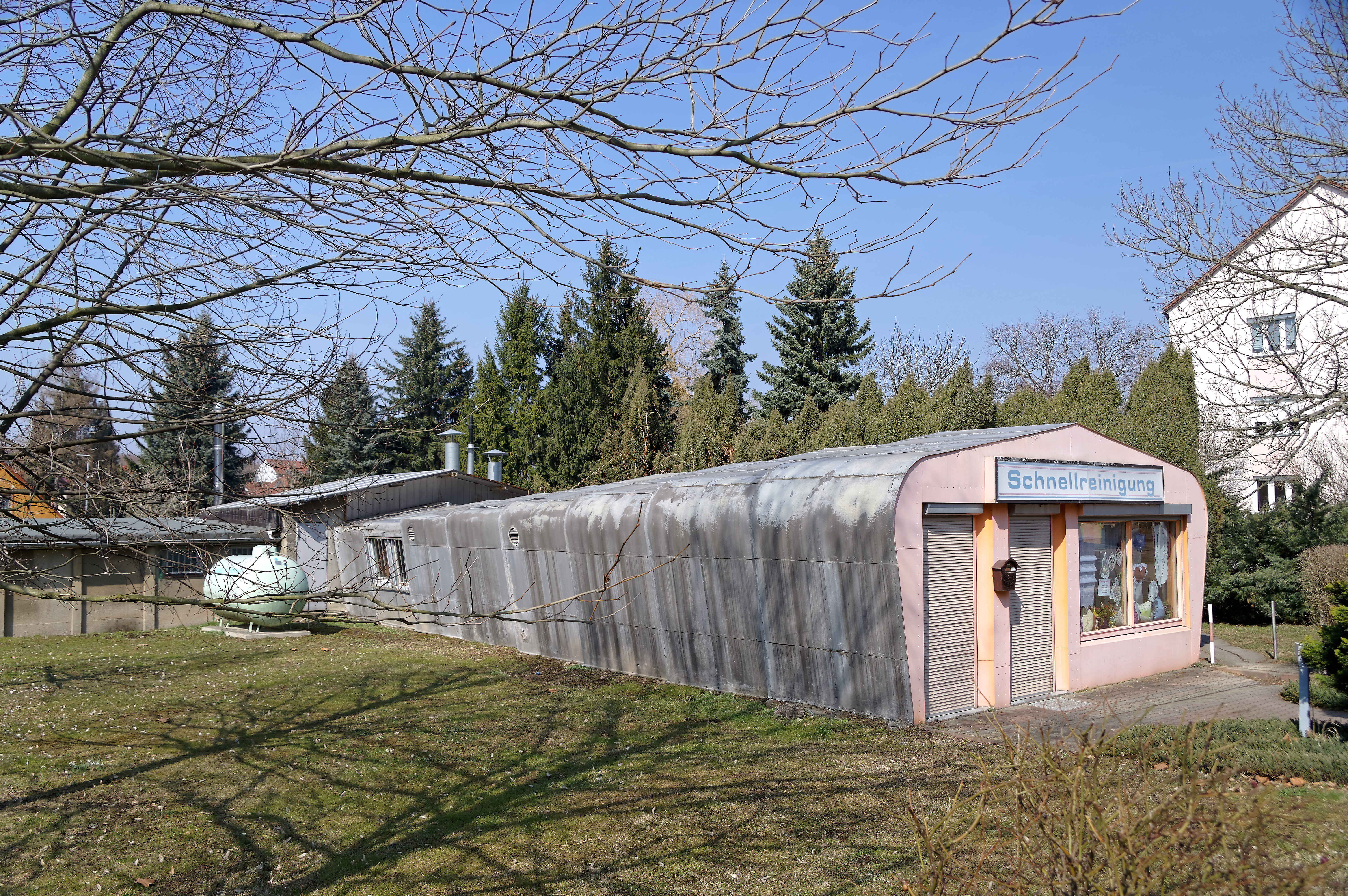
Hall d'extension mobile (REH)
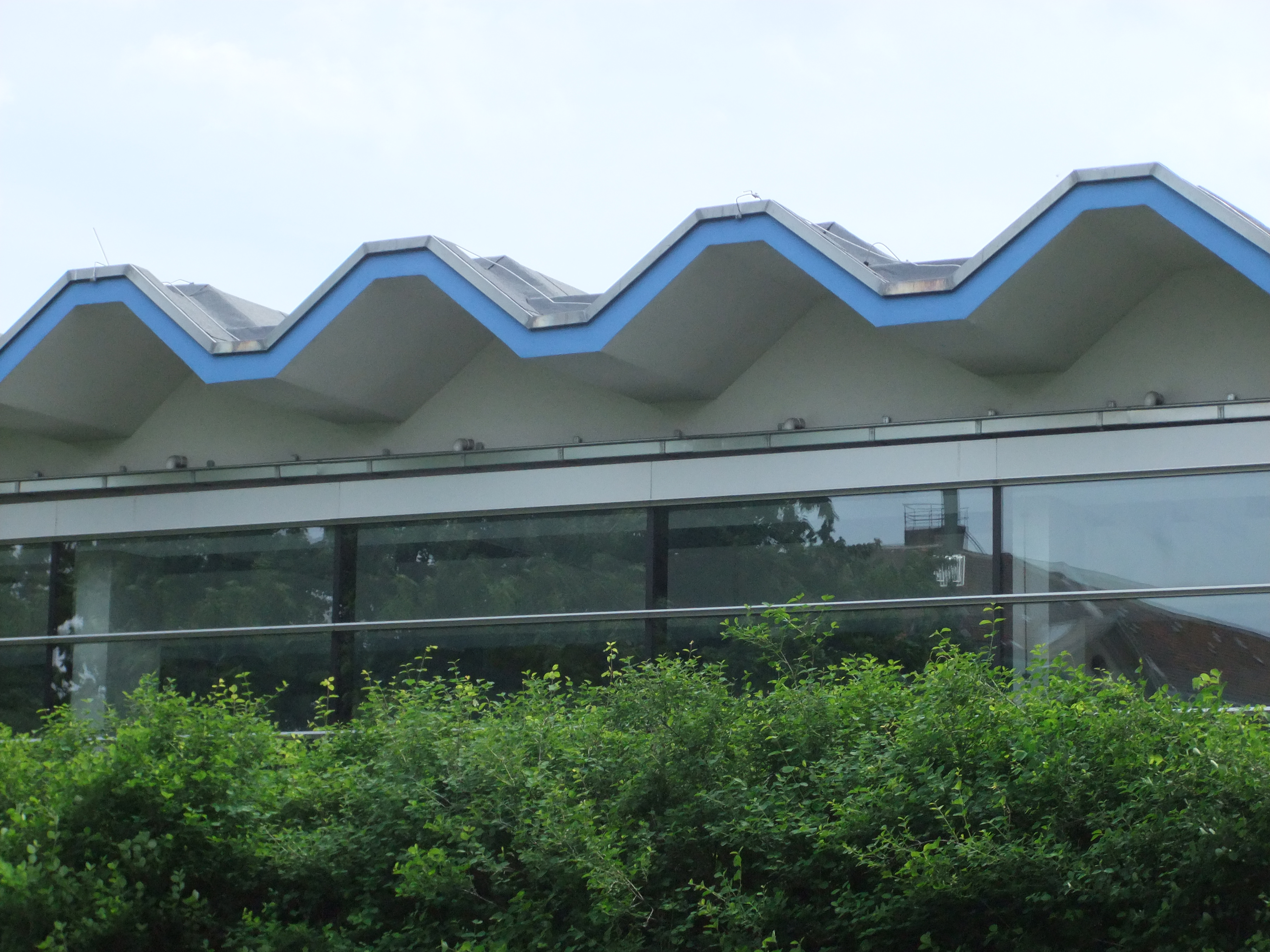
Stations-service et halls

## Héritage contemporain

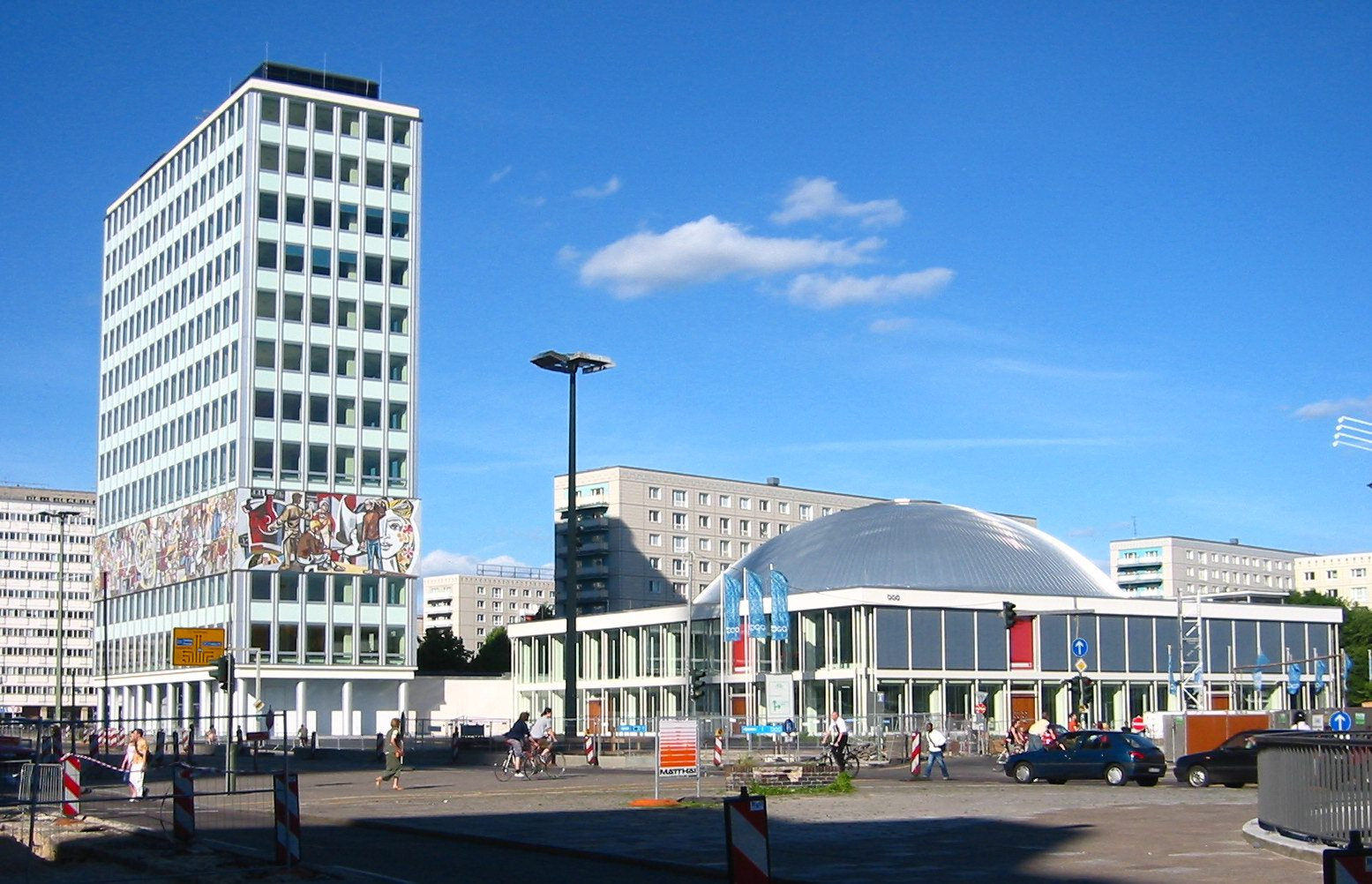
Maison de l'enseignant dans le cadre de l'ensemble Alexanderplatz et Karl-Marx-Allee à Berlin.

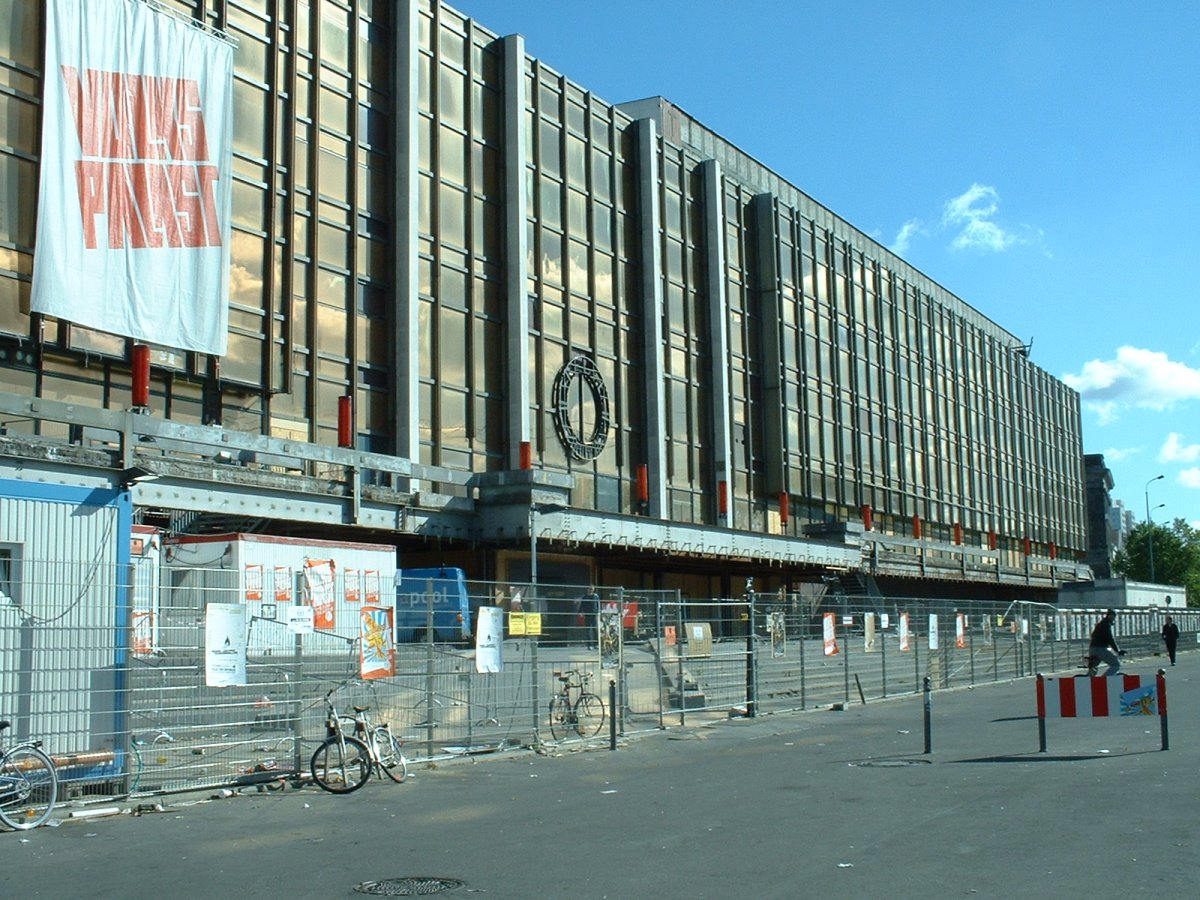
Délabrement du Palais de la République, 2004.

L'architecture de la RDA façonne la plupart des grandes villes des nouveaux Länder. Cela comprend un développement étendu dans les centres-villes détruits par la guerre et des lotissements préfabriqués monotones à la périphérie. Dans le même temps, l'entretien du parc de logements anciens dans les centres-villes est massivement négligé. Gerhard Schürer résume la situation dans une communication au Bureau politique du SED en octobre 1989 : « Depuis 1970, plus de 3 millions d'appartements ont été construits ou reconstruits pour 9 millions de personnes, c.a.d. pour plus de la moitié de la population de la RDA, des conditions de vie qualitativement nouvelles ont été créées. En raison de la concentration des fonds, les mesures de réparation les plus urgentes n'ont pas été effectuées en même temps, et dans des villes comme Leipzig, et surtout dans des villes de taille moyenne comme Görlitz et autres, nous avons des milliers d'appartements qui ne sont plus habitables.".
Seuls quelques bâtiments de la RDA ont été placés sous la protection du patrimoine culturel après la réunification. Des exemples en sont la maison de l'enseignant avec la salle des congrès attenante à Berlin ou des ensembles de style pâtissier. Dans la plupart des grands lotissements des nouveaux Länder, des programmes de démolition ont eu lieu, dans lesquels des ensembles entiers sont démolis ou le nombre d'étages considérablement réduit. En arrière-plan, on a un exode des habitants vers les quartiers de ville anciens rénovés et vers d'autres régions. Au lieu de laisser des blocs entiers qui ne sont habités que de façon sporadique, on cherche à préserver le caractère urbain en reconstruisant selon les besoins avec une qualité de vie accrue et une densité minimale d'habitants.
La démolition généralisée des bâtiments de l'ère de la RDA culmine avec la démolition âprement disputée du Palais de la République à Berlin et la reconstruction planifiée associée du Château de Berlin. Outre les nouvelles exigences esthétiques, les besoins et les contextes politiques, les raisons sont également les prix élevés des terrains, en particulier dans les centres-villes, qui se heurtent au style de construction à grande échelle de l'architecture de la RDA. Un de ces cas était un centre commercial à grande échelle dans la Friedrichstrasse de Berlin, qui était presque terminé en 1989 et qui a finalement dû céder la place à des bâtiments plus petits. Dans le cas du Marx-Engels-Forum à Berlin, cependant, la popularité de l'espace ouvert du centre-ville a contribué à sa préservation.
Les ruines de la Église Notre-Dame de Dresde sont restées tant que l'espace environnant de la ville socialiste était préservé. Elle est finalement reconstruite de 1994 à 2005.
L'héritage du développement urbain de la RDA comprend des centres-villes historiques largement préservés dans leur état d'avant-guerre, faute d'argent pour des programmes de réaménagement urbain à grande échelle comme ceux réalisés en Allemagne de l'Ouest. De nombreux quartiers anciens sont complètement négligés jusqu'en 1990, mais l'essentiel est préservé de sorte qu'il put être restauré. Un exemple particulièrement connu est l'Andreasviertel à Erfurt.

Constructions en centre-ville
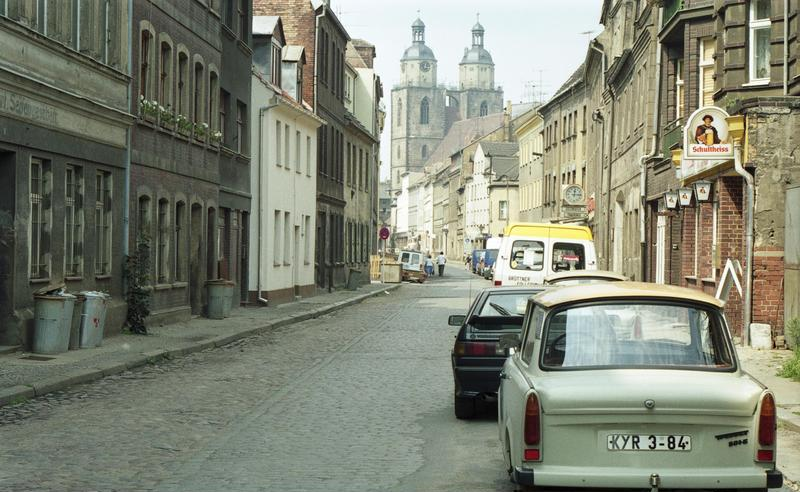
Centre-ville de Wittenberg (1991)
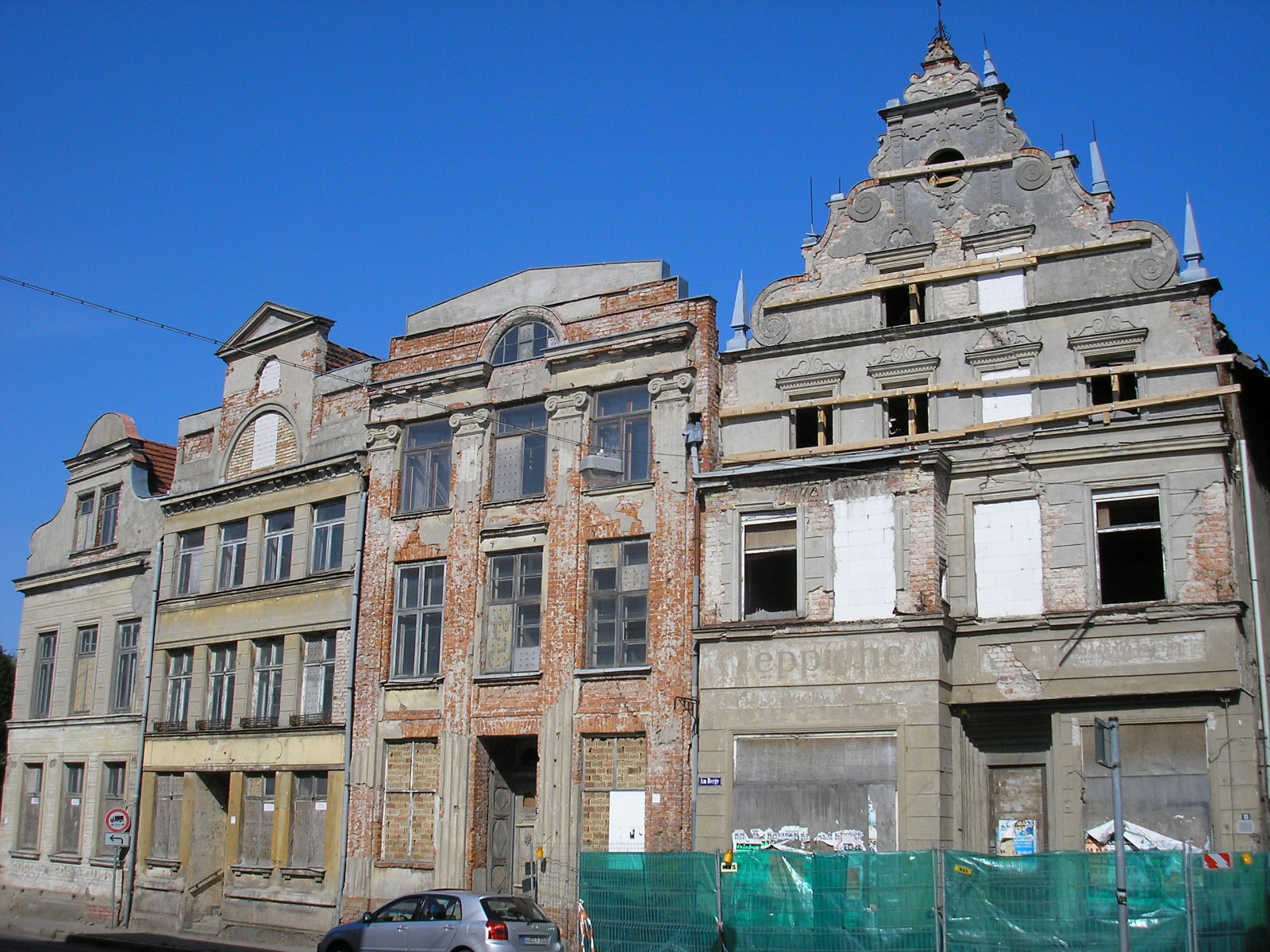
Maisons de ville dans la vieille ville de Güstrow (2008)
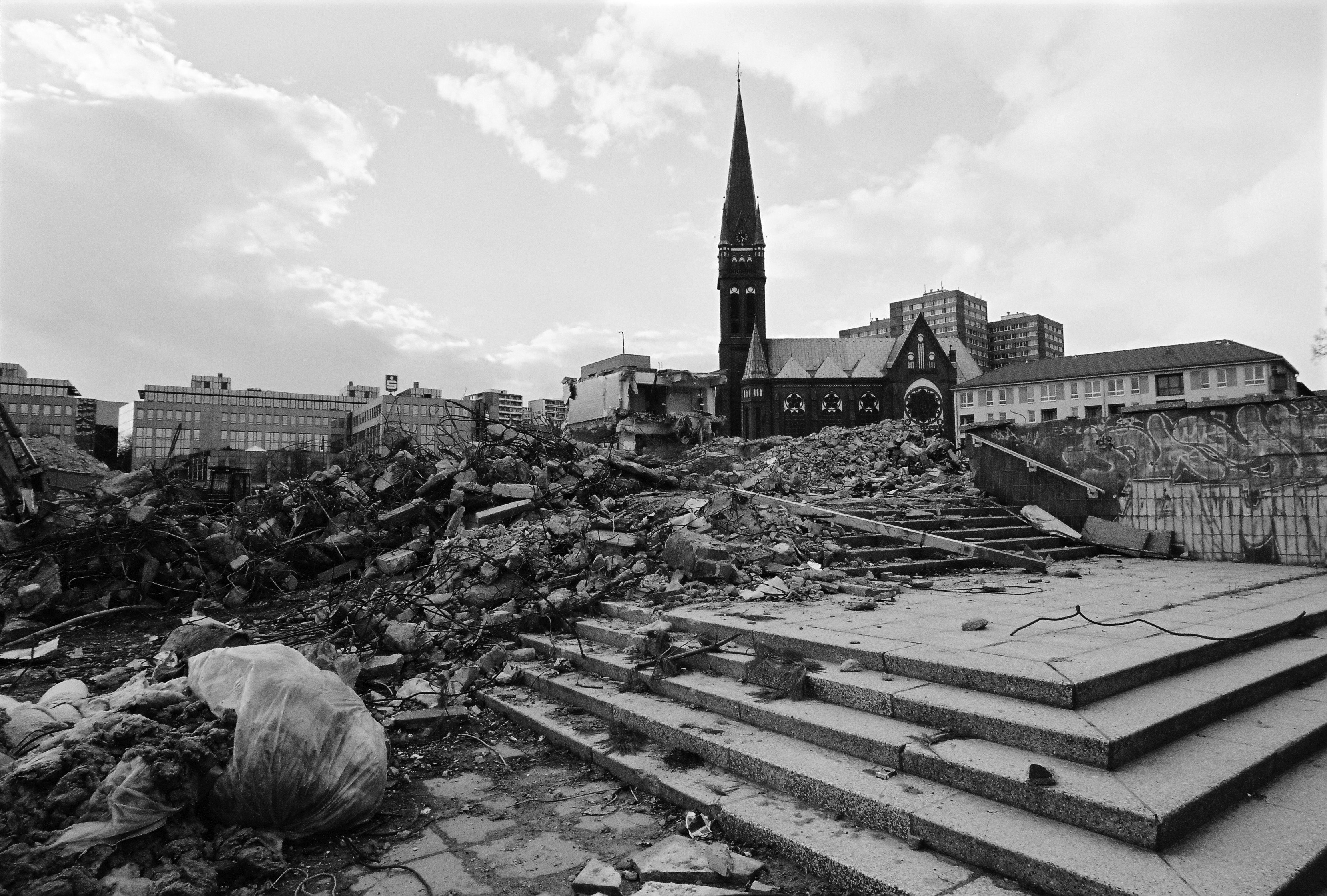
Démolition d'immeubles du centre-ville — ici Francfort (Oder) — après 1990

## Industrialisation et standardisation par le bâtiment préfabriqué

Nombre d'unités résidentielles nouvellement construites par an.

Entre 1949 et 1989, diverses méthodes de construction standardisées sont utilisées dans la construction de bâtiments résidentiels. Alors que les parpaings sont utilisés dans la phase de construction des années 1950, l'utilisation accrue de dalles de béton commence dans les années 1960, ce qui conduit à l'appellation générale de Plattenbau pour ce type de construction. La liberté architecturale se trouve restreinte par cette construction standardisée et industrialisée.
Au total, environ 3 millions de logements sont construits entre 1949 et 1990, dont environ 1,5 million en préfabriqués.
Selon Christoph Hackelsberger (de), avant 1972, la RDA était un pionnier en physique du bâtiment et en construction automatisée, en particulier dans les fondements théoriques. Dans la mise en œuvre pratique subsistaient des insuffisances dues au manque de matériaux d'isolation adéquats, au manque chronique de devises étrangères, ainsi que des problèmes spécifiques de nature chimique dans la fabrication du béton (teneur en soufre du lignite local, composition des agrégats dans le nord de l'Allemagne).

Plattenbau
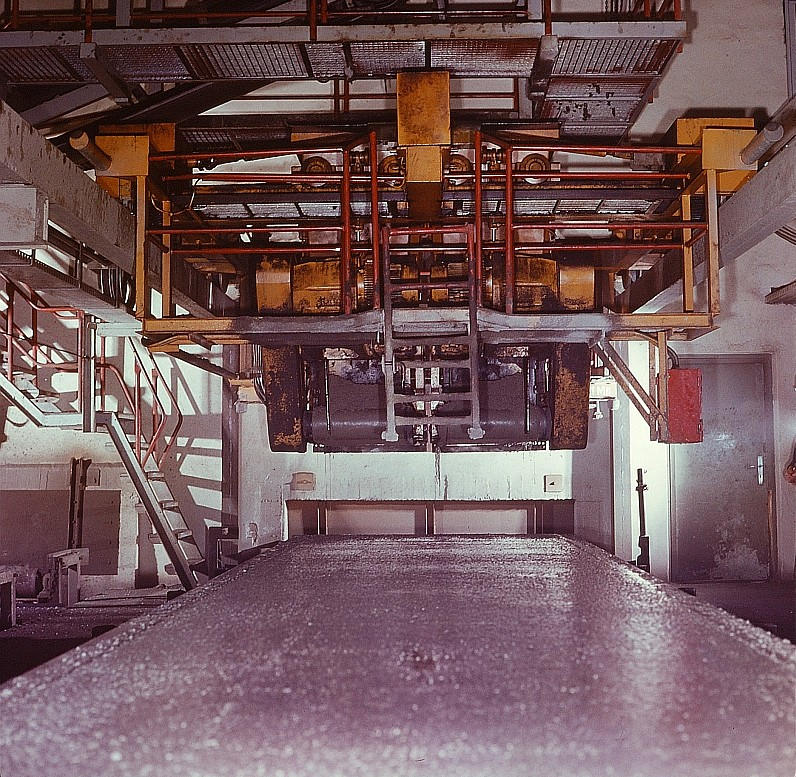
Usine de production de pièces en béton
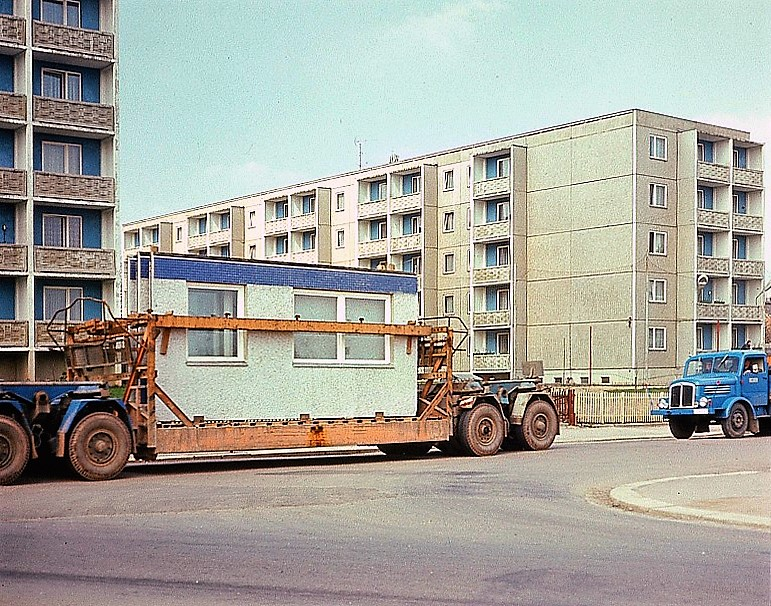
Livraison de pièces en béton (1975)
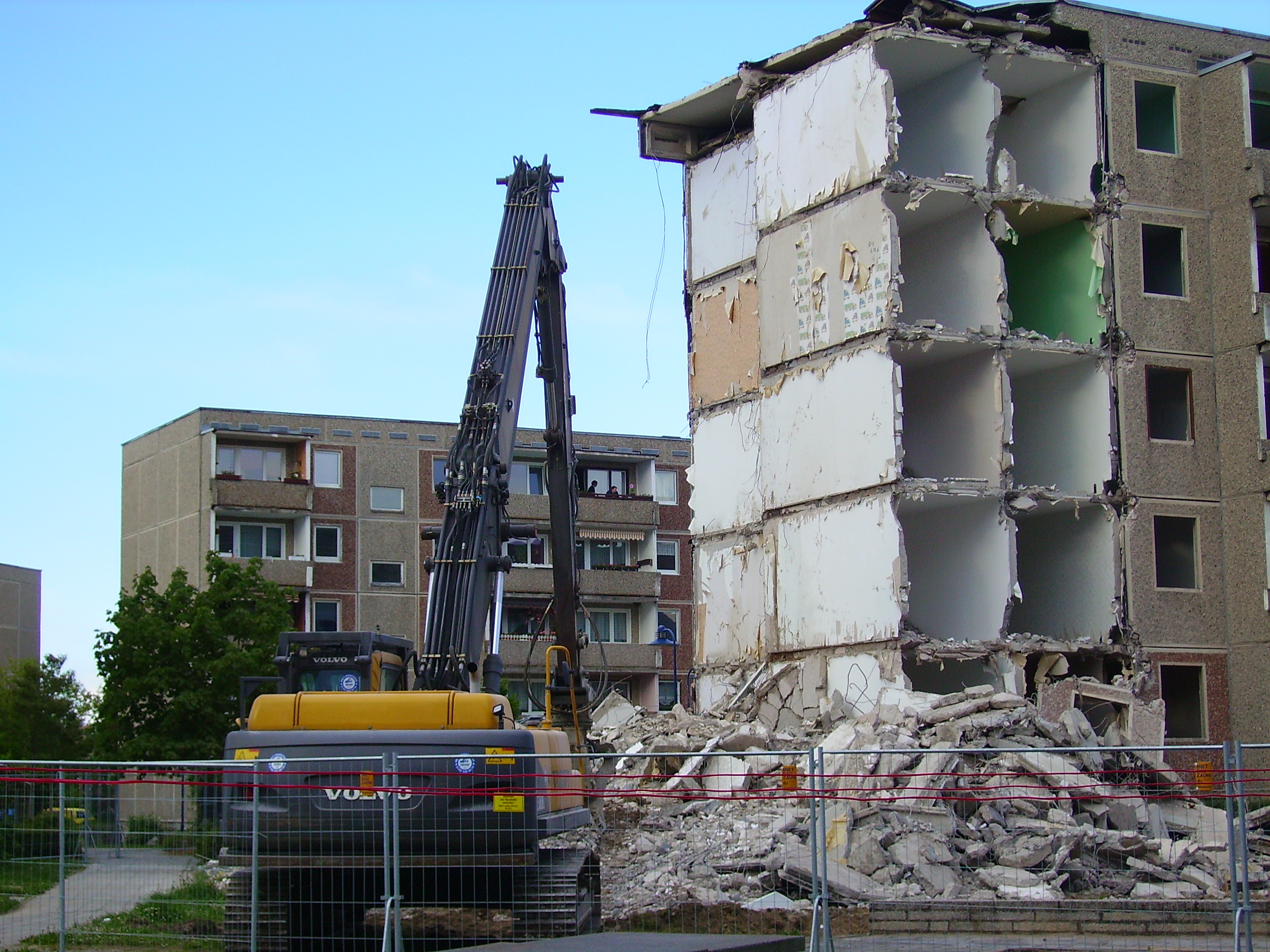
Démolition de bâtiments préfabriqués
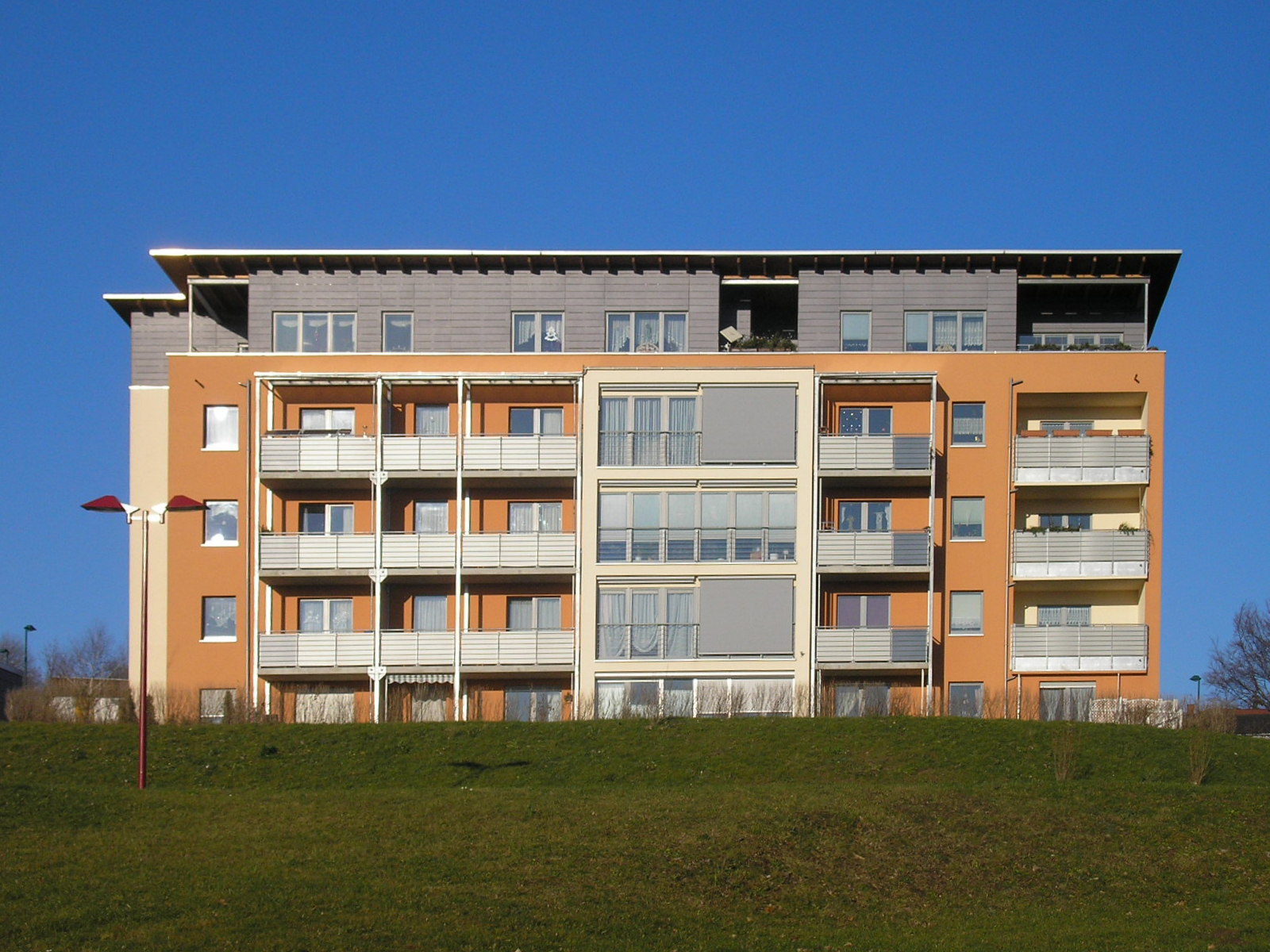
Transformation d'un bâtiment préfabriqué à Ilmenau

## Exemples

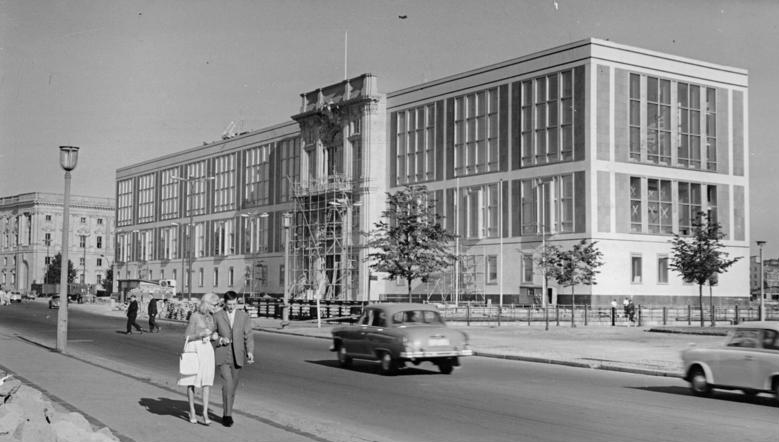
Le bâtiment du Conseil d'État, Berlin (1964)

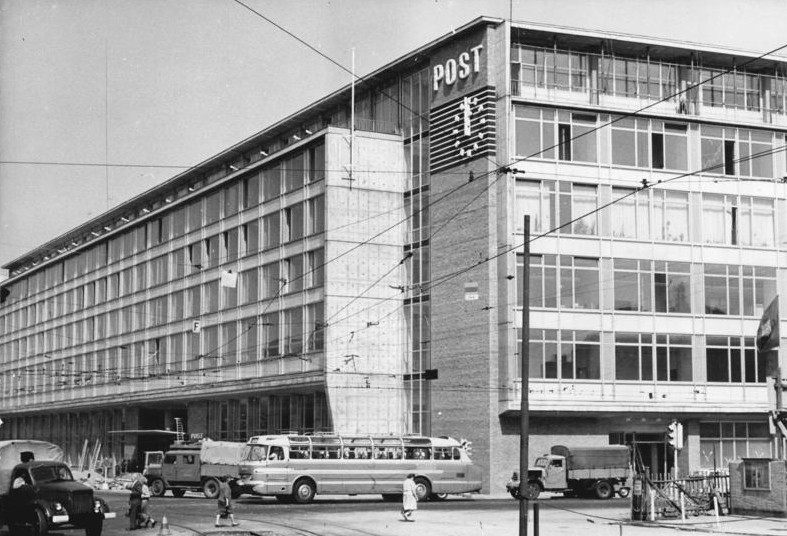
Bureau de poste principal de Leipzig (1964)

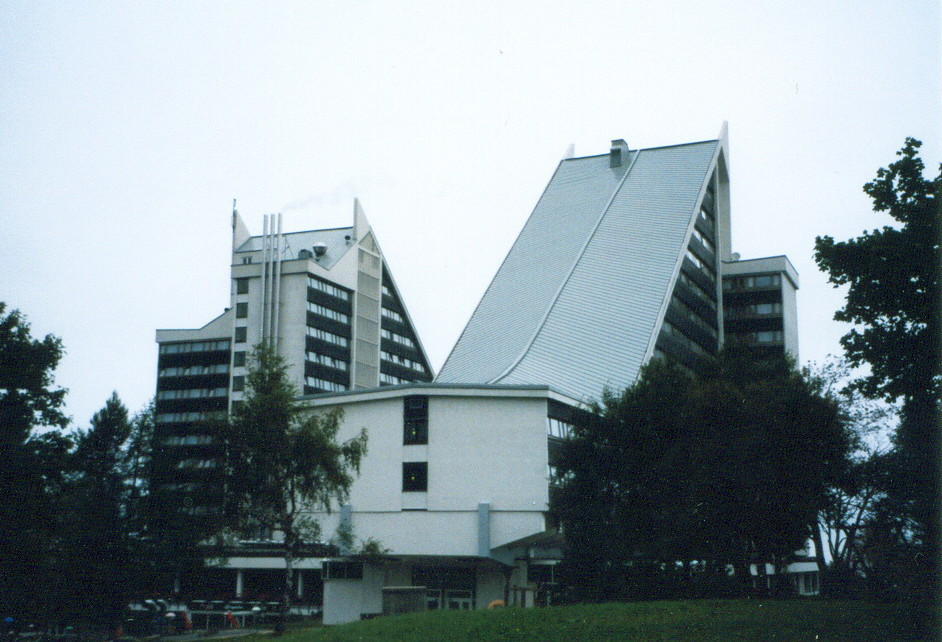
Hôtel Panorama, Oberhof (2009)

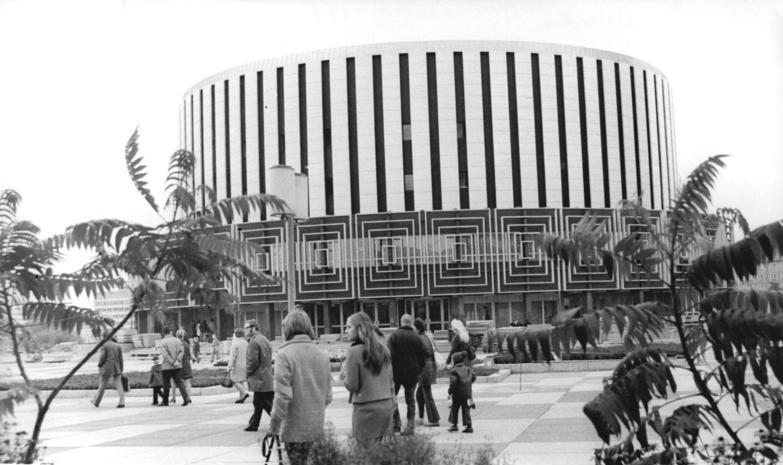
Rundkino Dresde (1972)

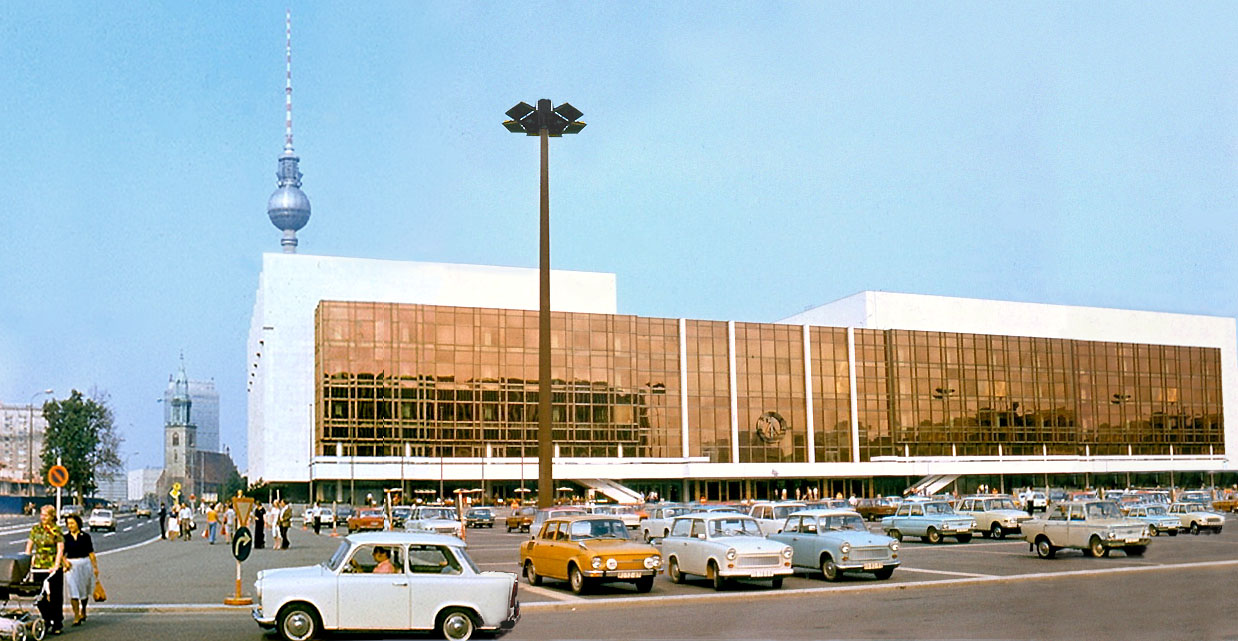
Palais de la République (1977)

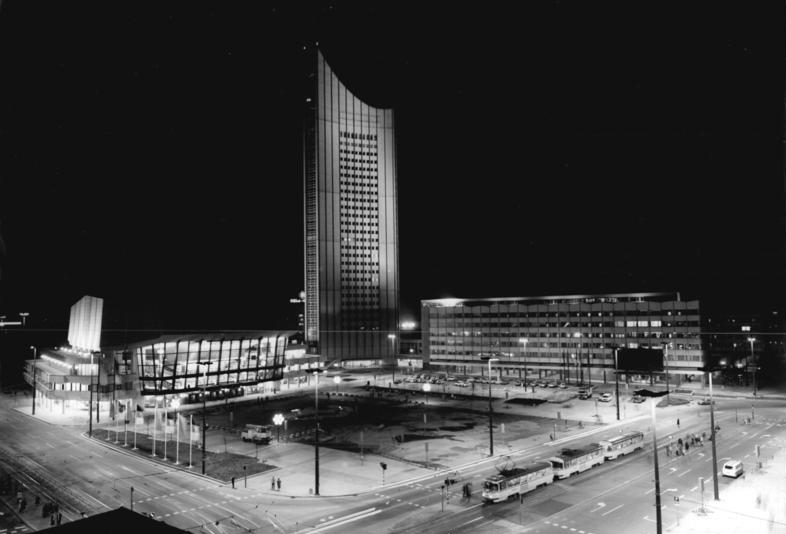
Nouvelle Gewandhaus et tour universitaire, Leipzig (1981)

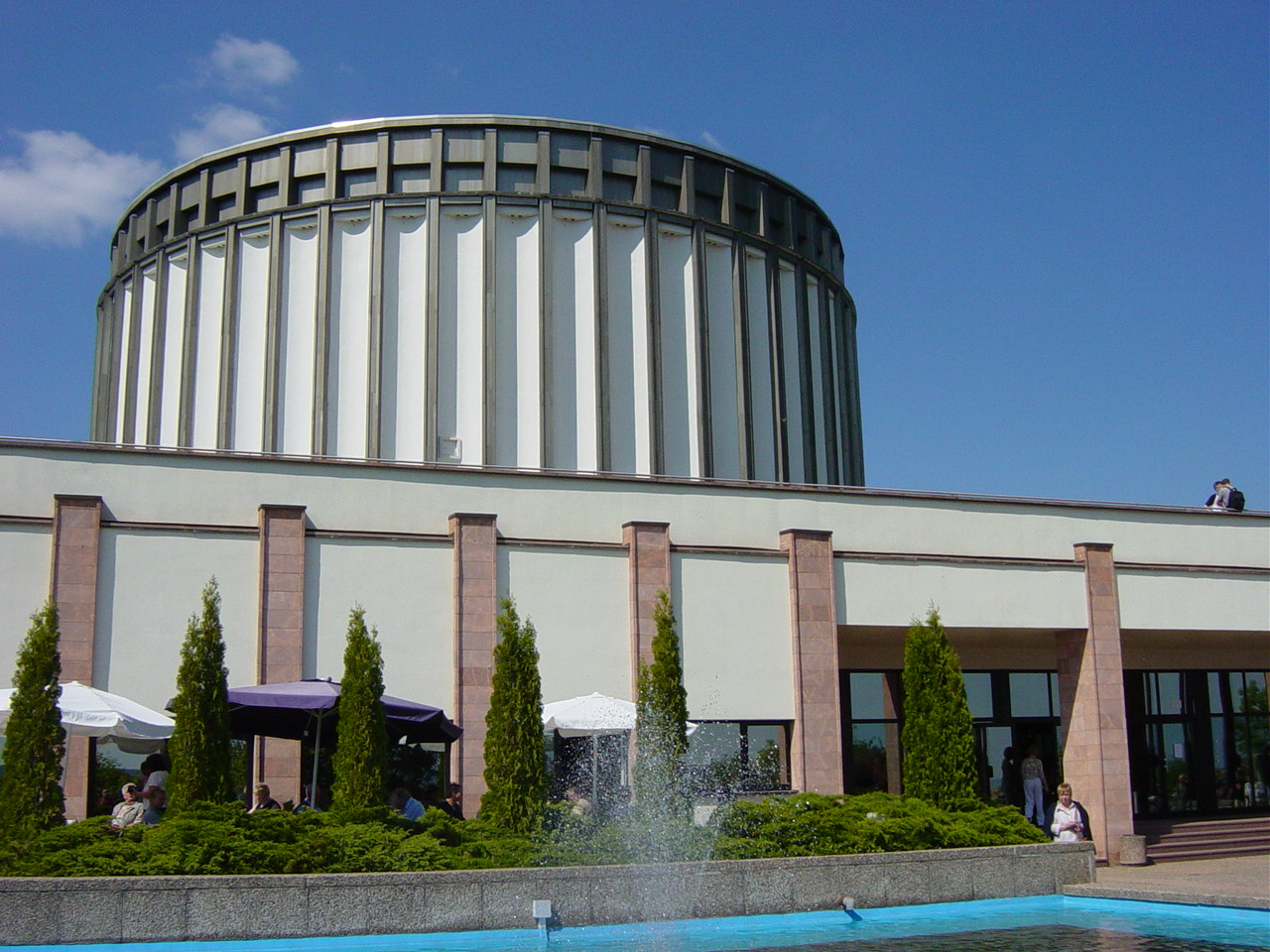
Musée panoramique de Bad Frankenhausen (2004)

### Architecture stalinienne
- Karl-Marx-Allee, Berlin
- Strausberger Platz, Berlin
- Bâtiment du Conseil d'État, Berlin
- Kulturpalast (de), Chemnitz
- Lange Straße (de), Rostock
- Ringbebauung (de), Leipzig
- Windmühlenstraße (de), Leipzig
- Pavillon soviétique de Leipzig (de), Leipzig (reconstruction après 1946)
- Altmarkt, Dresde

### Ville socialiste et ville-dortoir
- Eisenhüttenstadt (depuis 1951)
- Hoyerswerda (à partir de 1955)
- Leinefelde ( Eichsfeldplan, 1958)
- Schwedt / Oder (1960-1990)
- Wolfen-Nord (à partir de 1960)
- Halle-Neustadt (depuis 1963)
- Iéna-Neulobeda (depuis 1964)
- Oststadt (Neubrandenbourg) (1970-1989)
- Zone Fritz Heckert, Chemnitz (1974-1989)
- Leipzig-Grünau (1976-1990)
- Berlin-Marzahn (1977-1990)
- Berlin-Hellersdorf (1979-1989)
- Berlin-Neu-Hohenschönhausen (1981-1989)

### Grandes artères
- Karl-Marx-Allee, Berlin (depuis 1951)
- Straße der Nationen (de), Chemnitz (depuis 1960)
- Karl-Marx-Allee avec Karl-Marx-Monument, Chemnitz (1971)

### Gratte-ciels et tours
- Müggelturm (de), Berlin (1960-1961)
- Maison de l'enseignant et salle des congrès, Berlin (1961-1964)
- Maison de la culture et de l'éducation, Neubrandenburg (1963-1965)
- Tour de télévision de Berlin (1964-1969)
- Tour de l'université de Leipzig (1968-1973)
- Oderturm, Francfort (Oder) (1968-1976)
- Wintergartenhochhaus, Leipzig (1970-1972)
- JenTower, Iéna (1972)

### Bâtiments dans lestyle moderne
- Café Moscou, Berlin (1959-1964)
- Kino International, Berlin (1961-1963)
- Bureau de poste principal de Leipzig (1961-1964)
- Bureau de poste principal Dresde-Neustadt (1962-1964)
- Blechbüchse (de), Leipzig (1966-1968)
- Bureau de poste principal de Chemnitz (1967)
- Hyparschale (de), Magdebourg (1969)
- Galerie d'art de Rostock (1969)
- Teepott Warnemünde (de) (1969)
- Hôtel Panorama, Oberhof (1969)
- Hôtel Neptun, Warnemünde (1969-1971)
- Rundkino de Dresde (1969-1972)
- Dorint Kongresshotel Chemnitz, Chemnitz (1969-1974)
- Stadthalle Chemnitz (de), Chemnitz (1969-1974)
- Grand restaurant Ahornblatt, Berlin (1973)
- Centrum Warenhaus, Dresde (1973-1978)
- Palais de la République, Berlin (1976)
- Gewandhaus de Leipzig (1981)
- Friedrichstadt-Palast, Berlin (1984)

### Autres
- Musée Panorama, Bad Frankenhausen
- Ministère des Affaires étrangères de la RDA
- Sport- und Erholungszentrum (de), Berlin (équipe d'architectes suédoise)
- Zentralstadion, Leipzig
- Stade mondial de la jeunesse, Berlin
- Kulturpalast, Dresde
- Haus der Elektroindustrie, Berlin
- Opéra de Leipzig

## Architectes

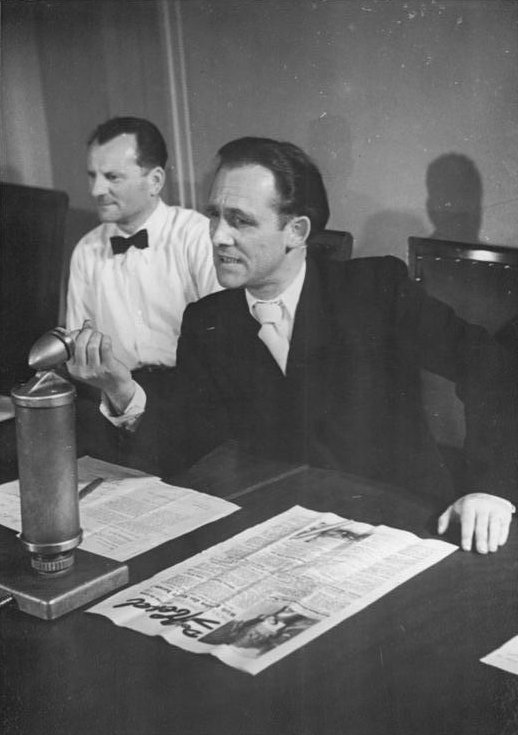
Hermann Henselmann (1949).

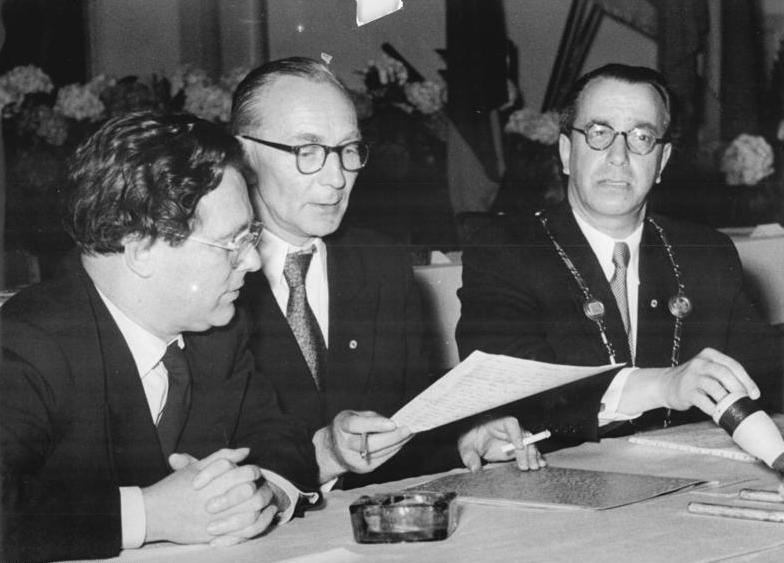
Kurt Liebknecht (à droite), président de la Deutsche Bauakademie (DBA) avec Edmund Collein (au centre), vice-président de l'Académie et Hermann Henselmann (à gauche), l'architecte en chef de Berlin-Est en mai 1954 lors de la deuxième assemblée générale publique du DBA.

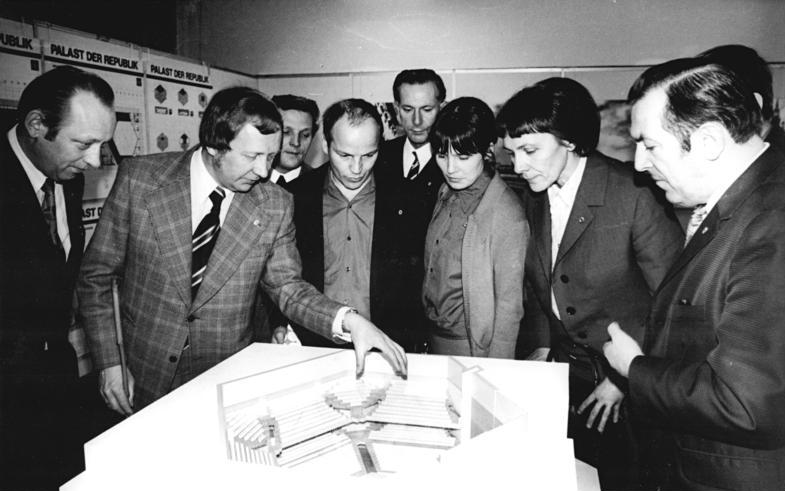
Graffunder (2e à partir de la gauche) explique une maquette du Palais de la République (1974).

L'architecte le plus important de la RDA est probablement Hermann Henselmann (1905-1995). Immédiatement après 1945, il développe des projets dans le sens de la modernité. Après avoir rencontré une résistance politique, il travaille sur la conception de la Stalinallee dans le style pâtissier. De 1953 à 1959, il est architecte en chef de Berlin, de 1959 à 1964 architecte en chef de l'Institut des bâtiments spéciaux et de 1967 à 1972 architecte en chef de l'Institut pour le développement urbain et l'architecture de la Bauakademie. Dans cette fonction, il a entre autres conçu un modèle pour tour de télévision (1958), la maison de l'enseignant (1961), la Leninplatz à Berlin (1968), le City-Hochhaus de Leipzig (1968) et le gratte-ciel universitaire de Iéna (1972).
On mentionnera aussi l'ingénieur-architecte Ulrich Müther (de), concepteur de structures en coque, comme le Teepott achevé en 1968 à Warnemünde. Müther a aussi construit à l'étranger : une mosquée en Jordanie, des planétariums Zeiss au Koweït, à Tripoli et à Helsinki. À Wolfsburg, il construit le dôme du planétarium Zeiss de 1981 à 1983 (dont la coque a été offerte par Volkswagen AG dans le cadre d'un accord de compensation entre la RDA et la RFA pour lequel Volkswagen AG a aussi livré 10 000 voitures VW Golf à la RDA, en échange de machines est-allemandes).

### Architectes et urbanistes
- Hans Erich Bogatzky (de)
- Edmund Collein (de)
- Franz Ehrlich
- Rolf Göpfert (de)
- Heinz Graffunder (de)
- Iris Grund
- Wolfgang Hänsch (de)
- Hermann Henselmann
- Hanns Hopp (de)
- Josef Kaiser
- Roland Korn (de)
- Kurt Liebknecht (de)
- Ulrich Müther (de)
- Kurt Nowotny
- Richard Paulick
- Horst Siegel (de)
- Rudolf Skoda (de)

Structures en coque-béton d'Ulrich Müther
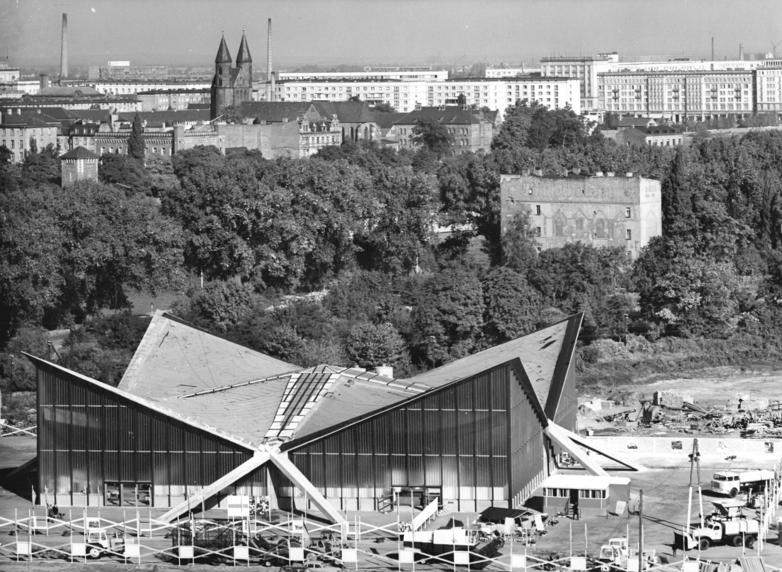
Hyparschale Magdebourg en construction en 1969
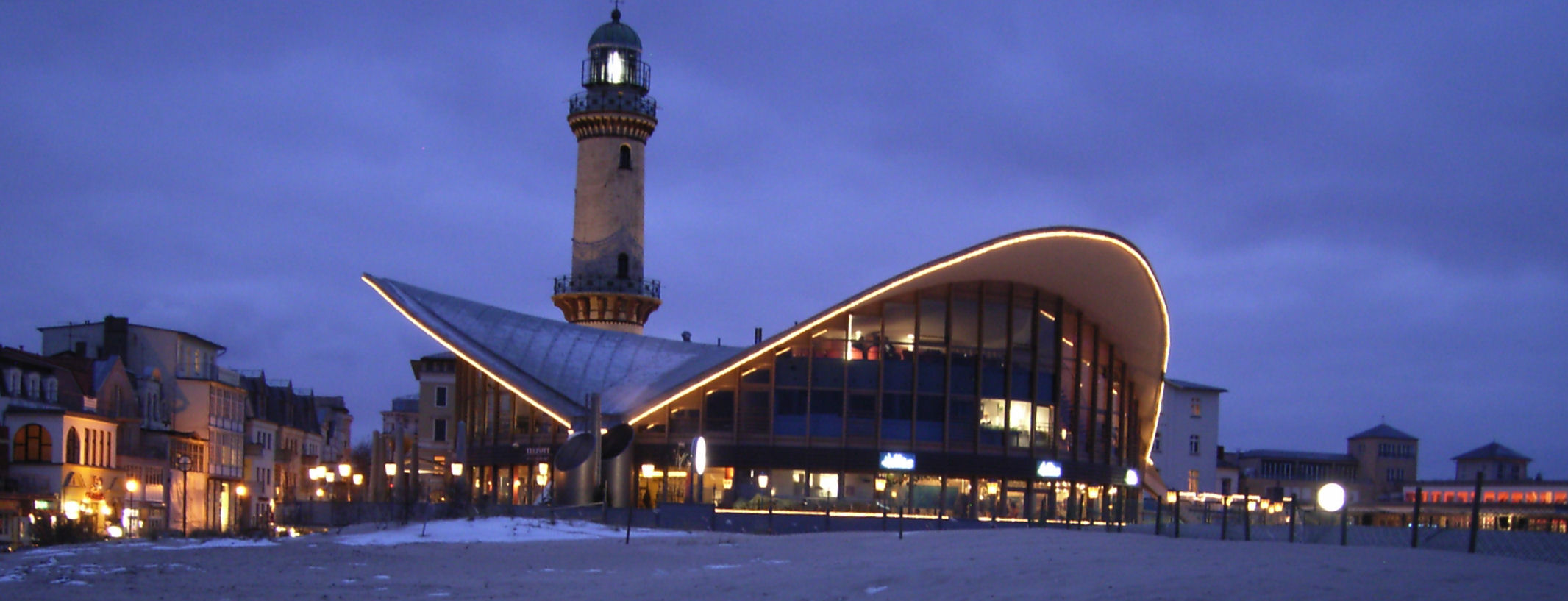
Teepott à Warnemünde (1967-1968)
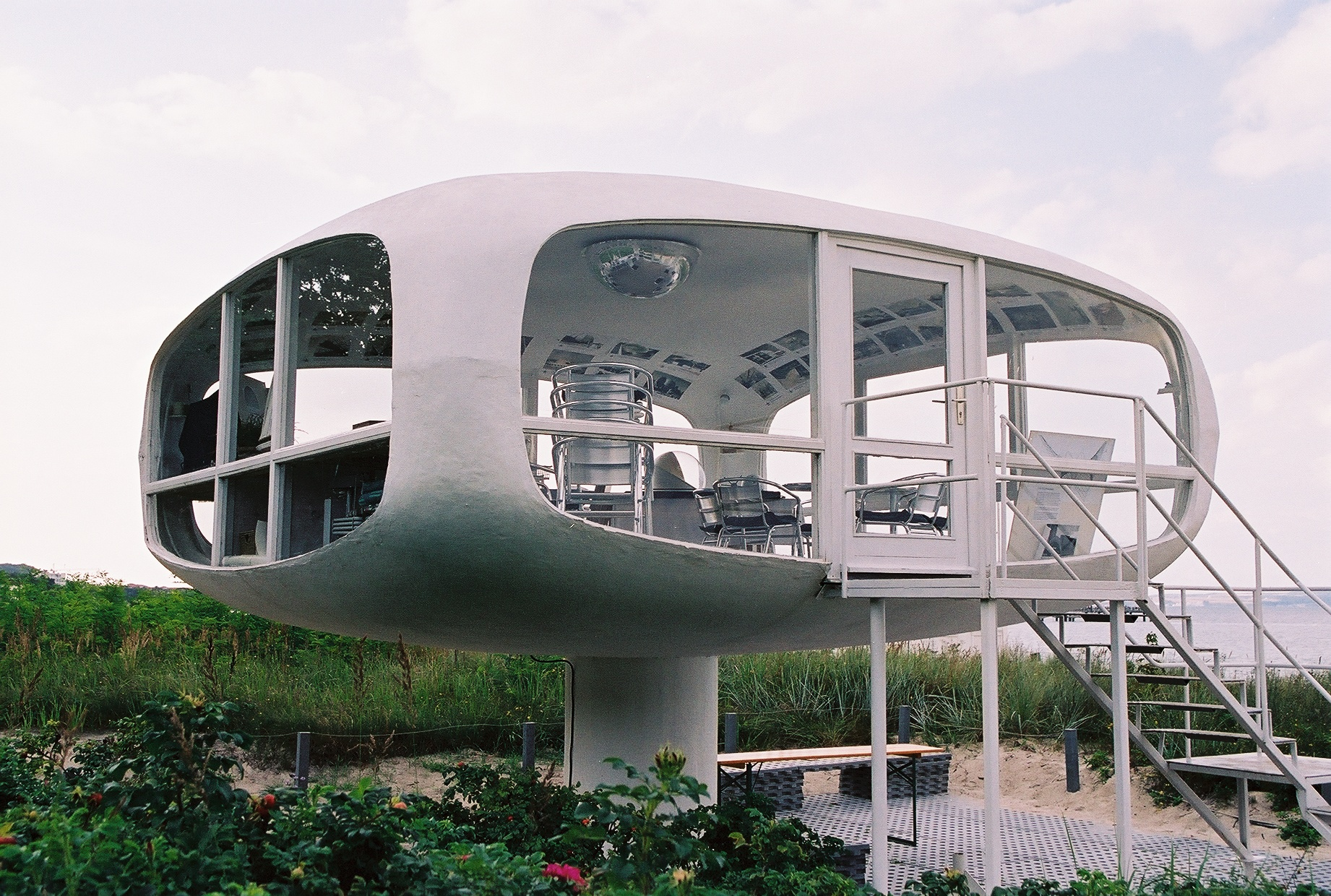
Poste de secours à Binz (1968)
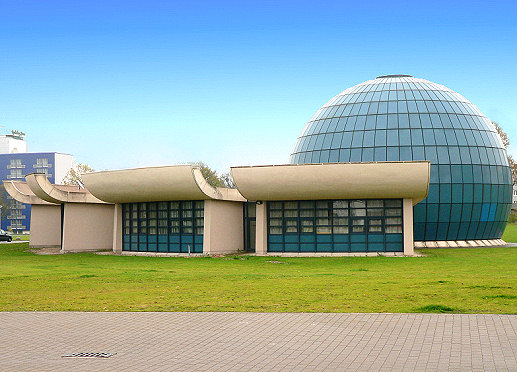
Planétarium de Wolfsburg (de) (1981-1983)
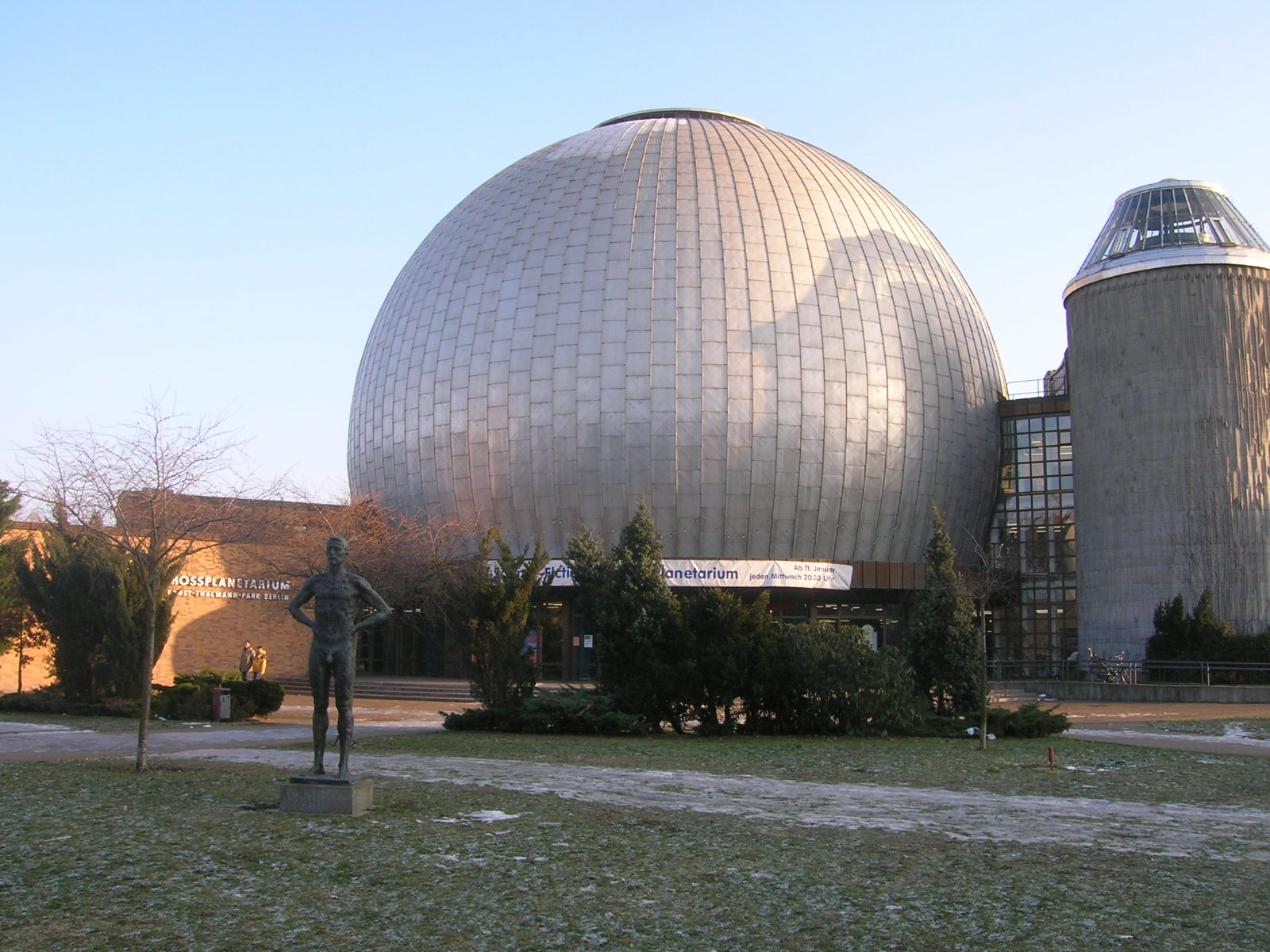
Grand planétarium Zeiss de Berlin
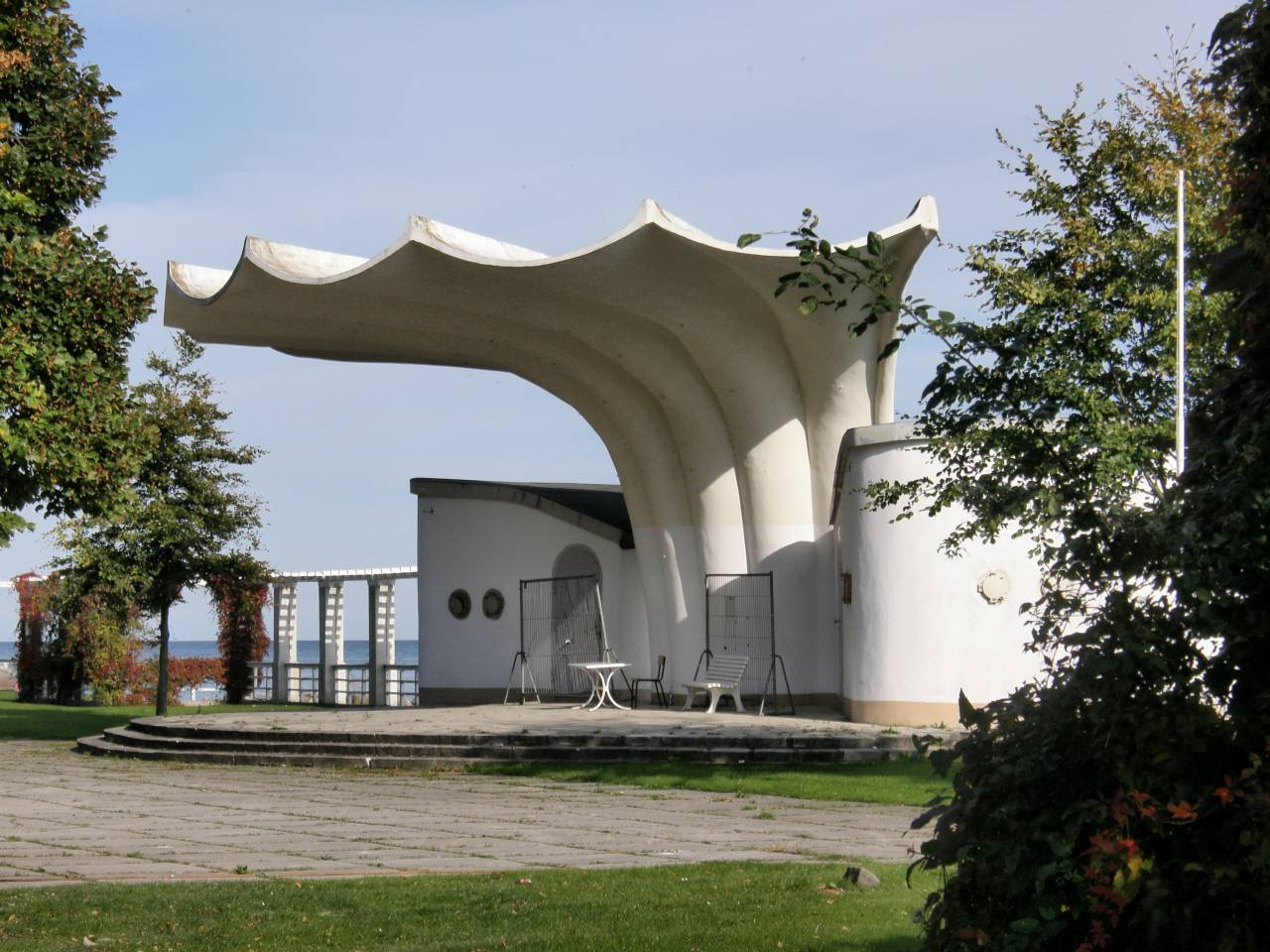
Kiosque de Sassnitz (1987)
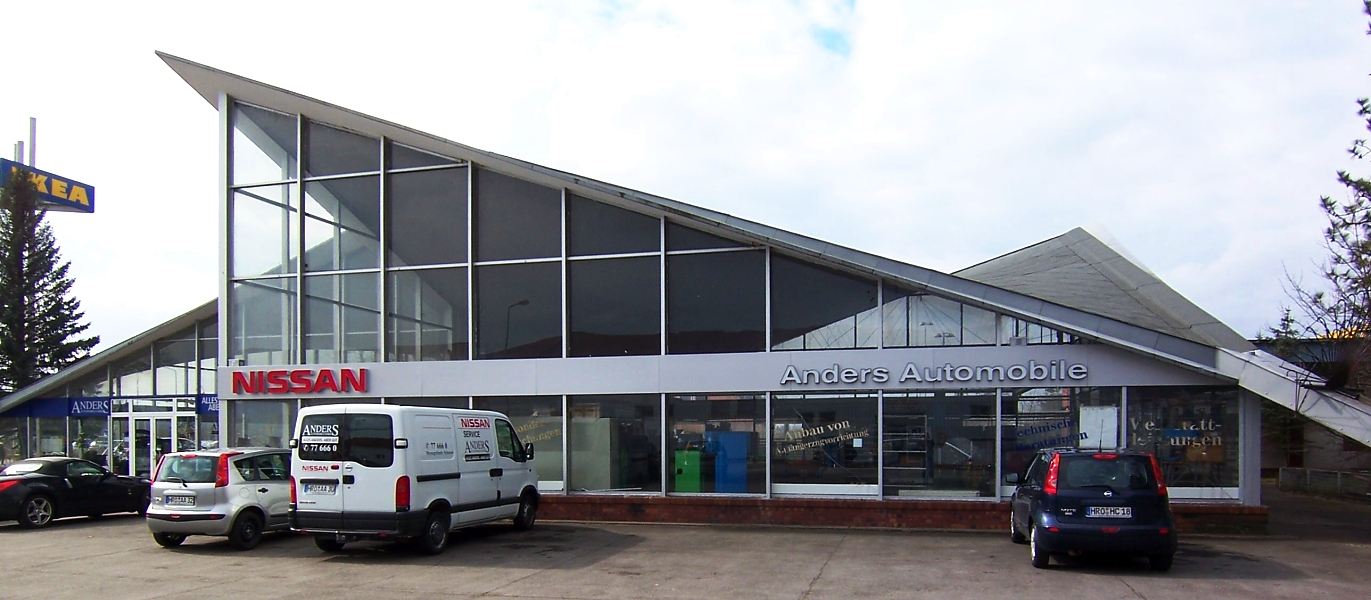
Salle d'exposition à Rostock-Schutow